# Volksabstimmung in Schleswig 1920

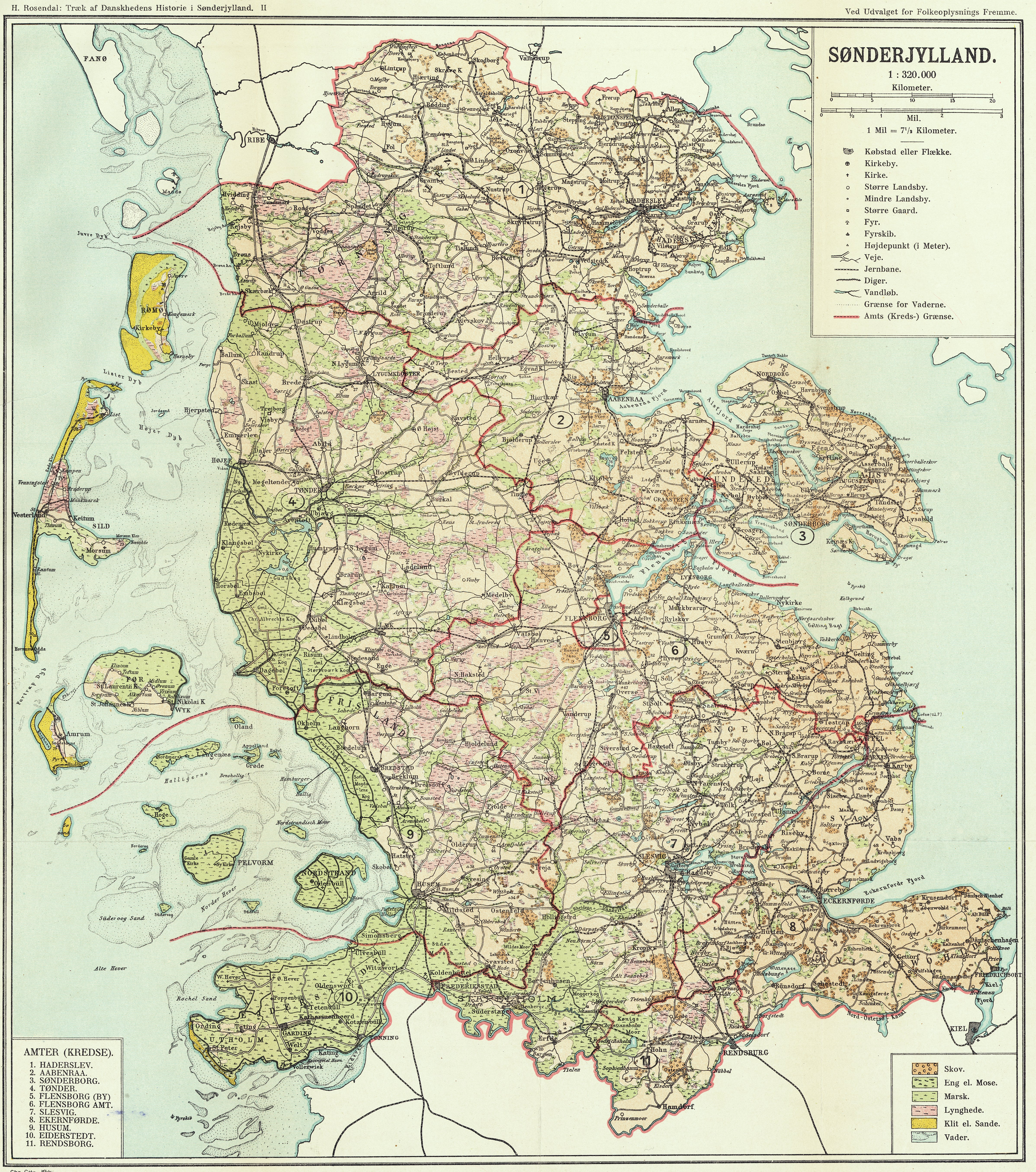
Dänische Karte von Nord- und Südschleswig, um 1918

Die Volksabstimmung in Schleswig (dänisch: folkeafstemning i Slesvig, französisch: Plébiscite du Schleswig, englisch: Plebiscite in Schleswig, seltener auch deutsch: Plebiszit in Schleswig) fand am 10. Februar und 14. März 1920 in Folge des Versailler Vertrags nacheinander in zwei Abstimmungszonen statt. Das Plebiszit hatte die Frage der Gebietszugehörigkeit eines Teils von Schleswigs beziehungsweise Sønderjyllands zum Gegenstand und führte letztlich zur Abtrennung Nordschleswigs von Deutschland und der Angliederung an Dänemark, während Südschleswig bei Deutschland verblieb. Es wurde von der „Internationalen Kommission für die Überwachung des Plebiszits in Schleswig“ vorbereitet und durchgeführt, die für die Zeit der Volksabstimmung die Regierungsgewalt im Abstimmungsgebiet übernahm.
Die Abstimmung in Schleswig gehört zu den zentralen Ereignissen in dem seit dem 19. Jahrhundert währenden nationalistischen Konflikt über die territoriale Zugehörigkeit Schleswigs. In Deutschland wird dabei oftmals die Volksabstimmung und der Verlust von Nordschleswig in den Mittelpunkt gerückt, während in Dänemark das Plebiszit eher als Teil der genforeningen ‚der Wiedervereinigung‘ Nordschleswigs mit Dänemark beschrieben wird.
Während in den ersten Jahrzehnten nach der Abstimmung nationalistische Kräfte in beiden Staaten das Plebiszit an sich in Frage stellten und jeweils eine Angliederung ganz Schleswigs forderten, wird die 1920 entstandene Grenze zwischen Dänemark und Deutschland seit den 1950er Jahren weithin akzeptiert. Dementsprechend hat sich auch die Einschätzung der Volksabstimmung geändert, die heute überwiegend als beispielhaft für die friedliche Beilegung eines Grenzstreits gesehen wird.
Das Plebiszit in Schleswig war das erste in der Geschichte, das unter der Kontrolle eines internationalen Gremiums abgehalten wurde.

## Vorgeschichte

Karte von Jütland, Schleswig und Holstein

Im Jahr 811 wurde vom dänischen König Hemming in Haithabu und Karl dem Großen erstmals die Eider als Grenzfluss zwischen dänischen Wikingern und dem fränkischen Reich festgelegt. Der südlichste Teil Schleswigs zwischen Danewerk, Schlei und Eider wurde zeitweise zum Römisch-Deutschen Reich gerechnet und als Dänische Mark oder Mark Schleswig bezeichnet. Die Reichseinigung Dänemarks wurde unter Gorm dem Alten und seinem Sohn Harald Blauzahn im 10. Jahrhundert verwirklicht. Im 11. Jahrhundert galt das Jarldom Schleswig, beziehungsweise Sønderjylland ‚Süderjütland‘ wie es auf Dänisch bezeichnet wird, als dänisches Lehen. Ab etwa 1200 führt mit Knud Lavard der Fürst von Schleswig erstmals den Titel Dux (Herzog).
Noch im Mittelalter reichte der dänische Sprachraum bis zu einer Linie Eckernförde-Treene-Husum, wo auch etwa der Grenzwall Danewerk verlief. Nachdem das Herzogtum Schleswig 1386 schließlich an die Grafen von Holstein belehnt wurde, entwickelte sich von Süden her in wirtschaftlicher, aber auch in sprachlich-kultureller Hinsicht ein deutscher Einfluss. Mit dem vom dänischen König Christian I. 1460 geschlossenen Vertrag von Ripen unterstand das Herzogtum Schleswig in Personalunion dem dänischen König, der dort zugleich als Lehnsherr sowie als Vasall diente. Gemäß dem dänischen Königsgesetz konnte die schleswigsche Herzogswürde auch über die weibliche Linie und an eine Frau vererbt werden.
Eine ähnliche Herrschaft durch Personalunion bestand für das südlich angrenzende Holstein. In dem ab 1474 bestehenden Herzogtum Holstein herrschte ebenfalls der dänische König dauerhaft als Herzog. Holstein jedoch gehörte – im Gegensatz zu Schleswig – zum Heiligen Römischen Reich. So wirkte der dänische König einerseits in seiner Funktion als Herzog im Reich als einer von vielen deutschen Fürsten mit. Zugleich gehörte Holstein jedoch auch zum Dänischen Gesamtstaat und unterlag damit den Entscheidungen des dänischen Königs. Für das Herzogtum Holstein galt das Prinzip der Patrilinearität, das eine Vererbung des Herzogtitels ausschließlich in der Manneslinie zuließ.
Ein weiteres verbindendes Element zwischen Schleswig und Holstein war die sogenannte schleswig-holsteinische Ritterschaft. Hierzu gehörten eine Reihe von lokalen Adelsfamilien, die sich vermutlich im 12. Jahrhundert herausgebildet hatten und über Landbesitz sowohl in Holstein als auch in Schleswig verfügten. Nicht zuletzt, um sich mit dieser einflussreichen Gruppe zu arrangieren, wurde im Vertrag von Ripen festgehalten: „dat se bliven ewich tosamende ungedelt“ („dass sie auf ewig ungeteilt bleiben“). Tatsächlich waren mit dieser Formulierung ausschließlich die Ländereien der Ritterschaft gemeint, denn jene befürchteten, der dänische König könne die Besitzverhältnisse in den beiden Herzogtümern Schleswig und Holstein getrennt regeln. Im 19. Jahrhundert wurde aus dieser Formulierung dann von der deutschen Nationalbewegung das Schlagwort „Up ewig ungedeelt“ abgeleitet, mit dem der gemeinsamen Verbleib von Schleswig und Holstein bei Deutschland historisierend begründet wurde.

## Der Streit um Schleswig

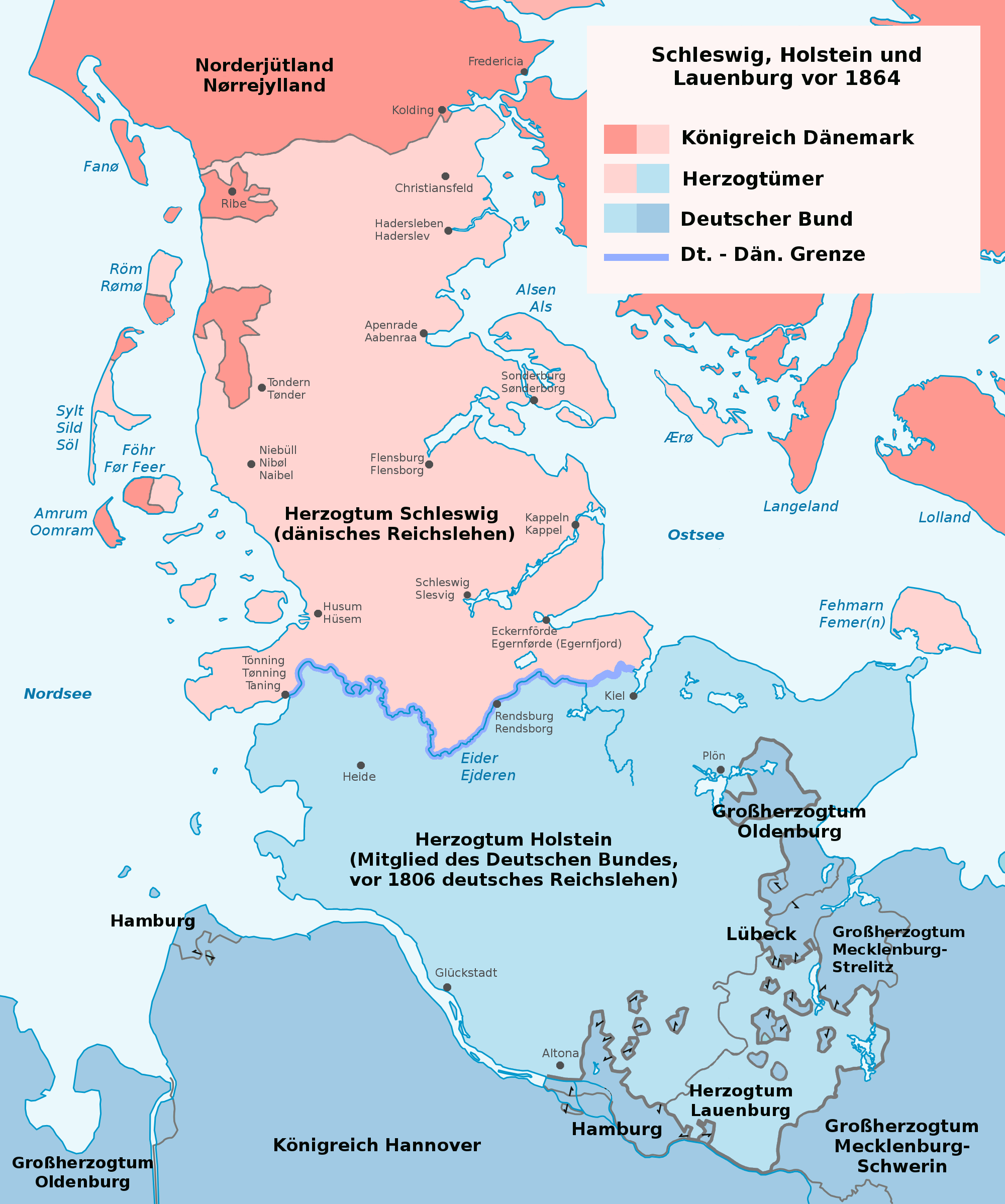
Die Herzogtümer Schleswig, Holstein und Lauenburg vor 1864

Die sich aus der doppelten Einbindung von Schleswig und Holstein ergebenden Spannungen gewannen im 19. Jahrhundert an Bedeutung. Durch die Entstehung von nationalliberalen Bewegungen, sowohl in Dänemark als auch Deutschland, die jeweils einen ungeteilten Souveränitätsanspruch für das Herzogtum Schleswig vertraten, ergab sich die sogenannte Schleswig-Holstein-Frage als Politikum. Von den etwa 400.000 Einwohnern Schleswigs waren Mitte des 19. Jahrhunderts schätzungsweise 200.000 dänisch orientiert. Als im Jahr 1848 Friedrich VII. dänischer König wurde, weitete sie sich zum offenen Konflikt aus. Friedrich war in zwei Ehen kinderlos geblieben und galt allgemein als zeugungsunfähig. Während das Herzogtum Schleswig nach dänischem Recht über die weiblichen Linie bei der dänischen Krone verbleiben können würde, war dies nach Auffassung einiger zeitgenössischer Beobachter aufgrund des traditionell in Deutschland angewendeten Salischen Rechts für das Herzogtum Holstein ausgeschlossen.
Im Zuge der Märzrevolution, die in Dänemark im Gegensatz zu Deutschland erfolgreich verlief, wurde das bisher aufgeklärt absolutistisch geführte Land in eine konstitutionelle Monarchie gewandelt und in Kopenhagen bildete sich eine von dänischen Konservativen (als Befürworter des bisherigen paternalistischen Gesamtstaates) und Nationalliberalen (eiderdänisch geprägt) zusammengesetzte Regierung. Zugleich bildete sich in den Herzogtümern eine deutsch ausgerichtete Provisorische Regierung. Beide Regierungen waren dualistisch aus Konservativen und Nationalliberalen zusammengesetzt, standen sich in ihrer nationalpolitischen Ausrichtung jedoch konträr gegenüber. Streitpunkt war vor allem die nationale Anbindung Schleswigs. Die dänischen Nationalliberalen forderten eine gemeinsame Verfassung für Dänemark und Schleswig, das Herzogtum Schleswig sollte also nicht mehr allein mittelbar als Lehen zu Dänemark gehören, sondern (unter Preisgabe des Gesamtstaates) unmittelbarer Teil eines dänischen Nationalstaates bis zum Fluss Eider werden. Dem standen die Forderungen der deutsch gesinnten Schleswig-Holsteiner entgegen, die einen Zusammenschluss der Herzogtümer und die Aufnahme eines geeinten Schleswig-Holsteins in den Deutschen Bund beziehungsweise eines zu schaffenden deutschen Nationalstaates wünschten. Die Provisorische Regierung sowie die Stände Schleswig-Holsteins, darin unterstützt von Preußen, unterbreiteten der dänischen Regierung mehrfach den Vorschlag ein Plebiszit über die Zugehörigkeit des Herzogtums Schleswig durchzuführen, was diese jedoch strikt ablehnte. Die Spannungen eskalierten 1848 schließlich in der Schleswig-Holsteinischen Erhebung, in Dänemark als Treårskrigen ‚Dreijahreskrieg‘ bezeichnet.
Der Konflikt wurde zunächst mit dem Londoner Protokoll von 1852 beendet. Dieses legte fest, dass Schleswig und Holstein weiterhin in Personalunion vom dänischen Königshaus regiert werden sollten, zugleich jedoch Holstein ein Teil des Deutschen Bundes zu bleiben habe. Letztlich schrieb das Londoner Protokoll den Status quo fest, weshalb sowohl die dänischen als auch die deutschen nationalistischen Bewegungen es inhaltlich ablehnten.

### Schleswig unter preußischer Herrschaft

#### Deutsche Einigungskriege in Schleswig und Holstein

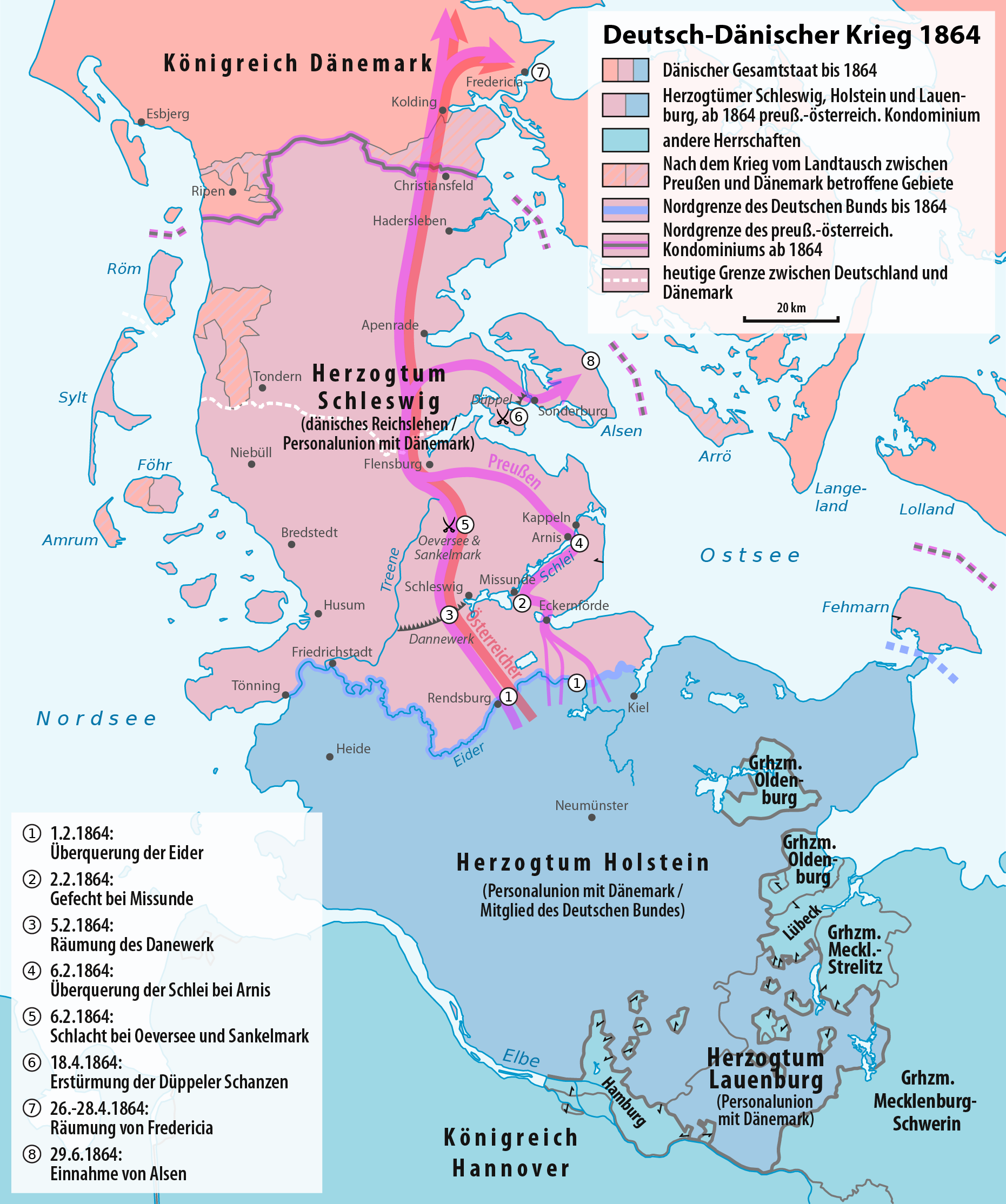
Karte der Gebietsveränderungen durch den deutsch-dänischen Krieg von 1864

Die ungelöste Schleswig-Holstein-Frage eskalierte schließlich erneut. Mit der Novemberverfassung hatten die dänischen Nationalliberalen 1863 erste Schritte zur engeren Einbindung Schleswigs in das Dänische Königreich entgegen dem Londoner Protokoll unternommen. Um eine Zurücknahme der Verfassung zu erzwingen, beschloss der Deutsche Bund im Dezember 1863 dies durch eine Bundesexekution zu erzwingen. Die hierzu von Preußen und Österreich im Auftrag des Bundes nach Holstein entsandten Truppen rückten jedoch am 1. Februar 1864, entgegen ihres Auftrags, nach Schleswig vor und lösten damit den Deutsch-Dänischen Krieg aus.
Er endete im Oktober 1864 mit dem zwischen Preußen, Österreich und Dänemark geschlossenen Friedensvertrag von Wien. Die Herzogtümer Schleswig, Holstein und Lauenburg wurden aus dänischer Hoheit gelöst und der gemeinsamen Verwaltung durch Preußen und Österreich unterstellt. Das Herzogtum Schleswig kam unter preußische Verwaltung, das Herzogtum Holstein wurde von Österreich kontrolliert.
Bereits zwei Jahre nach dem Krieg gegen Dänemark kam es jedoch zum Bruch zwischen den beiden Großmächten des Deutschen Bundes und zum Deutschen Krieg. In Schleswig und Holstein kam es diesmal nicht zu Kampfhandlungen. Letztlich war Holstein für die Österreicher zu weit entfernt, als das eine sinnvolle Verteidigung im Krieg gegen Preußen möglich gewesen wäre. Vor diesem Hintergrund fanden der österreichische Statthalter in Holstein, Ludwig von Gablenz, und der preußische Statthalter in Schleswig, Edwin von Manteuffel, zu einer Übereinkunft: Die Österreicher erhielten freien Abzug und das Herzogtum Holstein fiel kampflos an Preußen. Preußen machte nach seinem Sieg schnell deutlich, dass es kein Interesse an einem Fortbestand der Herzogtümer Schleswig und Holstein hatte. Durch den Sieg und die Eroberung diverser Verbündeter Österreichs (beispielsweise dem Königreich Hannover, dem Kurfürstentum Hessen und dem Herzogtum Nassau), konnte Preußen sein eigenes Staatsgebiet im Norden Deutschlands deutlich ausweiten. Bereits am 12. Januar 1867 wurde die Provinz Schleswig-Holstein begründet und die beiden Gebiete zu einem unmittelbaren Bestandteil Preußens.

#### Der Prager Friedensvertrag
Der Krieg Preußens mit Österreich war durch den Prager Friedensvertrag von 1866 beendet worden. Für die Schleswig-Frage war darin der auf französischen Druck hin aufgenommene Artikel 5 von besonderer Bedeutung:

„Seine Majestät der Kaiser von Oesterreich überträgt auf Seine Majestät den König von Preußen alle Seine im Wiener Frieden vom 30. Oktober 1864 erworbenen Rechte auf die Herzogthümer Holstein und Schleswig mit der Maßgabe, daß die Bevölkerungen der nördlichen Distrikte von Schleswig, wenn sie durch freie Abstimmung den Wunsch zu erkennen geben, mit Dänemark vereinigt zu werden, an Dänemark abgetreten werden sollen.“

Hiermit wurde der 1848 bereits vorgebrachte Vorschlag, die Frage der territorialen Zugehörigkeit Schleswigs mittels eines Plebiszits zu entscheiden, erneut aufgegriffen. Im Mai 1867 trat die preußische Regierung in Verhandlungen mit der dänischen Seite, stellte jedoch ein Plebiszit ausschließlich im Kreis Hadersleben in Aussicht, während die dänische Regierung eine Abstimmung in einem Gebiet bis einschließlich südlich von Flensburg forderte. Weiterhin bestand die preußische Regierung auf die direkte vertragliche Zusicherung des Minderheitenschutzes. Dänemark befürchtete, dass sich Preußen hiermit die Möglichkeit eines Eingreifens in innere dänische Angelegenheiten sichern wollte. Letztlich wurden die Verhandlungen ergebnislos abgebrochen. Die preußische Regierung unter Bismarck unternahm danach auch auf dänisches Anmahnen hin keine weiteren Schritte zur Umsetzung der vertraglichen Verpflichtung zu einem Plebiszit. Im Jahre 1878 wurde die Nordschleswig-Klausel des Prager Friedens auf Betreiben Bismarcks im Vorfeld des Berliner Kongresses in einem geheimen Abkommen zwischen Deutschland und Österreich aufgehoben. Die Öffentlichkeit erfuhr davon erst mit der Veröffentlichung des Abkommens am 4. Februar 1879. Dessen ungeachtet hielt Dänemark weiterhin an der Erfüllung des deutschen Versprechens fest, eine Volksabstimmung in Nordschleswig durchzuführen.

#### Eingliederung Schleswigs in Preußen

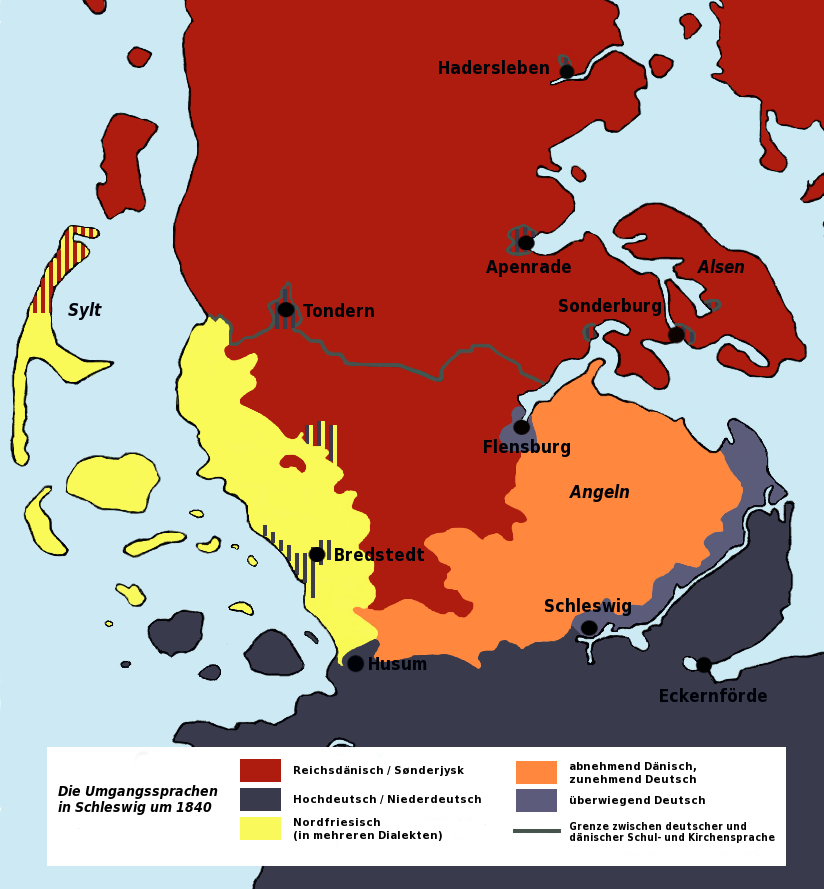
Sprachliche Verhältnisse in Schleswig um 1840

Die preußische Herrschaft in Schleswig und Holstein ab 1866/67 wurde unterschiedlich aufgenommen. Die Forderung nach einem einheitlichen deutschen Nationalstaat unter preußischer Führung, fand auch in Schleswig und Holstein Unterstützung in Teilen der Bevölkerung. Die durch die preußische Regierung in der neuen Provinz angestoßenen Reformen sprachen für diese Sichtweise. Mit der Einführung des Provinziallandtages, einer umfassenden Verwaltungsreform, der Einführung der kommunalen Selbstverwaltung, der Gewerbefreiheit und der Ausbau der Verkehrsinfrastruktur wurde das zuvor noch sehr feudal geprägte Gebiet einer umfassenden Modernisierung unterzogen.
Gleichwohl blieben Teile der Bevölkerung gegenüber der preußischen Herrschaft skeptisch. In der deutschgesinnten Bevölkerung betraf dies vor allem Anhänger der Augustenburgischen Bewegung, die sich für ein zwar geeintes deutsches, aber eben eigenständiges Schleswig-Holsteinisches Herzogtum unter der augustenburgischen Nebenlinie des dänischen Königshauses (Haus Oldenburg) einsetzten. Gleichfalls wurde die preußische Herrschaft von der überwiegend in Schleswig lebenden dänisch gesinnten Bevölkerung abgelehnt, die ihre Hoffnungen zunächst auf die im Prager Frieden versprochene Volksabstimmung richtete und für eine Rückkehr zumindest des nördlichen Schleswigs zum Königreich Dänemark eintrat. Vor allem die sehr zügige Einführung der strengen preußischen Wehrpflicht, bei der die Eingezogenen ihre mehrjährige Dienstpflicht üblicherweise weit entfernt ihrer Heimat abzuleisten hatten, sorgte in Schleswig für Unmut.
Als dann 1870 der Deutsch-Französische Krieg ausbrach, entzogen sich viele dänischsprachige Männer der Wehrpflicht durch eine oft zeitweilige Auswanderung nach Dänemark. Dies war ihnen aufgrund der sogenannten Optantenregelung aus dem Wiener Friedensvertrag von 1864 möglich. Sie sah vor, dass Einwohner des früheren Herzogtums Schleswig unter Beibehaltung ihres dortigen Besitzes das Recht hatten, sich anstatt für die preußische, für die dänische Staatsbürgerschaft entscheiden („optieren“) zu können. Über die Zeit entstand so in Nordschleswig eine vollständig zur ansässigen Gesellschaft gehörende Bevölkerungsgruppe mit Grundbesitz, die jedoch die dänische Staatsbürgerschaft innehatte und damit keine preußischen Untertanen mehr waren. Bis 1882 wuchs diese Gruppe auf etwa 25.000 Personen an. Hinzu kam, dass ihre vor 1898 geborenen Kinder als staatenlos galten.
Mit der im Januar 1872 maßgeblich von Carl von Scheel-Plessen, dem in Holstein geborenen Regierungspräsident der Provinz Schleswig-Holstein, ausgearbeiteten Apenraader Konvention gelang es zumindest, einige der sozialen Verwerfungen rund um die Wehrpflicht auszusöhnen. Gleichwohl ergaben sich aus der Optantenregelung weitere Ungleichbehandlungen im Alltag, die den deutsch-dänischen Gegensatz in Schleswig weiter befeuerten.
Die politischen Spannungen um die Frage der Gebietszugehörigkeit Schleswigs begleiteten die preußische Herrschaft von Beginn an. So erlangten bei allen im Gebiet durchgeführten Wahlen bis zum Ersten Weltkrieg stets auch pro-dänische Kandidaten Mandate, die sich für einen Anschluss Schleswigs an Dänemark (in dänischer Diktion: „Wiedervereinigung“) aussprachen. In den ersten Jahren überwog dort jedoch eine Boykott-Haltung, die sich ganz auf die Einforderung der im Prager Frieden versprochenen Volksabstimmung konzentrierte und jede weitere Mitwirkung im preußischen Staat ablehnte. Der Anteil der pro-dänischen Wahlstimmen schmolz jedoch zunächst langsam ab. Der in den ersten Jahren eher tolerante Umgang Preußens mit der dänischen Kultur und Sprache, dürfte hierbei eine Rolle gespielt haben. Aber auch der Verlust pro-dänischer Wählerstimmen durch die Annahme der dänischen Staatsbürgerschaft und die Auswanderung mehrerer zehntausend überwiegend dänisch gesinnter Schleswiger hatten daran ihren Anteil. Der politische Konflikt um die Gebietszugehörigkeit Schleswigs berührte das Alltagsleben und Miteinander der Schleswiger jedoch zunächst nur mittelbar, beispielsweise über den Umgang mit den „Optanten“.

### Schleswig im Deutschen Reich

#### Germanisierungspolitik
Der Umgang mit der dänisch-gesinnten Bevölkerung in Schleswig änderte sich ab 1888 spürbar, als die bisherige tolerante Minderheitenpolitik Preußens zugunsten einer auf Germanisierung und Assimilation ausgerichteten Politik aufgegeben wurde. Von besonderer Bedeutung war dabei die Einführung des rein deutschsprachigen Schulunterrichts, die beispielsweise auch in den überwiegend polnischsprachigen deutschen Regionen für viel Unmut sorgte. Seinen Höhepunkt erreichte diese kompromisslose Linie in Schleswig mit den sogenannten „Köller-Jahren“, der Amtszeit des Regierungspräsidenten Ernst von Köller, der unter anderem dänische Staatsbürger ausweisen ließ.
Der Widerstand der Augustenburgischen Bewegung, die sich für ein eigenständiges deutsches Herzogtum Schleswig-Holstein eingesetzt hatten, verlor in der Kaiserzeit zunehmend an Bedeutung. Die Veteranenvereine des Deutsch-Französischen Krieges, der preußische Schulunterricht aber auch der allgemeine politische Meinungsumschwung hin zu einem gesamtdeutschen Nationalismus, hatten hieran ihren Anteil. Die 1882 vollzogene Hochzeit von Friedrich Wilhelm von Preußen, dem späteren Kaiser Wilhelm II., und Auguste Viktoria aus dem Hause Schleswig-Holstein-Sonderburg-Augustenburg, tat ihr übriges.
An die Stelle des preußisch-augustenburgischen Gegensatzes trat im deutschgesinnten Lager mehr und mehr die Frage nach dem Umgang mit dem „dänischen Element“ in Schleswig. Die Befürworter einer aggressiven Germanisierungspolitik sammelten sich im Deutschen Verein, der sich 1900 in Nordmarkverein umbenannte. Er betrieb die aktive Ansiedlung deutschsprachiger Familien in Schleswig und setzte sich agitatorisch für die Verbannung der dänischen Sprache und Kultur aus dem Alltag und den öffentlichen Einrichtungen ein. Personell war er vielfach mit dem völkischen Alldeutschen Verband verflochten.
Diese Linie blieb jedoch auch im deutsch-gesinnten Lager nicht ohne Widerspruch. So sprachen viele der deutsch-gesinnten Schleswiger im Alltag dänisch, während sie nur in der Schule und in der Kirche Hochdeutsch verwendeten. Hinzu kamen die sogenannten Blakkede ‚Gefleckten‘, also Schleswiger, die sich gar nicht auf eine nationale Identität festlegen wollten. Gerade auf dem Land setzte sich oftmals die lutherische Kirche für ein friedliches Miteinander ein. Auch politisch wurde breite Kritik an der Germanisierungspolitik des Nordmarkvereins geäußert. Neben Liberalen war es vor allem die aufstrebende Sozialdemokratie, die stattdessen einen friedlichen und respektvollen Wettstreit der Kulturen propagierte. Im Jahr 1909 gründeten diese gemäßigten deutsch-gesinnten Kräfte den Verein für die Friedensarbeit in der Nordmark (kurz: Friedensverein).

#### Dänische Selbstbestimmung
In Schleswig führte die geänderte Politik zu einer deutlichen Politisierung des Alltagslebens und einem Erstarken der dänischen Bewegung. Innerhalb des Nordschleswigschen Wählervereins, kam es als zentrale politische Interessenvertretung der dänischgesinnten Bevölkerung, zu einem Richtungsstreit über die politische Strategie. Letztlich wurde ab den 1880er-Jahren die Boykott-Strategie schrittweise von einem aktiveren Auftreten und Mitwirken in den politischen Gremien Preußen und Deutschlands abgelöst. Dazu gehörte auch die stärkere Kontaktaufnahme zu anderen, mit der preußisch-deutschen Obrigkeit im Konflikt stehenden politischen Bewegungen, wie beispielsweise der Sozialdemokratie. Da die Behörden zugleich strenger gegen politische pro-dänische Aktivitäten vorgingen, erweiterte sich das Engagement auch auf andere Gebiete. So wurden Vereine (wie beispielsweise der Sprogforening ‚Sprachverein‘, der Skoleforening ‚Schulverein‘, der Idrætsforening ‚Sportverein‘ und der Kvindeforening ‚Frauenverein‘) ins Leben gerufen, die ausdrücklich der dänischen Kulturpflege dienten.
Da die Versammlungsfreiheit im öffentlichen Raum durch immer neue Auflagen eingeschränkt wurde, begann die pro-dänische Bewegung eigene Versammlungshäuser zu errichten. Die Finanzierung erfolgte wiederum über die Gründung eigener Genossenschaften und Banken, was zugleich der wirtschaftlichen Stärkung der dänischen Gemeinschaft in Schleswig diente. Weiterhin wurde gezielt der Aufkauf von landwirtschaftlichen Flächen betrieben, um damit der Politik der staatlichen Stellen zur Ansiedlung deutschsprachiger Familien in Nordschleswig zur Stärkung des „deutschen Elements“ etwas entgegenzusetzen. Letztlich befeuerte die Germanisierungspolitik das nationalpolitische Bewusstsein der dänischsprachigen Schleswiger und bewirkte die Umwandlung der Frage nach der Gebietszugehörigkeit Schleswigs von einer rein politischen, hin zu einer alle Lebensbereiche berührenden Frage. Trotz der Stärkung des dänischen Bewusstseins hatte die pro-dänische Bewegung mit dem langsamen Abschmelzen der dänisch-gesinnten Bevölkerung zu kämpfen. So wanderten zwischen dem Deutsch-Dänischen Krieg und dem Jahr 1900 etwa 50–60.000 dänische Schleswiger aus.
Der Konfrontationskurs der deutschen und preußischen Behörden erreichte letztlich das Gegenteil des Beabsichtigten. Anstatt die dänisch-gesinnte Bevölkerung in die deutsche Gesellschaft zu assimilieren, erfuhr diese eine erhebliche Stärkung ihres nationalpolitischen Bewusstseins. Bereits in den 1900er-Jahren suchten die deutschen Behörden wieder stärker auf einen Ausgleich hinzuwirken. So wurde 1907 mit Dänemark der sogenannten Optantenvertrag abgeschlossen. Darin verzichtete Dänemark offiziell auf die im Prager Frieden vorgesehene Volksabstimmung, andererseits erkannte Deutschland den Kindern der dänischen Staatsbürger in Schleswig ebenfalls ein Wahlrecht bezüglich ihrer Staatsbürgerschaft zu. Die bis dahin entstandenen Organisationen der pro-dänischen Bewegung und auch die Forderung nach einer Volksabstimmung hatten sich jedoch in Schleswig bereits fest etabliert und gewannen weiterhin langsam aber stetig an Zulauf.

#### Erster Weltkrieg
Als im Sommer 1914 der Erste Weltkrieg ausbrach, verfolgte Dänemark eine strikte Neutralitätspolitik. Vom unmittelbaren Kriegsgeschehen blieb Schleswig jedoch weitgehend verschont. Einzig am 19. Juli 1918 kam es zu Kämpfen, als britische Bomber das Zeppelin-Flugfeld in Tondern bombardierten. Bei einer Gesamtbevölkerungszahl von etwa 150.000 Personen kämpften 30–35.000 Schleswiger für Deutschland im Ersten Weltkrieg. Die Mehrheit diente im Infanterie-Regiment Nr. 84 „von-Manstein“ oder im Füsilier-Regiment Nr. 86 „Königin“, aber auch in anderen Truppenteilen und der Reichsmarine. Etwa 5000 Mann fielen in den Kämpfen, weitere 4500 kehrten als Invalide zurück, etwa 2500 Mann flohen vor dem Kriegsdienst nach Dänemark.
Die große Zahl der zum Krieg eingezogenen Schleswiger ließ die Frage der Zugehörigkeit noch drängender werden. In der Bevölkerung verbreitete sich das hartnäckige Gerücht, Schleswig werde nach dem Krieg wieder zu Dänemark kommen, entweder weil die Entente dies nach einem Sieg verfügen, oder wiederum weil Deutschland sich nach seinem Sieg für die dänische Neutralität auf diese Weise dankbar zeigen würde. Schließlich sah sich sogar Oberpräsident Friedrich von Moltke genötigt, solchen Vorstellungen öffentlich entgegenzutreten.
Tatsächlich sondierte die dänische Regierung diskret die Haltung der Entente zu einer Rückgliederung Schleswigs an Dänemark. Die französische Regierung signalisierte grundsätzlich ihr Einverständnis, machte jedoch auch deutlich, dass ein im Krieg neutral bleibender Staat nicht auf energische Unterstützung hoffen dürfe. Auch die dänisch gesinnten Schleswiger gaben ihre Hoffnung auf eine Wiedervereinigung Schleswigs mit Dänemark nicht auf. Allen voran hatte der Reichstagsabgeordnete Hans Peter Hanssen seit seinem ersten Mandat im preußischen Landtag 1896 vielfältige Kontakte geknüpft, sowohl zu deutschen Sozialdemokraten als auch den politischen Kreisen in Dänemark. Nachdem er 1906 für den Nordschleswigschen Wählerverein auch in den Reichstag eingezogen war, entwickelte er sich zum wichtigsten Fürsprecher und Mittler der dänisch Gesinnten in Berlin.
Ein wichtiger Impuls für die spätere Volksabstimmung in Schleswig ging schließlich von mehreren 1917 von der Zentralorganisation für einen dauerhaften Frieden organisierten Konferenzen in Oslo, Bern und Stockholm aus. An den international besuchten Veranstaltungen nahmen vor allem Pazifisten, aber auch Sozialisten und Sozialdemokraten teil. Sie verständigten sich unter anderem über die Frage, wie Territorialstreitigkeiten friedlich beigelegt werden könnten. In dem dort erarbeiteten „Entwurf eines internationalen Vertrages über die Rechte nationaler Minderheiten und Gebietsübertragungen“ wurden Plebiszite zur Entscheidung vorgeschlagen. Der Fall Schleswig gehörte zu den ausdrücklich erörterten Beispielen. Da auch deutsche Sozialdemokraten wie Eduard David mitwirkten, entpuppten sie sich später als wichtiger erster Schritt auf dem Weg zu einer politischen Verständigung in der Schleswig-Frage.

## Der Weg zur Volksabstimmung

### Das Ende des Kaiserreichs
Am 3. Oktober 1918 wurde Max von Baden zum Reichskanzler mit dem Auftrag ernannt, in Friedensverhandlungen mit der Entente einzutreten. Angesichts der sich abzeichnenden deutschen Niederlage und des politischen Umschwungs in Berlin sah Hans Peter Hanssen
die Zeit gekommen, die Schleswig-Frage wieder auf die politische Tagesordnung zu bringen. Zusammen mit seinen beiden schleswigschen Abgeordnetenkollegen Nis Nissen und Hans Didrik Kloppenborg-Skrumsager arbeitete Hanssen am 9. Oktober in seinem Berliner Hotelzimmer einen Vorschlag für die Teilung Schleswigs aus. Sie begründeten ihren Vorschlag dabei sowohl mit dem Prager Frieden, mit dem Stockholmer Manifest von 1917, aber auch mit den vom dänischen Historiker Hans Victor Clausen Anfang der 1890er Jahre unternommenen historischen und sprachwissenschaftlichen Untersuchungen zur Nationalitätenfrage in Schleswig.
Am 12. Oktober stellten sie den Vorschlag dem Aufsichtsrat des Nordschleswigschen Wählervereins in Flensburg vor. Die Begrenzung auf die Clausen-Linie, insbesondere der Verzicht auf Flensburg, führte dort zu hitzigen Diskussionen. Neben einer Fraktion, die eine Abstimmung auch für das mittlere Schleswig forderte, sprachen sich einige Mitglieder auch für die Annexion ganz Schleswigs bis zur Eider und zwar ohne Abstimmung aus. Letztlich konnte Hanssen jedoch eine vorläufige Zustimmung zu dem Positionspapier erwirken.
Bereits am 14. Oktober war Hanssen zurück in Berlin und übermittelte den Vorschlag über seinen langjährigen politischen Bekannten Eduard David, mittlerweile Unterstaatssekretär im Auswärtigen Amt, an die Reichsregierung. Das Auswärtige Amt war bereits vom deutschen Gesandten in Kopenhagen, Ulrich Graf Brockdorff-Rantzau, darauf hingewiesen worden, dass die konservativen Kreise in Dänemark die Schleswig-Frage von der Entente entscheiden lassen wollten. Von einem eigenständigen Abkommen zwischen Deutschland und Dänemark versprach sich die Reichsregierung ein günstigeres Ergebnis und so wurde Hanssens Vorstoß positiv aufgenommen.
Am 23. November 1918 hielt Hanssen eine vielbeachtete Rede im Reichstag, mit der er die Forderungen nach einer Volksabstimmung in Schleswig zum öffentlichen Thema machte. Unterstützt wurde Hanssen Rede von der sogenannten Oktoberadresse, in der namhafte dänische Politiker eine eigenständige Regelung der Schleswig-Frage zwischen Deutschland und Dänemark auf Augenhöhe forderten, losgelöst von etwaigen Friedensverhandlungen der Siegermächte des Weltkriegs. Die Reichsregierung signalisierte in ihrer Antwort durch den Staatssekretär im Auswärtigen Amt Wilhelm Solf, dass sie das von US-Präsident Woodrow Wilson in seinem 14-Punkte-Programm formulierte Selbstbestimmungsrecht der Völker unterstützte und dementsprechend offen für eine Volksabstimmung in Schleswig sei.
Die deutsch-gesinnten Kräfte in Schleswig konnten auf diese Entwicklungen nur reagieren. Weder der Nordmarkverein noch der Friedensverein verfügten über gute Kontakte zum Kabinett Baden in Berlin und verfolgten die Vorgängen weitgehend tatenlos. Erst am 17. Oktober erfuhr der preußische Regierungspräsident vom Apenrader Landrat Siemon von Gerüchten, Hanssen plane öffentlich die Abtretung Nordschleswigs zu fordern. Am 22. Oktober 1920 trafen sich im Apenrader Stadttheater erstmals Vertreter aller deutschen Parteien, um eine gemeinsame Vereinigung zur Abwehr der dänischen Forderungen zu bilden. Noch am gleichen Tag wurde Kontakt nach Flensburg, unter anderem zum Oberbürgermeister Dr. Todsen, hergestellt, um vergleichbares in anderen Städten anzuregen. Dem am 25. Oktober gegründetem Deutschen Ausschuss in Flensburg wurde die Gesamtleitung übertragen. Die Ausschüsse sollten den Widerstand gegen die sich abzeichnende Volksabstimmung organisieren.
Allerdings behinderten die grundsätzlichen Unterschiede der darin versammelten Kräfte ihre Wirksamkeit erheblich. So akzeptierten die Sozialdemokraten die Idee einer Volksabstimmung grundsätzlich, wollten diese aber für Deutschland gewinnen. Die Vertreter aus dem Friedensverein lehnten das Plebiszit zunächst ab, waren jedoch zu kulturellen Konzessionen (wie der Gleichstellung der Sprachen) an die dänische Minderheit bereit. Der völkisch gesinnte Nordmarkverein lehnte jedes Entgegenkommen und die Volksabstimmung ab.

### Die Schleswig-Frage während der Novemberrevolution
Mit dem Kieler Matrosenaufstand am 3. November, der Ausrufung der Republik am 9. November und schließlich dem Waffenstillstand vom 11. November 1918 änderte sich die politische Situation in wenigen Tagen.
Alarmiert von der Aussicht eines gesonderten deutsch-dänischen Abkommens hatte die britische Regierung bereits im Oktober scharfen Protest in Kopenhagen gegen entsprechende Bemühungen eingelegt. Jede Verständigung über Schleswig habe im Rahmen der bevorstehenden Friedensverhandlungen stattzufinden. Mit der Niederlage Deutschlands schloss sich die dänische Regierung dieser Position an, nicht zuletzt auch getrieben von nationalistischen Kräften in Dänemark, die sich von einer Lösung der Schleswig-Frage im Rahmen der Entente bessere Bedingungen erhofften.
Die Nordschleswigsche Wählervereinigung um Hanssen unterstützte die neue Position der dänischen Regierung. Zur Unterstützung und um in die bevorstehenden Friedensverhandlungen eine offizielle Position der dänisch-gesinnten Nordschleswiger einbringen zu können, wurde für den 17. November 1918 eine Versammlung in Apenrade organisiert. Die dort ausgearbeitete „Erste Apenrader Entschließung“, legte die wesentlichen dänischen Positionen fest: In einem genau festgelegtem Gebiet „Nordschleswig“, das im Wesentlichen der „Clausen-Linie“ folgte, sollte geschlossen abgestimmt werden. In einem zweiten Gebiet Mittelschleswig sollte gleichzeitig nach zusammenhängenden Teilgebieten abgestimmt werden. Der deutschen Forderung nach einer geschlossenen Abstimmung für ganz Schleswig wurde eine entschiedene Absage erteilt. Weiterhin sei die Stadt Flensburg als Teil Nordschleswigs zu betrachten. Stimmberechtigt wären alle Personen ab 21 Jahre, die in den Stimmgebieten geboren wurden oder dort seit mindestens zehn Jahren lebten.
Die Deutschen Ausschüsse, die noch um eine gemeinsame Positionierung rangen, waren erneut von den Ereignissen überrumpelt. Ganz unmittelbar führte die Revolution dazu, dass sich nahezu alle Sozialdemokraten aus den Deutschen Ausschüssen zurückzogen, wodurch die Mitarbeit der SPD praktisch endete. Es folgten weitere, teils persönlich motivierte Austritte. Vor allem dank Pastor Johannes Schmidt-Wodder, dem führenden Kopf des Friedensvereins, gelang es dem Deutschen Ausschuss in den folgenden Wochen dennoch, die verschiedenen Ansichten in eine gemeinsame Gegenposition zu überführen. Die am 19. Dezember 1918 veröffentlichten „Abstimmungsgrundsätze“ fassten die Forderungen der Vertretungen der deutsch-gesinnten Schleswiger zusammen: Schleswig sei als „untrennbares Ganzes“ zu betrachten und entsprechend eine Gesamtabstimmung vorzuziehen. Wenn dies nicht möglich sei, solle ausschließlich in den Gebieten „mit unzweifelhaft dänischer Bevölkerung“ abgestimmt werden. Zur Bestimmung des Gebiets wurde die von Johannes Tiedje, nordfriesischer Publizist und christlicher Prediger, ausgearbeitete „Tiedje-Linie“ herangezogen. Jegliche Abstimmung müsse zudem gemeindeweise durchgeführt werden und eine Übertragung an Dänemark könne nur bei einer Zweidrittelmehrheit erfolgen. Zuletzt sei es unabdingbar, vorab Minderheitenrechte festzulegen, die es auf beiden Seiten einer künftigen Grenze zu beachten gelte.
Neben diesen beiden Kernpositionen wurden auf beiden Seiten auch weitere Stimmen laut, die jeweils eine abweichende Lösung forderten. Auf deutscher Seite formierte sich eine Autonomiebewegung, die ein gänzlich unabhängiges Schleswig forderte. Da auch das United States Department of State unter Robert Lansing zeitweise ähnliche Vorstellungen eines unabhängigen Kanalstaats entlang des Kiel-Kanal hegte, tauchte diese Idee in den Pariser Friedensverhandlungen immer mal wieder auf, ohne jedoch eine tragende Rolle zu spielen. In Dänemark wiederum formierte sich die sogenannte Danewerkbewegung, die für eine vollständige Eingliederung Schleswigs in Dänemark eintrat. Wenngleich diese maximalistische Position vor allem in Reichsdänemark formuliert wurde, in Schleswig selbst jedoch kaum Unterstützer fand, blieb sie nicht ohne Einfluss. So brachte die sogenannte Zweite Apenrader Erklärung vom 30. Dezember 1918, mit dem Ruf nach gemeindeweisen Abstimmung in ganz Nord- und Mittelschleswig, bereits weitergehende Gebietsforderungen für Dänemark vor, als noch in der ersten Erklärung aus November 1918. Hans Peter Hanssen hingegen wandte sich entschieden gegen solche aggressiven Forderungen und bemühte sich darum, dass die Nordschleswigsche Wählerverein weiterhin möglichst geschlossen und moderat gegenüber der Entente auftrat.

### Clausen- und Tiedje-Linie

Die Clausen- und die Tiedje-Linie

In den Diskussionen um den Grenzverlauf zwischen Deutschland und Dänemark trafen neben den jeweiligen Maximalforderungen (ganz Schleswig zu Dänemark beziehungsweise zu Deutschland) verschiedene Kompromisspositionen aufeinander, die einer Teilung Schleswigs offen gegenüberstanden und sich vor allem in der Frage unterschieden, welche Teile welchem Nationalstaat zugeschlagen werden sollten. Seit etwa der zweiten Hälfte des 19. Jahrhunderts herrschte in Europa die Auffassung vor, Sprache sei ein angemessener Gradmesser zur Bestimmung nationaler Zugehörigkeiten. Dementsprechend hatte die preußische Statistik in den Jahrzehnten zuvor viel Energie auf die „korrekte“ Erfassung der Sprachensituation in ihren Provinzen gelegt. Ebenso griffen die im Kaiserreich unternommenen Germanisierungsversuche stets auch auf die Durchsetzung der deutschen Sprache in der Schule, in Behörden und im alltäglichen Umgang zurück.
Mit einem vergleichbaren Verständnis von Sprache als Ausdruck von Nationalität hatte der dänische Historiker Hans Victor Clausen im Jahr 1891 die Sprachensituation in Schleswig untersucht. Auf Grundlage seiner detaillierten Erhebungen hatte er einen Vorschlag für eine Abgrenzung zwischen „dänischem“ und „deutschem“ Schleswig vorgelegt. Seine Schlussfolgerungen fasste er in einem Aufsatz zusammen, der in einem Sammelband der pro-dänischen Bewegung in Schleswig zunächst 1901 in Dänisch, dann 1906 in französischer Übersetzung unter dem Titel „Manuel historique de la question du Slesvig“ (deutsch: „Historisches Handbuch der Schleswig-Frage“) wurde. Diese sogenannte „Clausen-Linie“ verlief zwischen Tondern und Flensburg und entsprach im Jahr 1891 etwa der seit der Reformation verlaufenden Grenze zwischen den Gebieten mit deutscher und dänischer Kirchensprache. Auch verlief die Clausen-Linie nahe der Demarkationslinie während der Schleswig-Holsteinischen Erhebung 1849/1850 zwischen skandinavischen Truppen einerseits und preußischen Truppen andererseits nördlich von Tondern und südlich von Flensburg.
Letztlich spiegelte solche sprachliche Einteilung die realen Verhältnissen nur unzureichend wider. So reichte das Dänische und Nordfriesische als Umgangssprachen bis zum Sprachwechsel im 19. Jahrhundert noch weiter nach Süden, was sich unter anderem noch an Ortsnamen dänischer und friesischer Herkunft ablesen lässt. Der allmähliche Sprachwechsel hin zu Deutsch begann bereits vor der nationalpolitischen Konfrontation zwischen deutsch und dänisch und überlagerte sie zeitlich. Varietäten wie das Angeldänische verschwanden bis zum Anfang des 20. Jahrhunderts.
Als Gegenentwurf zur Clausen-Linie entwickelte der deutsche Beamte und Pfarrer Johannes Tiedje eine weiter nördlich verlaufende Grenze. Ihre Befürworter argumentierten nicht zuletzt, dass die sogenannte „Tiedje-Linie“ ein ausgewogenes Minderheiten-Verhältnis schaffe. Während die Clausen-Linie zu einer vergleichsweise großen deutschen Minderheit in Dänemark (etwa 25.000 Personen) und einer kleinen dänischen Minderheit in Deutschland (etwa 12.800 Personen) führe, sei das Verhältnis der Minderheiten durch die Tiedje-Linie in etwa ausgeglichen. Bei den nachfolgenden Friedensverhandlungen sollte sich jedoch zeigen, dass die „Tiedje-Linie“ ausschließlich als deutsche Forderung existierte, auf die sich weder die Entente noch die dänische Regierung einzulassen bereit war.

### Die Pariser Friedenskonferenz

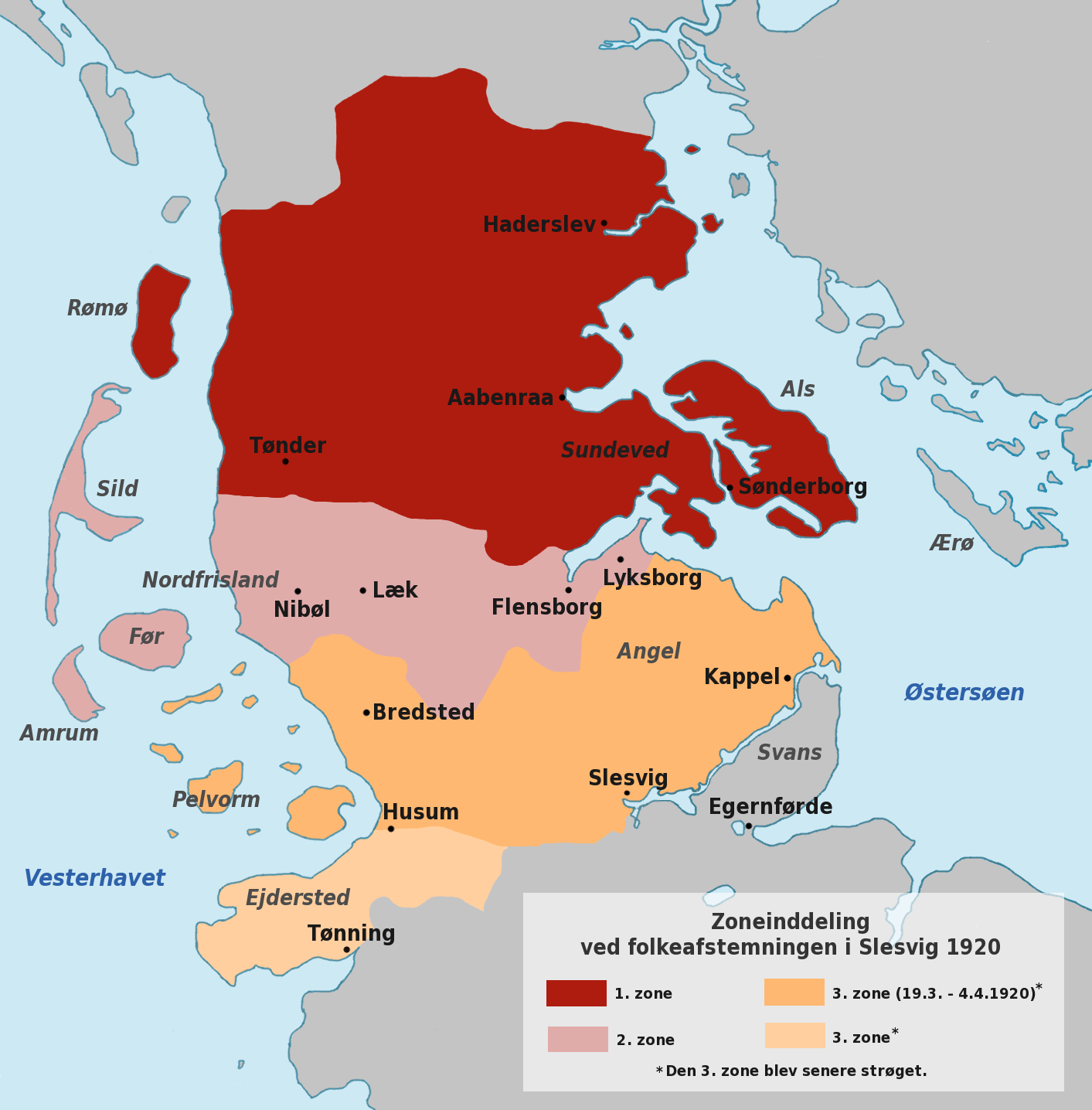
Vorschlag der belgisch-dänischen Kommission zur Einteilung der Abstimmungszonen

Da es den Mittelmächten weder den Krieg erklärt noch die diplomatischen Beziehungen abgebrochen hatte, nahm Dänemark bei den am 18. Januar 1919 beginnenden Pariser Friedensverhandlungen mit dem Sonderstatus eines „Staates mit speziellen Interesse“ teil. Der Wunsch der dänischen Regierung nach einer Volksabstimmung in Schleswig wurde am 21. Februar 1919 durch den Diplomaten Herman Anker Bernhoft und den Historiker Hans Victor Clausen dem Rat der Zehn vorgetragen. Dabei stellten sie klar, dass es Dänemark nicht um eine Annexion Schleswigs gehe, sondern vielmehr das Selbstbestimmungsrecht der Schleswiger beachtet werden solle. Der Rat stimmte der Behandlung der Schleswig-Frage zu und ordnete das Thema einer bereits bestehenden, mit den belgischen Interessen befassten, Kommission zu. Geleitet wurde diese „belgisch-dänische Kommission“ vom französischen Politiker André Tardieu.
Die deutsche Seite war von den Verhandlungen vollkommen ausgeschlossen. So war es für den Deutschen Ausschuss äußerst schwierig, seiner Sichtweise Gehör zu verschaffen. Im Vorfeld hatte er mit der Überreichung einer Petition mit 113.664 Unterschriften an US-Präsident Wilson versucht, die Situation zu beeinflussen. Dies und eine ganze Reihe weiterer Anschreiben und Eingaben, aber auch Presseartikel und Meinungsartikel in der ausländischen Presse blieben weitgehend wirkungslos. Einfacher war es für den Deutschen Ausschuss, die Reichsregierung mit Positionspapieren zu erreichen, in der Hoffnung, dass diese die Argumentation in ihre diplomatischen Positionen gegenüber der Entente aufnehmen würde. Tatsächlich gelang dies stellenweise, vor allem bei Überlegungen zum praktisch-technischen Ablauf der Volksabstimmung, aber auch die vom Deutschen Ausschuss entwickelte Tiedje-Linie fand so Eingang in den offiziellen deutschen Gegenvorschlag zum Entwurf des Versailler Vertrags im Mai 1919.
An den eigentlichen Verhandlungen in der Kommission waren weitere Vertreter Dänemarks beteiligt, darunter auch H. P. Hanssen. Dänemark ging mit drei Forderungen für eine Volksabstimmung in die Verhandlungen: Über Nordschleswig solle in einer Gesamtabstimmung entschieden werden, in Mittelschleswig solle hingegen distriktweise abgestimmt werden und das Deutsche Reich habe im Vorfeld der Volksabstimmung das Gebiet militärisch zu räumen und die Durchführung der Abstimmung an eine internationale Kommission zu übertragen. Aus Dänemark selbst übte die nationalistische Danewerkbewegung harsche Kritik an diesen Forderungen. Dass sie sich an der eigenen Delegation vorbei bei den Kommissionsmitgliedern vehement für eine Abstimmung in gesamt Schleswig einsetzte, hinterließ dabei durchaus Spuren.
So ergab sich die paradoxe Situation, dass die „belgisch-dänische Kommission“ letztlich ein größeres Abstimmungsgebiet festlegte, als die dänische Regierung selbst dies gefordert hatte. So wurde das Abstimmungsgebiet in Mittelschleswig deutlich nach Süden bis zum Danewerk erweitert und die Abstimmungsgrenze schließlich von der Mündung der Schlei und von südlich der Stadt Schleswig bis Husum gezogen und umfasste auch die Nordseeinseln Nordstrand, Süderoog und Südfall. Eine noch weiter reichende Einbeziehung des südöstlichsten Schleswigs, also südlich der Schlei mitsamt Eckernförde, war debattiert aber schließlich verworfen worden. Nach weiteren Diskussion einigte sich die Kommission schließlich darauf, die entgegen dem dänischen Wunsch einbezogenen Gebiete in Südschleswig gesondert als eine dritte Abstimmungszone in das Plebiszit einzubringen. In den drei festgelegten Zonen sollte gestaffelt mit mehreren Wochen Abstand von Norden nach Süden abgestimmt werden. Die Kommission erhoffte sich hiervon, dass die erwartbar starken pro-dänischen Ergebnisse im Norden, die südlicheren Abstimmungszonen entsprechend mitziehen würden.
Eine weitere bedeutsame Festlegung war die, dass anstatt der bis dahin international üblichen Zweidrittelmehrheit nun bereits die einfache Mehrheit für eine Gebietsabtretung ausreichen sollte. In der ersten Zone sollte – wie von Dänemark gewünscht – geschlossen abgestimmt werden, in den beiden weiteren Zonen nach Gemeinden. Stimmberechtigt sollten alle Männer und Frauen ab 20 Jahre sein, die zum Zeitpunkt der Vertragsunterzeichnung in den Abstimmungsgebieten lebten und dort geboren waren oder dort bereits seit dem 1. Januar 1900 lebten. Weiterhin sollte eine Internationale Kommission für die Überwachung des Plebiszits in Schleswig (französisch: Commission internationale de surveillance du plébiscite au Slesvig, CIS) mit Sitz in Flensburg die Vorbereitung und Durchführung des Plebiszits überwachen.
Die Ergebnisse der belgisch-dänischen Kommission wurden schließlich weiteren Gremien der Pariser Friedenskonferenz vorgelegt. Insbesondere die Einführung einer dritten Abstimmungszone in südlichen Schleswig, die die dänische Regierung gar nicht gefordert hatte, stieß dabei auf einige Skepsis. Eine weitere kleine, aber folgenreiche Änderung betraf das Stimmrecht, das in der finalen Entwurfsfassung allen im Gebiet geborenen Personen ab 21 Jahre zugestanden wurde, auch den nicht dort wohnhaften. Ob diese Änderung absichtlich geschah oder es sich um einen redaktionellen Fehler handelte, lässt sich nicht mehr feststellen. Letztlich profitierte die deutsche Seite von dieser Änderung, die vielen Kindern von zeitweilig nach Schleswig versetzten preußischen Beamten ein Stimmrecht beim Plebiszit verschaffte. Davon abgesehen, wurde der Vorschlag der belgisch-dänischen Kommission ohne Änderungen und nach kurzer Diskussion übernommen, nicht zuletzt, weil die Schleswig-Frage für die Entente und ihre Alliierten von untergeordneter Bedeutung war.

### Der Versailler Vertrag

Gebietsverluste Deutschlands nach dem Ersten Weltkrieg (farblich schraffierte Flächen)

Der Entwurf des Friedensvertrags von Versailles wurde am 7. Mai 1919 veröffentlicht. Erwartungsgemäß löste er im Deutschen Reich tiefe Bestürzung und Entsetzen aus. Die Reichsregierung übermittelte bereits am 13. Mai 1919 eine ausführliche Protestnote, in der bezogen auf die Schleswig-Frage die Einrichtung einer dritten Abstimmungszone scharf abgelehnt wurde. Am 29. Mai 1919 übermittelte Deutschland dann einen ausformulierten Gegenvorschlag für das Plebiszit in Schleswig, der neben der Beschränkung auf die ursprünglich mit Dänemark vereinbarten beiden Abstimmungsgebiete auch die generelle Abstimmung nach Gemeinden vorsah.
Weit überraschender für die internationale Öffentlichkeit war, dass auch die dänische Regierung auf den Vertragsentwurf am 9. Mai 1919 mit einer scharfen Protestnote reagierte. Das sozialliberale Kabinett Zahle hatte sich mehrfach gegen weitreichende Gebietsforderungen in Schleswig ausgesprochen und fühlte sich durch den Entwurf düpiert. Man wollte ausdrücklich nur jene Gebiete mit Dänemark vereinen, in denen zweifelsohne die dänische Kultur und Sprache vorherrschend war. Angesichts der äußerst instabilen Zustände im Deutschen Reich, gab es in Dänemark die handfeste Sorge, die deutschen Südschleswiger könnten sich per Stimmabgabe ins sichere Dänemark „retten“ wollen. Diese Sorge schien nicht unbegründet, da es auf deutscher Seite tatsächlich Überlegungen gab, ein ungeteiltes Schleswig an Dänemark abzutreten, um dieses dann später ebenso ungeteilt wieder zurück ins Deutsche Reich zu führen. Der dänische Rigsdag beschloss am 12. Mai 1919 in einer hitzig geführten Debatte mit 124 zu 30 Stimmen, der Entente seine ursprüngliche Forderung nach einer Abstimmung in zwei Zonen und ohne das südliche Schleswig erneut zu übersenden. Dies entsprach auch der überwiegenden Auffassung der politisch organisierten dänisch-gesinnten Schleswiger. So bezeichnete H. P. Hanssen die Vorstellung, Dänemark müsse ein zu zwei Dritteln (etwa 280.000 Personen) deutsches Südschleswig integrieren, als „ein nationales Unglück für unser Land.“
Im Mai und Juni 1919 setzten sich Großbritannien und die USA im Rat der Vier ganz allgemein für eine Milderung des ursprünglichen Vertragstext ein. Auf Schleswig bezogen führte dies am 14. Juni 1919 zur vollständigen Streichung der dritten Abstimmungszone, deren Kontrolle dementsprechend von Deutschland auch nicht mehr an die Internationale Kommission für Schleswig übergeben werden musste. Die geschlossene Abstimmung in der ersten Zone und die gemeindeweise Abstimmung in der zweiten Zone blieb jedoch unangetastet. Am 22. Juni 1919 ratifizierte die Weimarer Nationalversammlung den Friedensvertrag, der am 10. Februar 1920 inkrafttrat. Die Vereinbarungen zur Schleswig-Frage wurden im Zwölften Abschnitt, in den Artikeln 109–114, festgehalten.

## Die Volksabstimmung

### Internationale Kommission für die Überwachung des Plebiszits in Schleswig
Die im Versailler Vertrag vorgesehene „Internationale Kommission für die Überwachung der Abstimmung in Schleswig“ (französisch Commission Internationale de Surveillance du Plébiscite Slesvig, CIS) trat im Oktober 1919 informell zusammen und arbeitete zunächst von Kopenhagen aus. Offiziell würde die Kommission erst ab dem Inkrafttreten des Versailler Vertrags bestehen, da die Abstimmung jedoch bereits drei Wochen nach diesem Stichtag stattfinden sollte, war eine frühzeitige Vorbereitung unabdingbar. Zum Präsidenten wurde der Brite Sir Charles Marling ernannt, weitere Mitglieder waren der Franzose Paul Claudel, der Schwede Oscar von Sydow und der Norweger Thomas Thomassen Heftye. Ein zusätzlicher Sitz stand den Vereinigten Staaten von Amerika zur Verfügung, wurde aber nicht besetzt. Der Brite Charles Brudenell-Bruce fungierte als Generalsekretär der Kommission. Die pro-dänischen und die pro-deutschen Organisationen durften zunächst jeweils nur einen „technischen Berater“ für die Kommission benennen. Für die pro-dänische Seite übernahm H. P. Hanssen diese Aufgabe. Die pro-deutsche Seite wurde bis Ende Januar 1920 durch den im Deutschen Ausschuss tätigen Landrat von Tondern, Emilio Böhme, vertreten. Ihm folgte der von der Reichsregierung ernannte Staatskommissar Adolf Köster. Alle Unkosten der CIS sowie alle Kosten im Zusammenhang mit dem Plebiszit mussten je zur Hälfte von Deutschland und Dänemark bestritten werden.
Zu den ersten Aufgaben der Kommission gehörte die genaue Abgrenzung der Kompetenzen zwischen der CIS und den im Abstimmungsgebiet tätig bleibenden deutschen Verwaltungen. Der von Paul Claudel geforderte Aufbau einer neuartigen, französisch-dänisch geleiteten Behörde, setzte sich nicht durch. Gleichwohl wurde vereinbart, dass die CIS eine eigene Polizeitruppe mit deutschen und dänischen Polizisten zur Verfügung haben und auch das Recht zur Herausgabe eigener Briefmarken während der Plebiszitzeit erhalten sollte. Die Kommunal-, Schul-, und Justizverwaltung würden jedoch weiterhin durch deutsche Behörden ausgeübt werden, wenngleich unter neuem Leitungspersonal. So mussten unter anderem die vier Landräte der nordschleswigschen Kreise (Hadersleben, Sondersburg, Tondern und Apenrade), der Oberbürgermeister von Flensburg, die Leitungen der Polizeien, der Post, des Fernmeldeamts und der örtlichen Eisenbahndirektionen das Abstimmungsgebiet verlassen. Ihre Posten wurden für die Zeit des Plebiszits an von der CIS ausgewählte Personen übertragen. Da im Sommer 1919 nicht klar war, wann der Versailler Vertrag endgültig ratifiziert sein würde, beeilte sich die Kommission mit den notwendigen Vorbereitungen (Planung der Abläufe, Besetzung der Verwaltungsposten, Druck der Abstimmungsunterlagen) und schloss diese noch im Oktober 1919 ab. Im Grundsatz war sie ab diesem Zeitpunkt in der Lage, das Plebiszit im Rahmen der vorgesehenen dreiwöchigen Vorbereitungsfrist durchzuführen.
Gleichwohl nutzte sie die folgenden Monate, um weitere offene Fragen zu klären. Ein wichtiger Punkt war die Freilassung aller schleswigschen Kriegsgefangenen, damit diese am Plebiszit würden teilnehmen können. Die meisten befanden sich in französischer Gefangenschaft und Frankreich entließ mit Blick auf das Plebiszit zunächst bevorzugt dänisch-gesinnte Schleswiger in ihre Heimat. Diese bewusste Verzögerung erwies sich letztlich aufgrund der sich ebenfalls herauszögernden Vertragsratifizierung als überflüssig. Bis Weihnachten 1919 wurden alle aus Schleswig stammenden Kriegsgefangenen entlassen, wenn gleich die Rückkehr – sehr zum Ärger der deutschen Seite, die eine Beeinflussung vermutete – per Schiff über Kopenhagen erfolgte. Im Rahmen der Vorverhandlungen durften die deutsche und die dänische Seite schließlich weitere technische Berater ernennen, da die Fülle der Aufgaben offenkundig nicht von einer Person zu bewältigen war.

### Der Plebiszit-Staat Schleswig

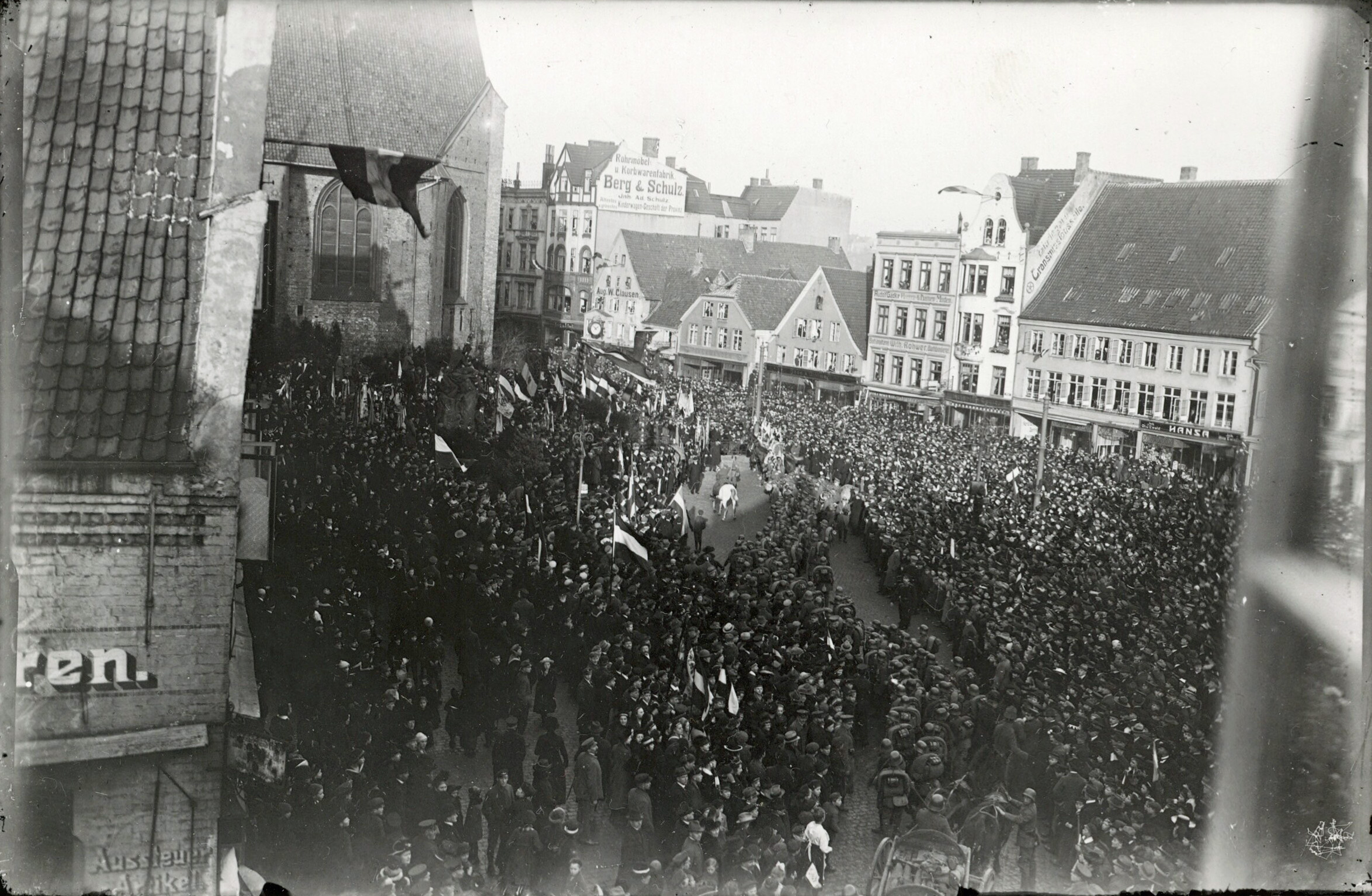
Gemäß Versailler Vertrag räumt das deutsche Militär das Abstimmungsgebiet, hier der Ausmarsch aus Flensburg am 24. Januar 1920 (Foto: Holger Damgaard)

Der Versailler Vertrag trat am 10. Januar 1920 in Kraft. Vom 20.–24. Januar 1920 zogen schrittweise die alliierten Truppen in das Abstimmungsgebiet in Schleswig ein und die Reichswehr sowie die deutsche Gendarmerie zog sich daraus zurück. Die Internationale Kommission für Schleswig traf am 25. Januar 1920 in Flensburg ein und übernahm damit formal die Regierungsgewalt im Plebiszitgebiet. Sie residierte im Hotel „Flensburger Hof“. Begleitet wurde sie vom britischen Zerstörer „B 94“, dem französischen Kreuzer „La Marseillaise“, sowie 3000 Mann britischer und französischer Infanterie, die in Mürwik, Flensburg, Hadersleben und Sonderburg stationiert wurden.
In den vier Landkreisen, in Flensburg sowie in Leck wurden die geplanten Kommissionen zur praktischen Durchführung des Plebiszits ins Leben gerufen. Den Vorsitz führten die von der CIS eingesetzten Landräte beziehungsweise der Oberbürgermeister Flensburgs, unterstützt wurden sie von vier ordentlichen und vier stellvertretenden Mitgliedern, die aus dem Kreis der Stimmberechtigten ausgewählt wurden. In jeder Gemeinde wurden darüber hinaus Abstimmungsausschüsse ins Leben gerufen, die vorrangig durch die jeweiligen Gemeindevertreter besetzt wurden. In Flensburg wurden darüber zwei weitere Abstimmungsausschüsse gebildet, einer für die im Abstimmungsgebiet geborenen aber nicht lebenden Stimmberechtigten, der andere für die aus dem Abstimmungsgebiet durch deutsche Behörden ausgewiesene Personen. Die neu aufgestellte CIS-Gendarmerie nahm die polizeilichen Aufgaben im Abstimmungsgebiet war.
Da das Abstimmungsgebiet für die Zeit des Plebiszits als ein von Deutschland politisch und wirtschaftlich getrennter Teil galt, wurden in der zweiten Abstimmungszone mehrere Grenzübergänge neu eingerichtet. Die Einreise in den Plebiszit-Staat war für alle Personen ab 12 Jahre nur mit einem Visum möglich, dass in Kopenhagen direkt im Büro der CIS oder in Hamburg im norwegischen Generalkonsulat beantragt werden konnte. Die Durchreise war ausschließlich per Zug gestattet. Außerhalb des Plebiszit-Staats lebende Abstimmungsberechtigte mussten vorab bei der Abstimmungskommission ihres Stimmkreises ein entsprechendes Zertifikat mit Lichtbild anfordern, bevor sie in den Plebiszit-Staat einreisen konnten. Zur Sicherstellung der Versorgung der Bevölkerung wurde ein 18-köpfiger sogenannter „Volkswirtschaftsrat“ ins Leben gerufen, dem ein „Ernährungsbeirat“, zusammengesetzt aus Bewohnern aller Landkreise, beigeordnet war. Gemeinsam sollten sie die Versorgung der Bevölkerung im Abstimmungsgebiet mit Lebensmitteln und Kohle sicherstellen. Hierzu legten sie Import- und Exportmengen sowie Höchstpreise für bestimmte Güter fest. Die deutsche Mark blieb weiterhin das gesetzliche Zahlungsmittel des Plebiszit-Staats. Die Ausgabe eigener „Plebiszit-Briefmarken“ erfolgte ausdrücklich mit dem Kalkül, diese an Philatelisten in der ganzen Welt zu verkaufen. Die CIS erzielte hiermit zusätzliche 9 Millionen Mark und 250.000 Kronen an Einnahmen für den Plebiszit-Staat. Das von der CIS eingerichtete System zur Bewirtschaftung des Plebiszit-Staats funktionierte reibungslos.

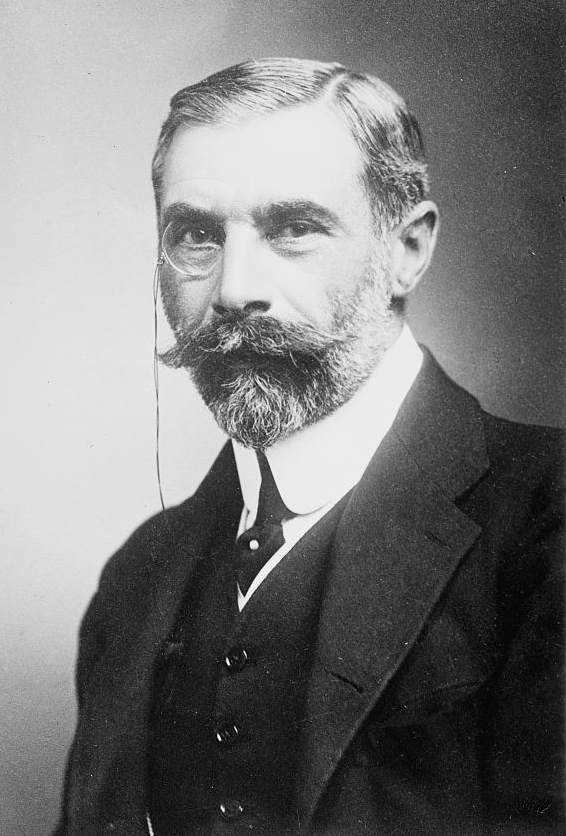
Charles Marling, Vorsitzender der Kommission und Vertreter Großbritanniens (um 1912)
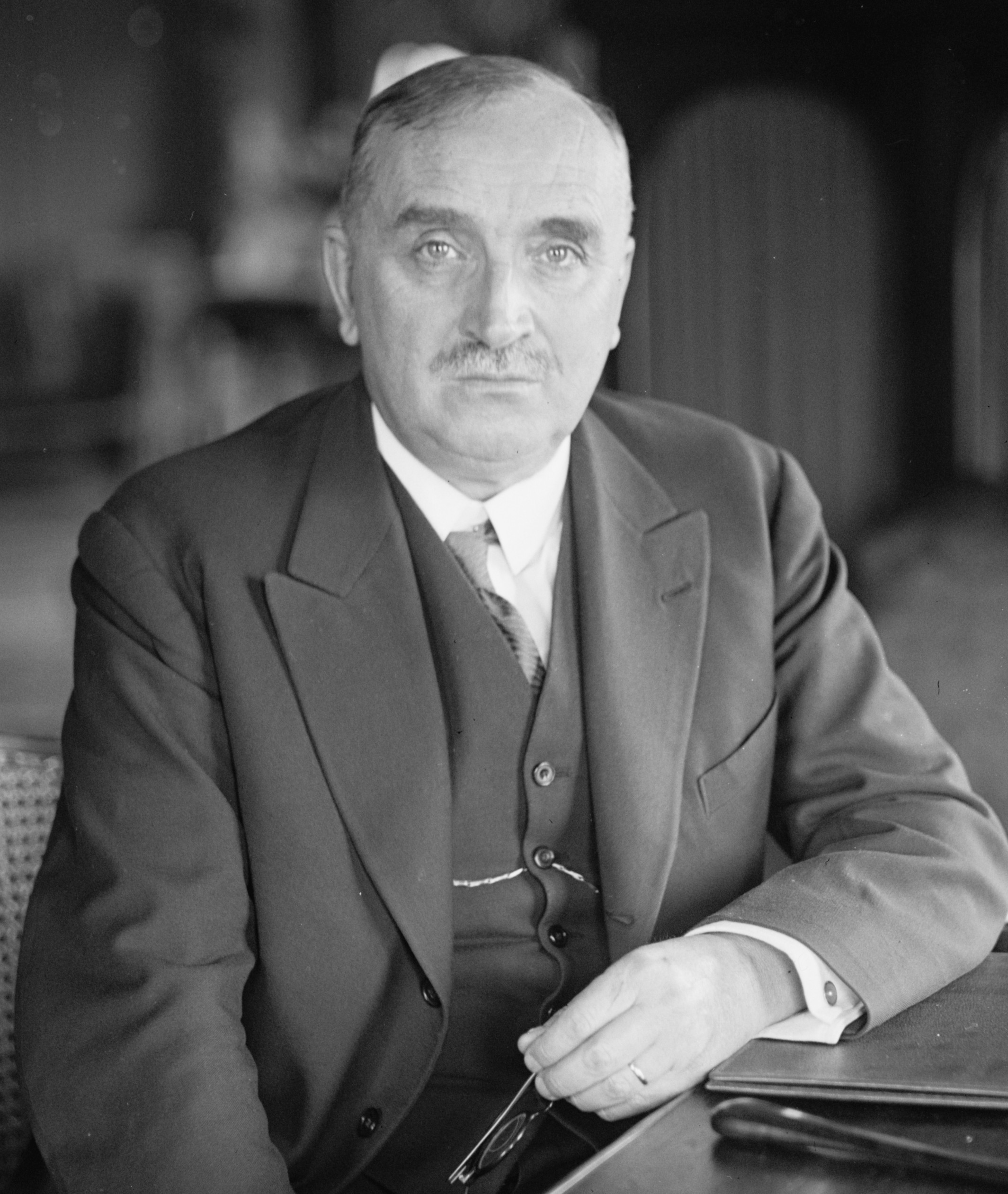
Paul Claudel, der Vertreter Frankreichs in der Internationalen Kommission (1927)
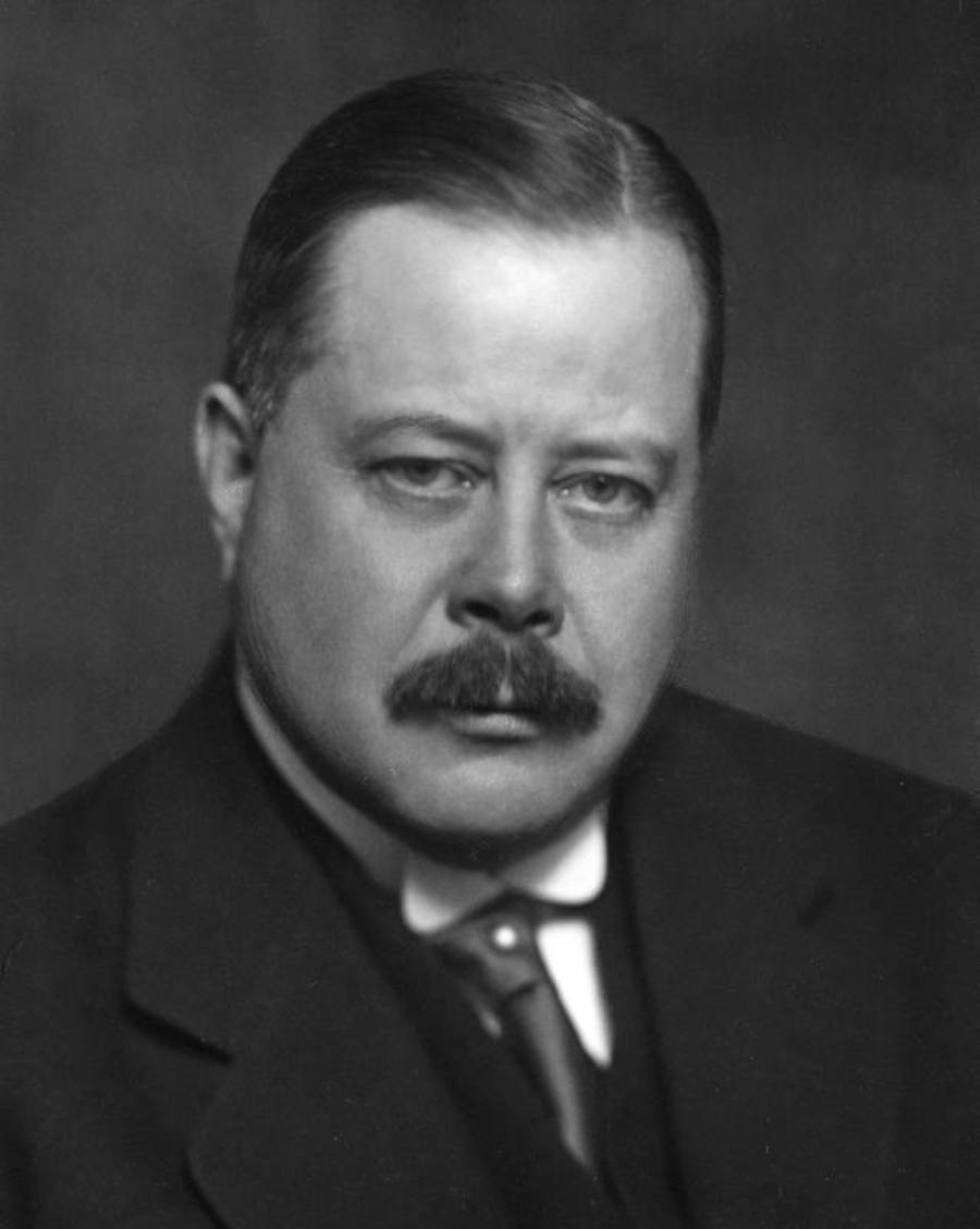
Oscar von Sydow, der Vertreter Schwedens in der Kommission und späterer Staatsminister (1921)
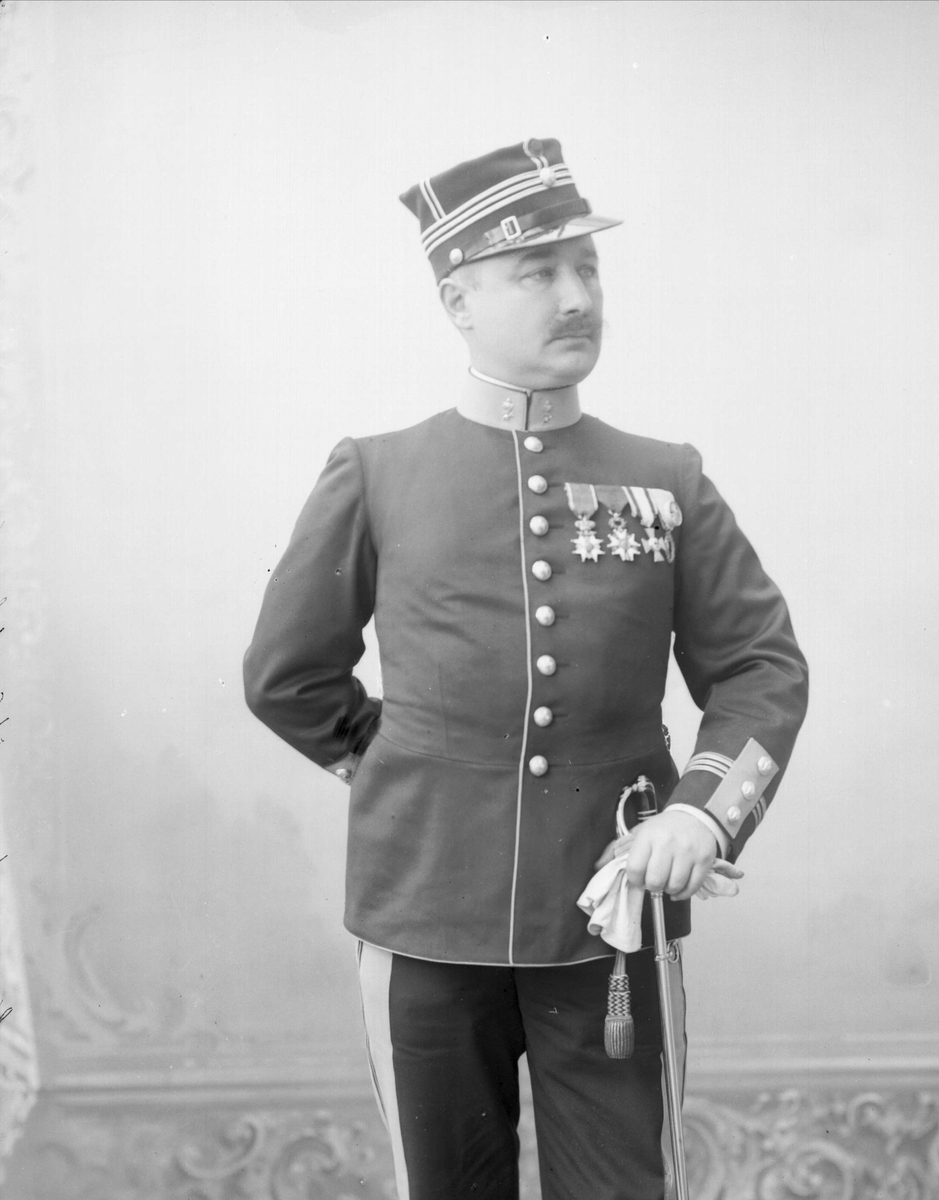
Thomas Heftye, der Vertreter Norwegens in der Kommission (um 1900)
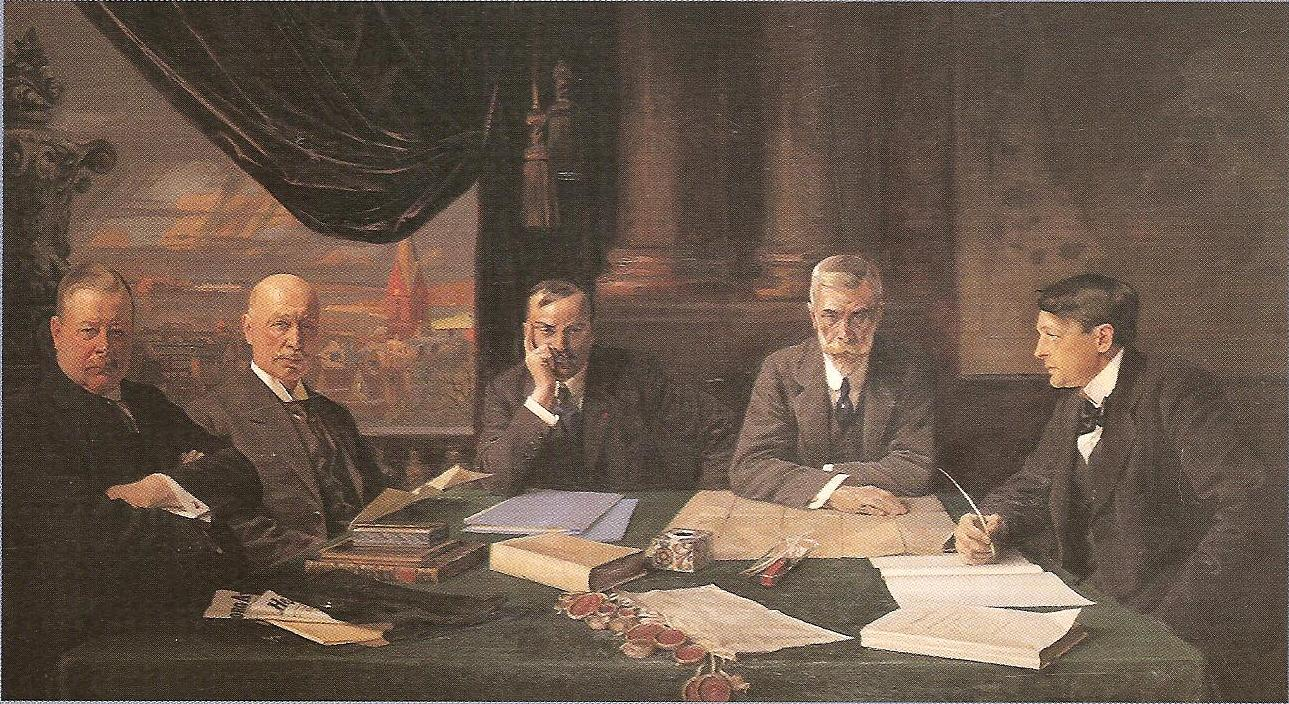
Gemälde der Kommission von Harald Slott-Møller aus dem Jahr 1922, dargestellt von links O. von Sydow, T. Heftye, P. Claudel, C. Marling, C. Brudenell-Bruce
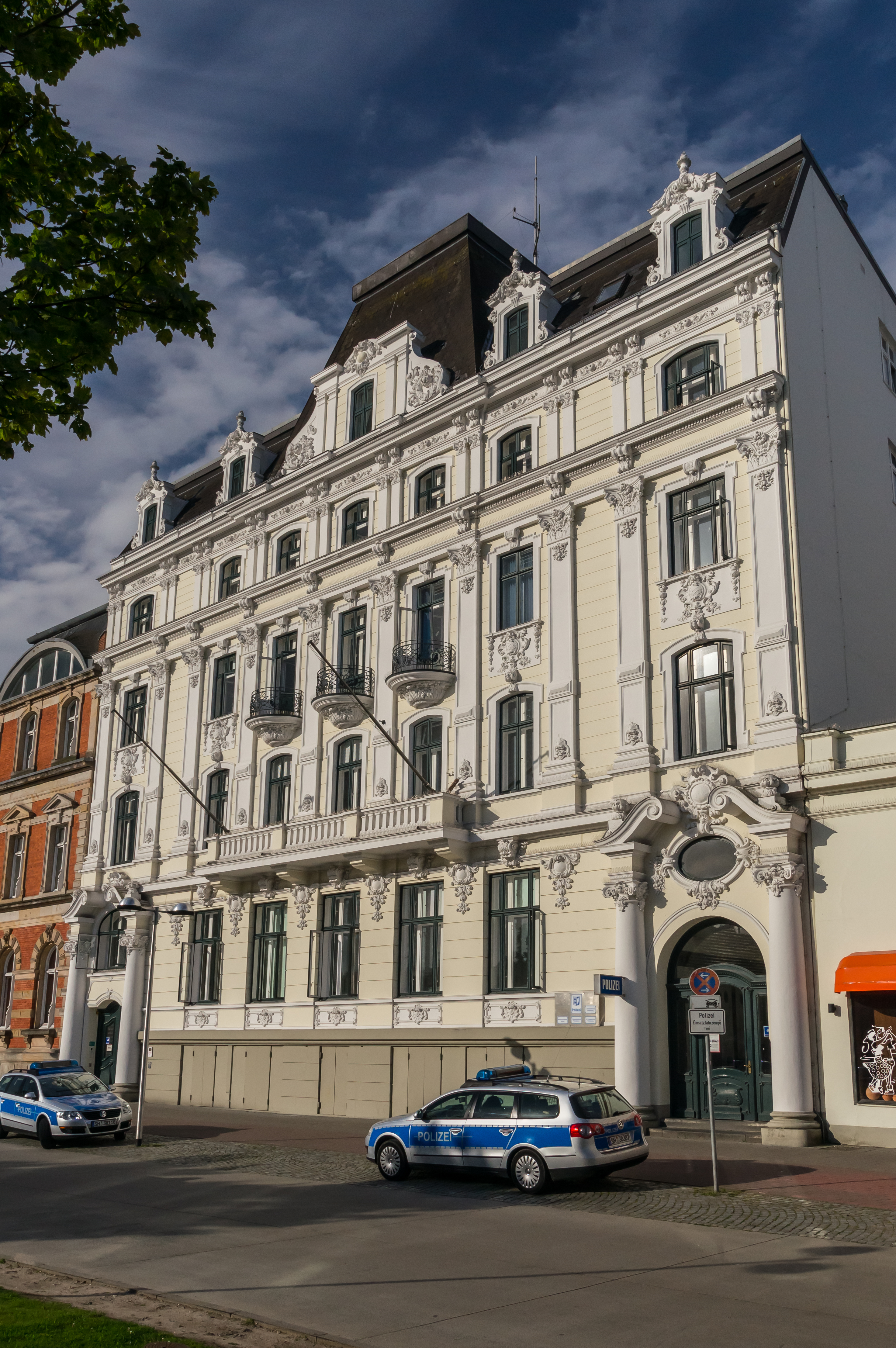
Sitz der Kommission im früheren Hotel „Flensburger Hof“, heute das Dienstgebäude der Polizeidirektion Flensburg
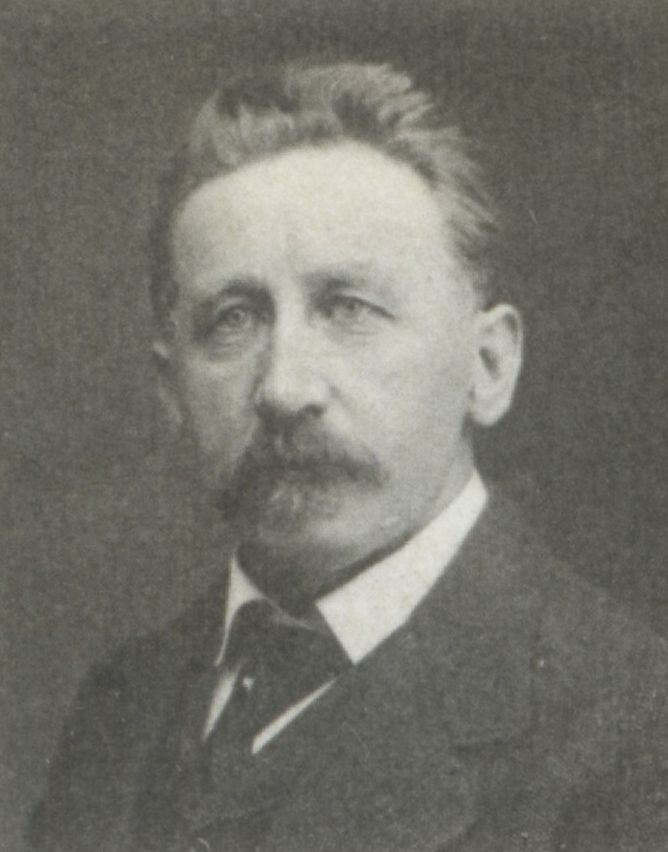
Hans-Peter Hanssen, der leitende technische Berater Dänemarks bei der CIS
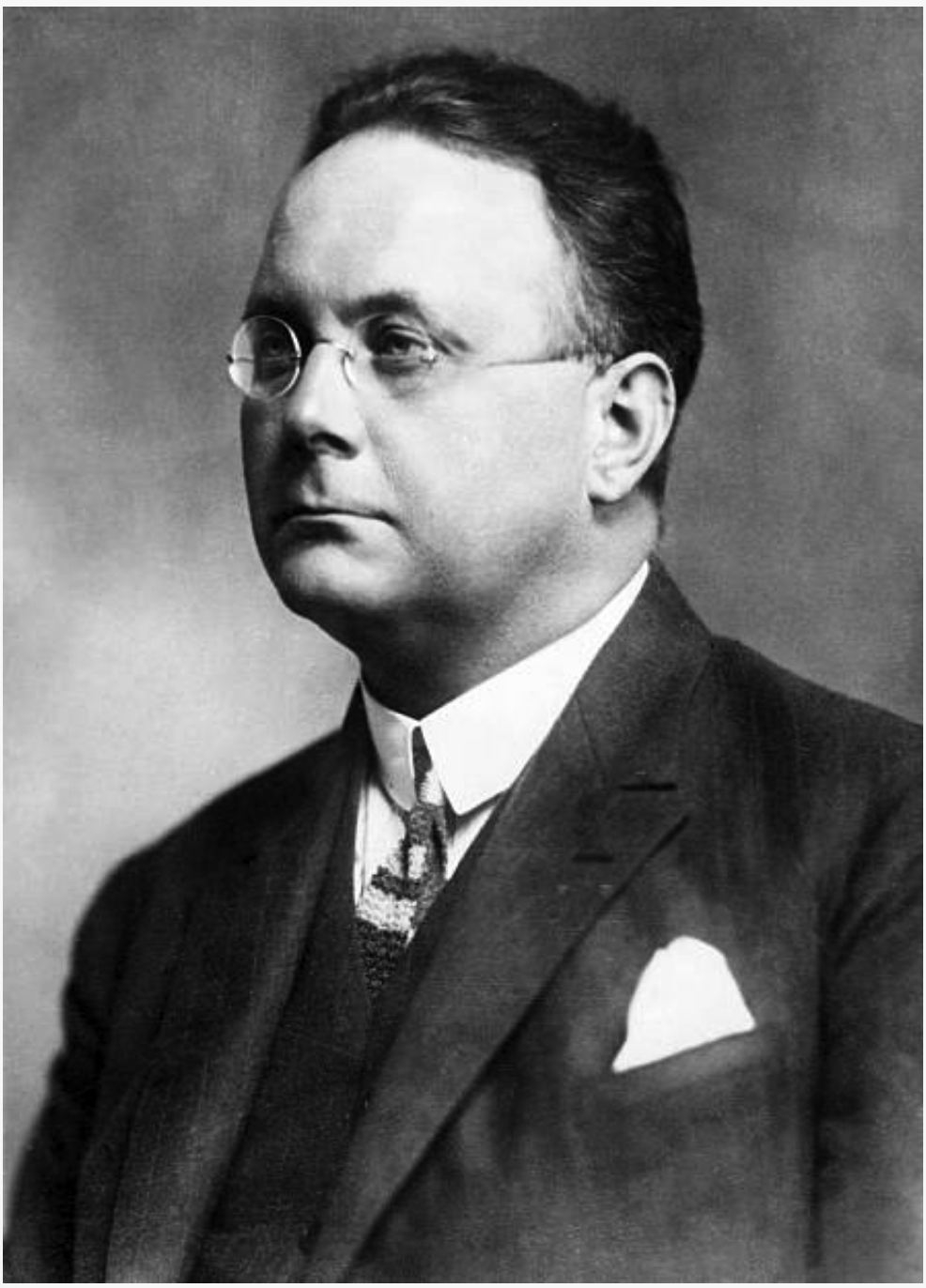
Adolf Köster, ab Februar 1920 leitender technischer Berater Deutschlands bei der CIS
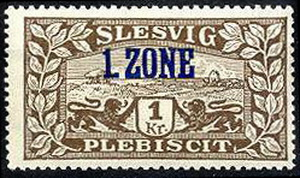
Briefmarke des Plebiszit-Staats im Nennwert von 1 dänischen Krone
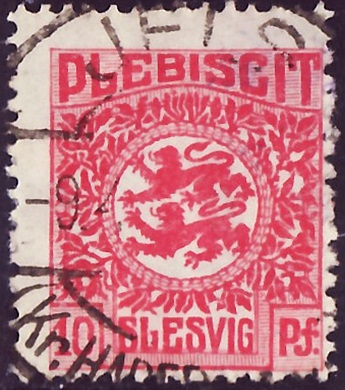
Briefmarke des Plebiszit-Staats im Nennwert von 10 deutschen Pfennig

### Der Abstimmungskampf
Spätestens mit der Veröffentlichung des Entwurfs des Versailler Vertrags im Mai 1919 war klar, dass es eine Volksabstimmung in Schleswig geben würde, auch wenn die konkreten Bedingungen noch verhandelt wurden. Insofern hatten beide Seiten ausreichend Zeit, sich auf den Abstimmungskampf vorzubereiten. Auf deutscher Seite organisierte der Deutsche Ausschuss die Bemühungen, für die dänisch-gesinnte Seite wurde der Mellemslesvig Udvalg ‚Mittelschleswigscher Ausschuss‘ ins Leben gerufen.
Beide Seiten hatten bereits seit November 1918 in einzelnen Gemeinden und Gebieten Probeabstimmungen durchgeführt und insofern ein ungefähres Bild von der Stimmungslage. Entsprechend war im Deutschen wie im Mittelschleswigschen Ausschuss klar, dass unter den Bedingungen einer geschlossenen Abstimmung in der 1. Zone keine realistische Chance auf einen Verbleib des Gebiets im Deutschen Reich bestand. Nicht so eindeutig war die Situation im nördlichen Teil der 2. Zone, in der gemeindeweise abgestimmt würde. Von herausragender Bedeutung war dabei Flensburg, die mit Abstand größte Stadt im Abstimmungsgebiet und das unbestrittene wirtschaftliche Zentrum Schleswigs. Auch wenn eine Mehrheit dem Verbleib bei Deutschland zuneigte, machte sich die dänisch-gesinnte Seite hier doch Hoffnungen auf einen Abstimmungssieg.
Die Mobilisierung der nicht im Abstimmungsgebiet lebenden Stimmberechtigten (englisch: outvoters) war von besonderer Bedeutung. Hier hatte es die deutsche Seite eindeutig leichter, denn viele der für sie in Frage kommenden Personen lebten in Deutschland, während ein nicht unerheblicher Teil der dänisch-gesinnten ‚outvoter‘ nach Amerika ausgewandert war. Letztere in der Kürze der Zeit ausfindig zu machen und nach Schleswig zu bringen, war nahezu aussichtslos. Weiterhin profitierte die deutsche Seite davon, dass sie sich auf insgesamt vier Plebiszite vorbereitete, in denen jeweils ‚outvoter‘ zugelassen waren. Der 1919 ins Leben gerufene Deutsche Schutzbund, die privat getragene Dachorganisation aller Vereine der Grenz- und Auslandsdeutschen, kümmerte sich zentral darum, die sogenannten ‚Abstimmler‘ ausfindig zu machen, mit den notwendigen Papieren zu versehen, sowie den kostenfreien Transport, die Unterbringung und Verpflegung zu organisieren. Eine begleitende Spendenkampagne, die sogenannte Grenzspende, konnte reichsweit erhebliche finanzielle Unterstützung erzeugen. Als im Sommer 1919 deutlich wurde, dass die deutsche Seite hier eindeutig im Vorteil war, versuchte H. P. Hanssen die CIS zu einer Aberkennung des Stimmrecht für ‚outvoter‘ zu bewegen. Diese lehnte das Ansinnen jedoch ab, weil deren Stimmrecht ausdrücklich im Versailler Vertrag genannt war und sie sich nicht zu einer Abänderung autorisiert sah.
Die dänische Seite machte sich hingegen die erheblich bessere Versorgungslage in Dänemark für ihre Abstimmungskampagne zunutze. So hatte sie bereits im Winter 1918/19 die britische Regierung dazu bewegen können, die bis zur Unterzeichnung des Versailler Vertrags im Juni 1919 aufrechterhaltene alliierte Blockade Deutschlands in Schleswig aufzuweichen. So war es Dänemark gestattet, das künftige Abstimmungsgebiet mit Lebensmitteln und Kohle zu versorgen. Weiterhin boten dänische Organisationen über die Gewerkschaften in Schleswig notleidenden Kindern und Familien einwöchige Erholungsaufenthalte in Dänemark an. Angesichts der extremen Versorgungsknappheit in Deutschland, hinterließen die voll beladenen Lastkraftwagen aus Dänemark Eindruck. Die dänische Regierung beteuerte stets, dass diese Angebote ausschließlich dem aufrichtigen Wunsch nach Hilfe für die notleidende Bevölkerung in Schleswig entsprangen. Gleichwohl wurden die Lebensmittellieferungen unmittelbar nach dem Ende des Plebiszits eingestellt.
Für den Abstimmungskampf wurde eine unüberschaubare Zahl an Plakaten, Broschüren, Flugblätter und Postkarten produziert, die zunächst von der CIS abgenommen werden musste. Da die Sprache kein verlässlicher Indikator für die Neigung der Stimmberechtigten war, gaben beide Seiten Druckerzeugnisse in Deutsch und Dänisch heraus beziehungsweise diese waren oftmals gleich zweisprachig gehalten. Im Abstimmungskampf um die 2. Zone wandte sich insbesondere der Mellemslesvig Udvalg verstärkt an die Nordfriesische Bevölkerung im Westen und auf den Inseln und gab hierzu auch Materialien in Nordfriesisch heraus.
Neben Druckerzeugnissen und der persönlichen Ansprache waren öffentliche Kundgebungen von großer Bedeutung. Wobei als große Besonderheit hervorzuheben ist, dass es sich hierbei ganz überwiegend um gemeinsame Veranstaltungen handelte. So traten zumeist Redner beider Seiten auf, die ihre jeweiligen Standpunkte vertraten und sich vor den Versammelten einen Wettstreit der Positionen lieferten. Für beide Seiten waren zudem Aktivisten tätig, die Unentschlossene in einer Art „Haustürwahlkampf“ ansprechen und für ihre Seite einnehmen sollten. Zuletzt spielte auch das Hissen von Flaggen eine gewisse Bedeutung. Während die Dänisch-Gesinnten den Danebrog aufzogen, stellten viele Deutsch-Gesinnte – auch wegen des zeitgleich schwellendes Flaggenstreits in Deutschland – das republikanische Schwarz-Rot-Gold, die schwarz-weiß-rote Flagge des Kaiserreichs oder auch das schleswig-holsteinische Blau-Weiß-Rot zur Schau. Die Angst des CIS, das Hissen von Flaggen könnte zu Auseinandersetzungen führen, stellte sich als grundlos heraus. Ein diesbezüglich am 6. März erlassenen Verbot wurde bereits am 11. März 1920 wieder aufgehoben.
Etwas größere Sorgen bereiteten der CIS viele deutsche Amts- und Würdenträger. So erließ die CIS am 30. Januar 1920 eine Anordnung, in denen sie diesen bei Geldstrafe von bis zu 10.000 Mark verbot, die Öffentlichkeit durch Reden oder Aufrufe in irgendeiner Weise zu beeinflussen. Dies habe in ganz besonderer Weise für Pastoren und Lehrer zu gelten. Am 4. Februar verbot die CIS dann auch die Teilnahme an allen öffentlichen Veranstaltungen oder Demonstrationen oder sonstigen politischen Aktivitäten. Am gleichen Tag wurde der Bürgermeister von Hadersleben „aus driftigen Gründen“ (englisch: ‚for pertinent reason‘) entlassen und durch einen von de CIS ausgewählten Dänen ersetzt. Für besonderes Aufsehen und Missmut bei den pro-deutschen Kräften sorgte dabei die zeitweise Ausweisung des als besonders einflussreich geltenden Flensburger Oberbürgermeisters Hermann Bendix Todsen. Für die Ausübung seines Stimmrechts in der 2. Zone durfte er jedoch einige Wochen später zurückkehren.
Bei der rückblickenden Darstellung des Abstimmungskampfes stehen oftmals Plakate und Postkarten im Vordergrund, die in großer Auflage produziert wurden und häufiger erhalten sind als Flugblätter und Broschüren. Da diese sich besonders für kurze und emotionale Botschaften eigneten, überwiegen auf ihnen Motive mit dänischen und deutschen nationalen Symbolen oder solche, die eine Vereinnahmung des Schleswigertums aufweisen. Tatsächlich machten diese jedoch nur den kleineren Teil der Materialien aus. Viele Flugschriften, Broschüren, publizistischen Beiträge und so weiter griffen hingegen handfeste wirtschaftliche Fragen auf, wie die Arbeitslosigkeit, die Lebenshaltungskosten oder auch das Einkommensniveau bestimmter Berufsgruppen. Etwas allgemeiner wurde auch die Bedeutung des Wirtschaftsraums Schleswig und die enge Verflechtung zwischen Flensburg und dem Hinterland thematisiert, die es durch einen gemeinsamen Verbleib bei Deutschland beziehungsweise einen gemeinsamen Anschluss an Dänemark zu erhalten gelte.
Zusammenfassend kann festgestellt werden, dass der Abstimmungskampf in Schleswig bemerkenswert friedlich verlief. Auch als Mitte Februar der etwa einmonatige Stimmkampf um die deutlich umstrittenere 2. Abstimmungszone begann, blieben Schlägereien und Handgreiflichkeiten die Ausnahme. Das ist umso eindrücklicher, da die zeitgleich laufenden Plebiszitkampagnen in Ost-/Westpreußen und vor allem in Oberschlesien von einer äußerst aggressiven Atmosphäre geprägt waren und mit teils massiven Menschenrechtsverletzungen einhergingen. Die Plebiszitkampagne wurde zwar hart in der Sache, aber ganz überwiegend in einem respektvollen Umgang geführt.

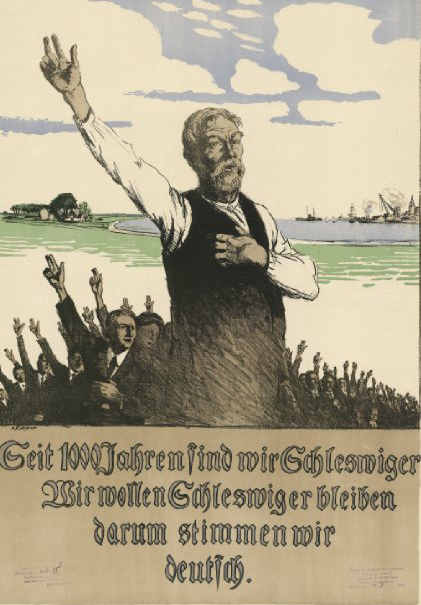
Pro-deutsches Plakat: „Seit 1000 Jahren sind wir Schleswiger. Wir wollen Schleswiger bleiben und darum stimmen wir deutsch.“
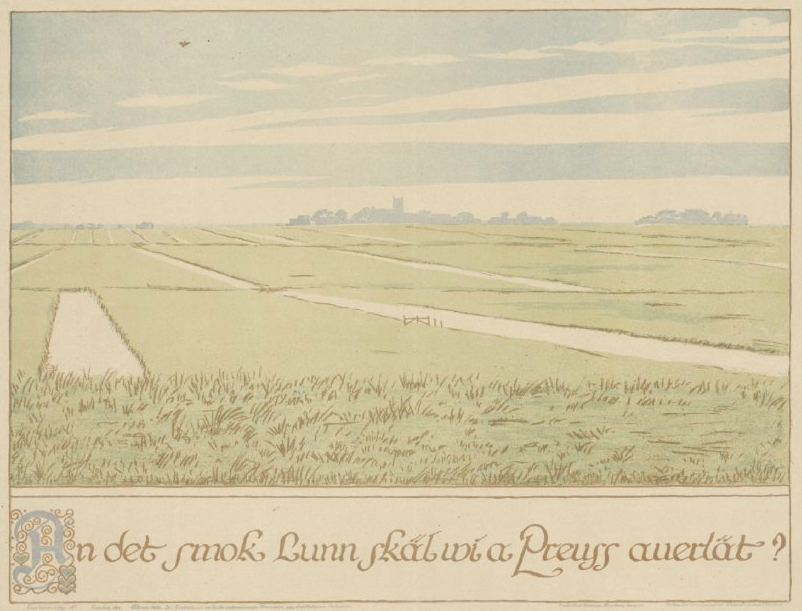
Pro-dänisches Plakat in Nordfriesisch: „An det smok Lunn skäl wi a Preuss auerlät?“ (deutsch: „Und dies schmucke Land sollen wir einem Preußen überlassen?“)
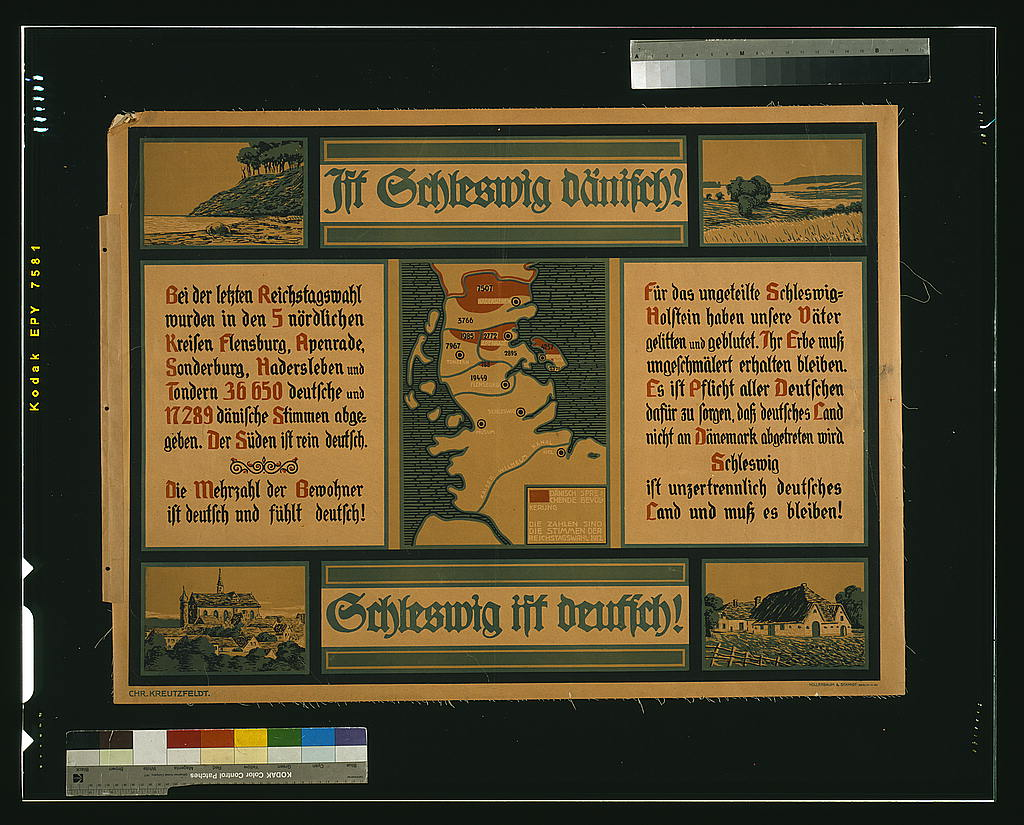
Pro-deutsches Plakat: „Ist Schleswig dänisch? Schleswig ist deutsch!“
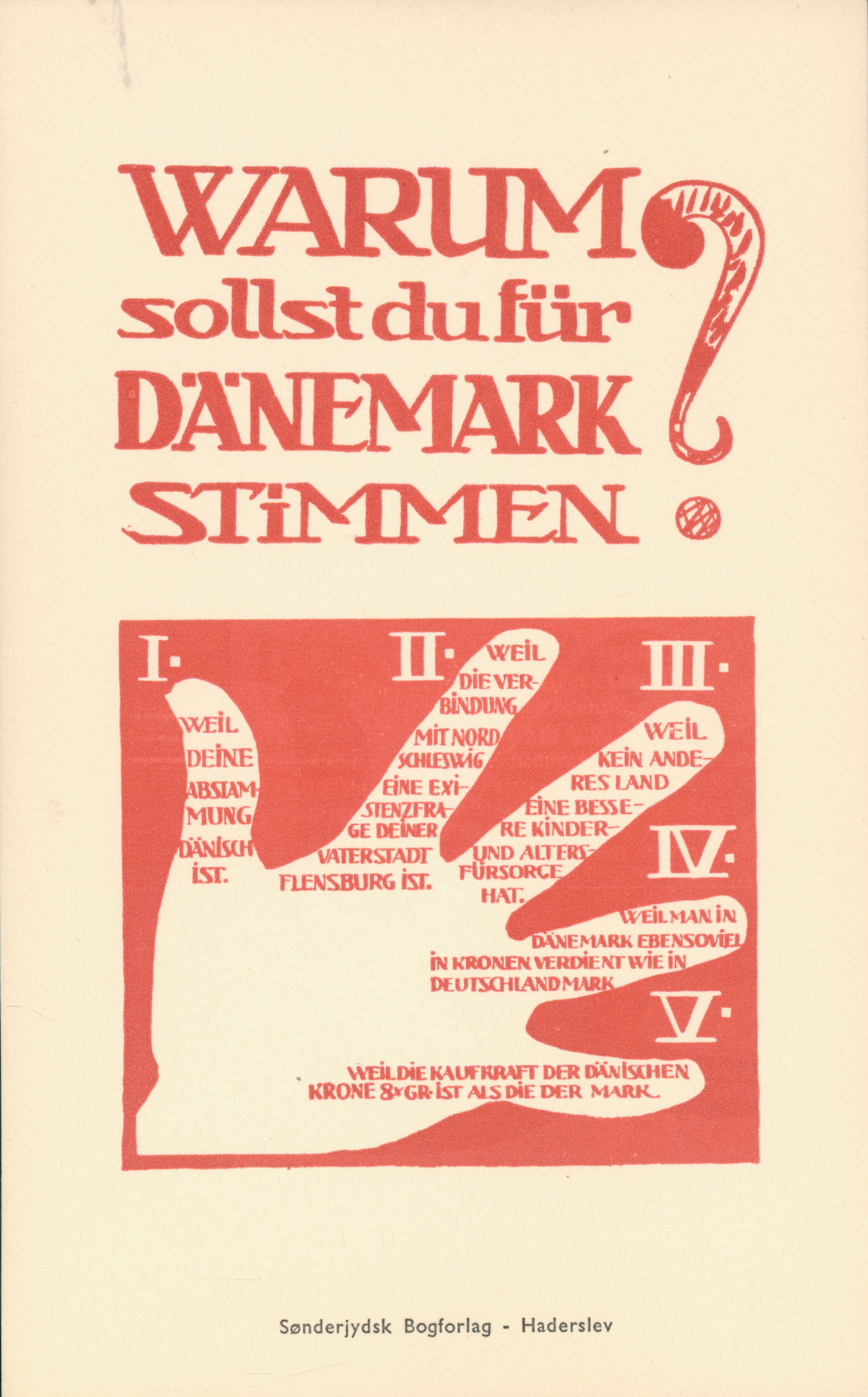
Pro-dänisches Plakat auf Deutsch: „Warum sollst Du für Dänemark stimmen?“
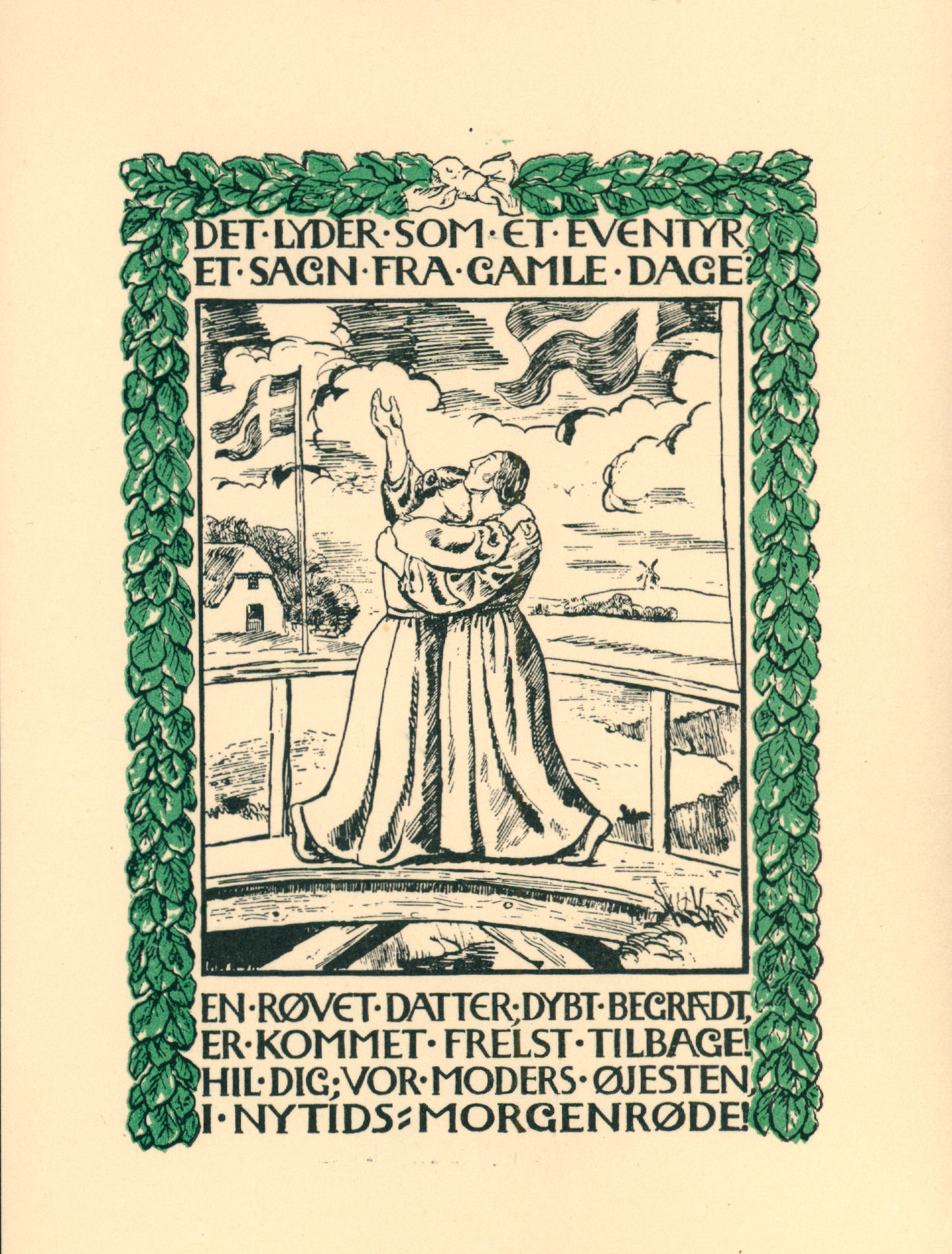
Pro-dänisches Plakat: „Det lyder som et eventyr et fram sam gamle dage...“ (deutsch: „Es klingt wie ein Märchen aus alten Zeiten...“)
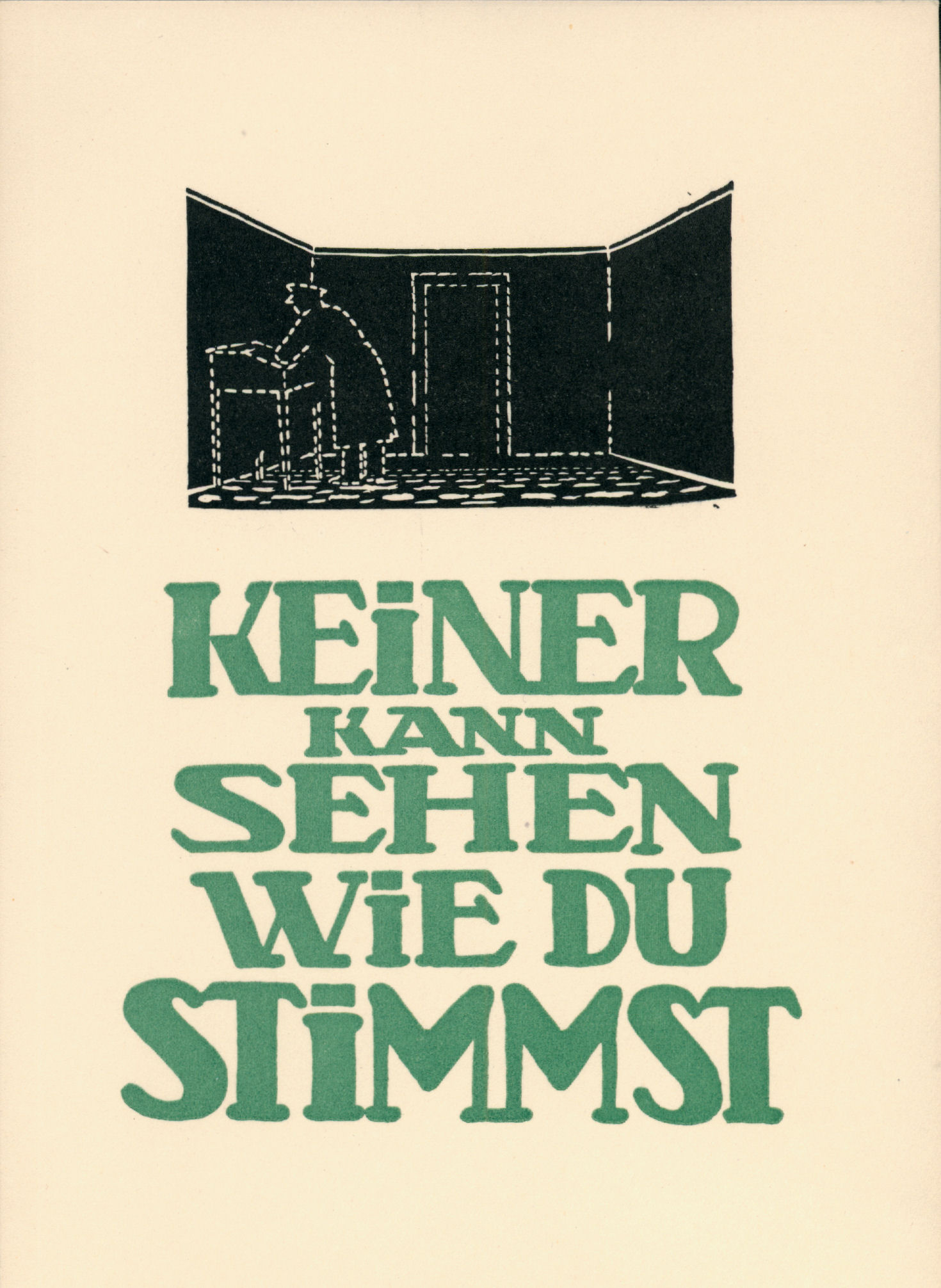
„Keiner kann sehen wie Du stimmst“
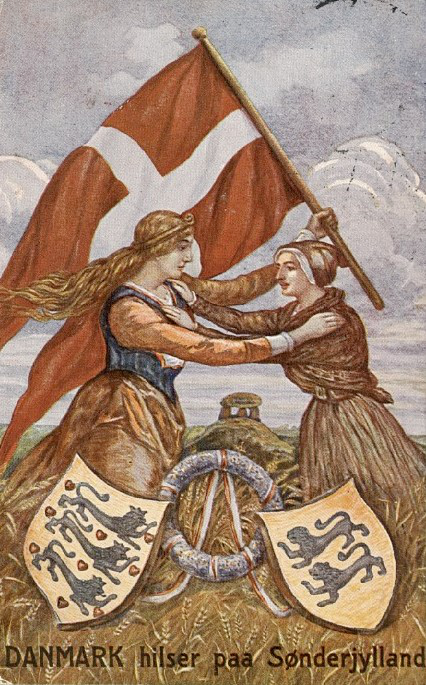
Dänische Postkarte von 1920 zeigt Mor Danmark und eines der Sønderjyske Piger (Südjütländische Mädchen)
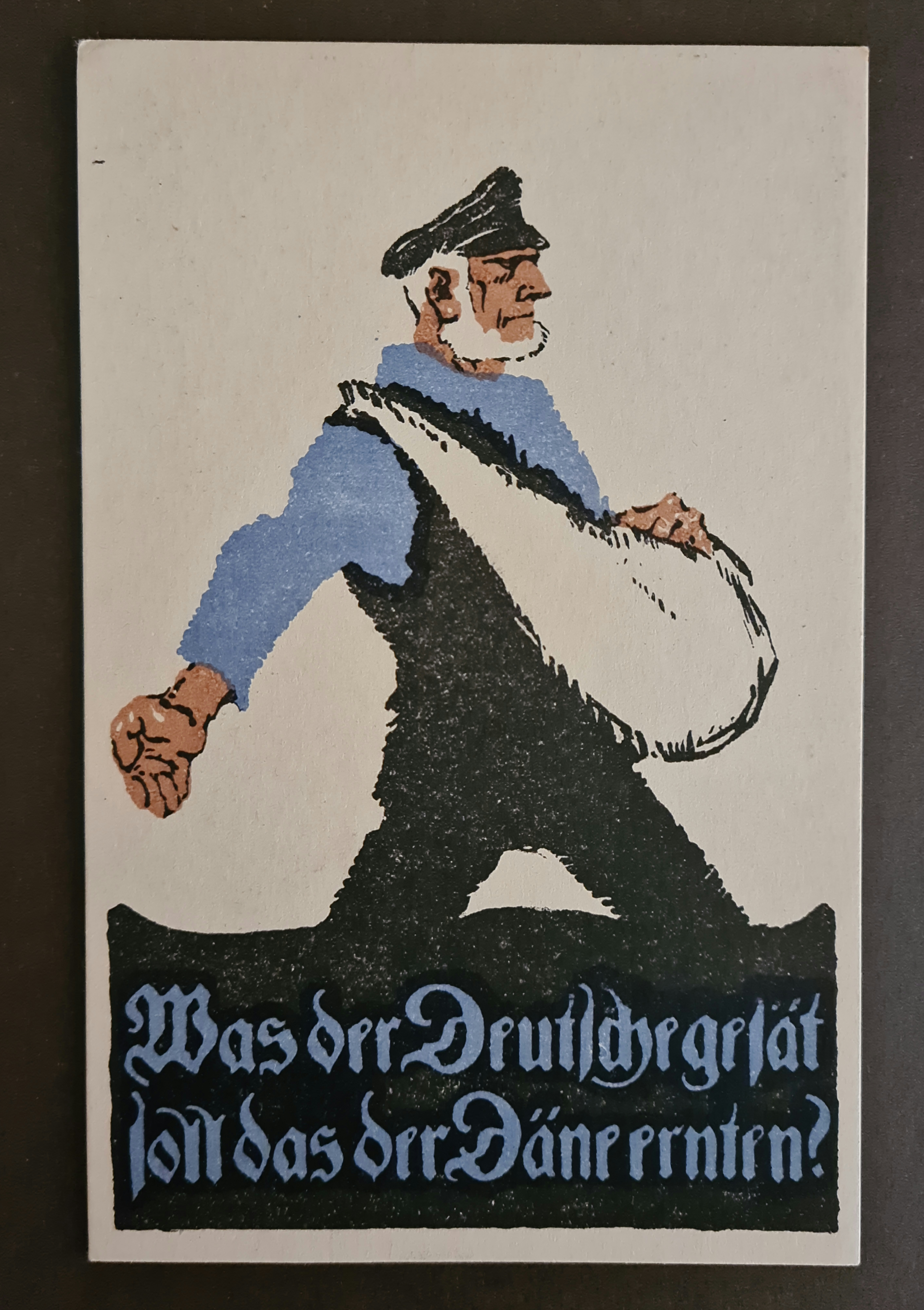
Postkarte: „Was der Deutsche gesät soll das der Däne ernten?“
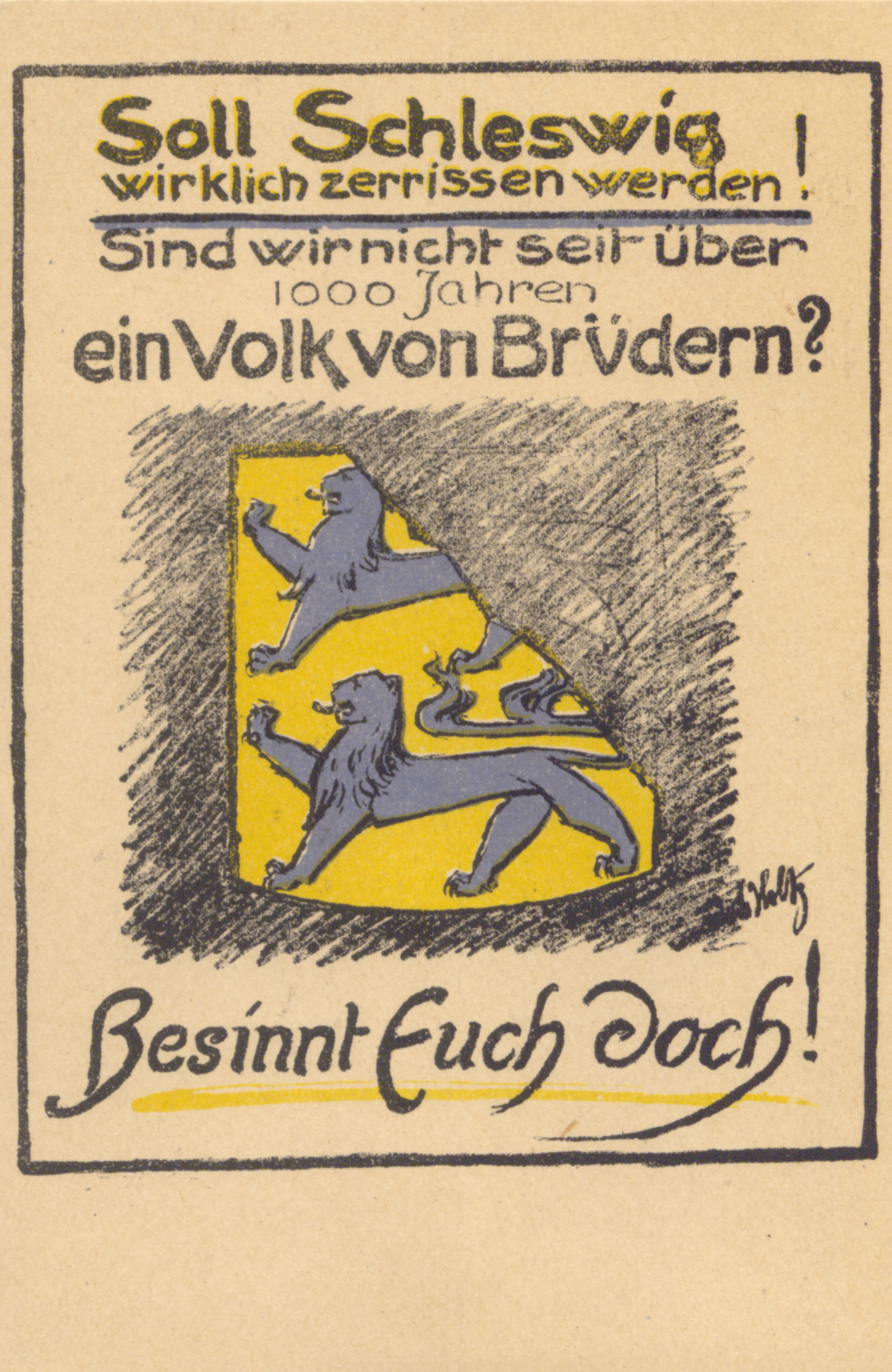
Postkarte: „Soll Schleswig zerrissen werden?“
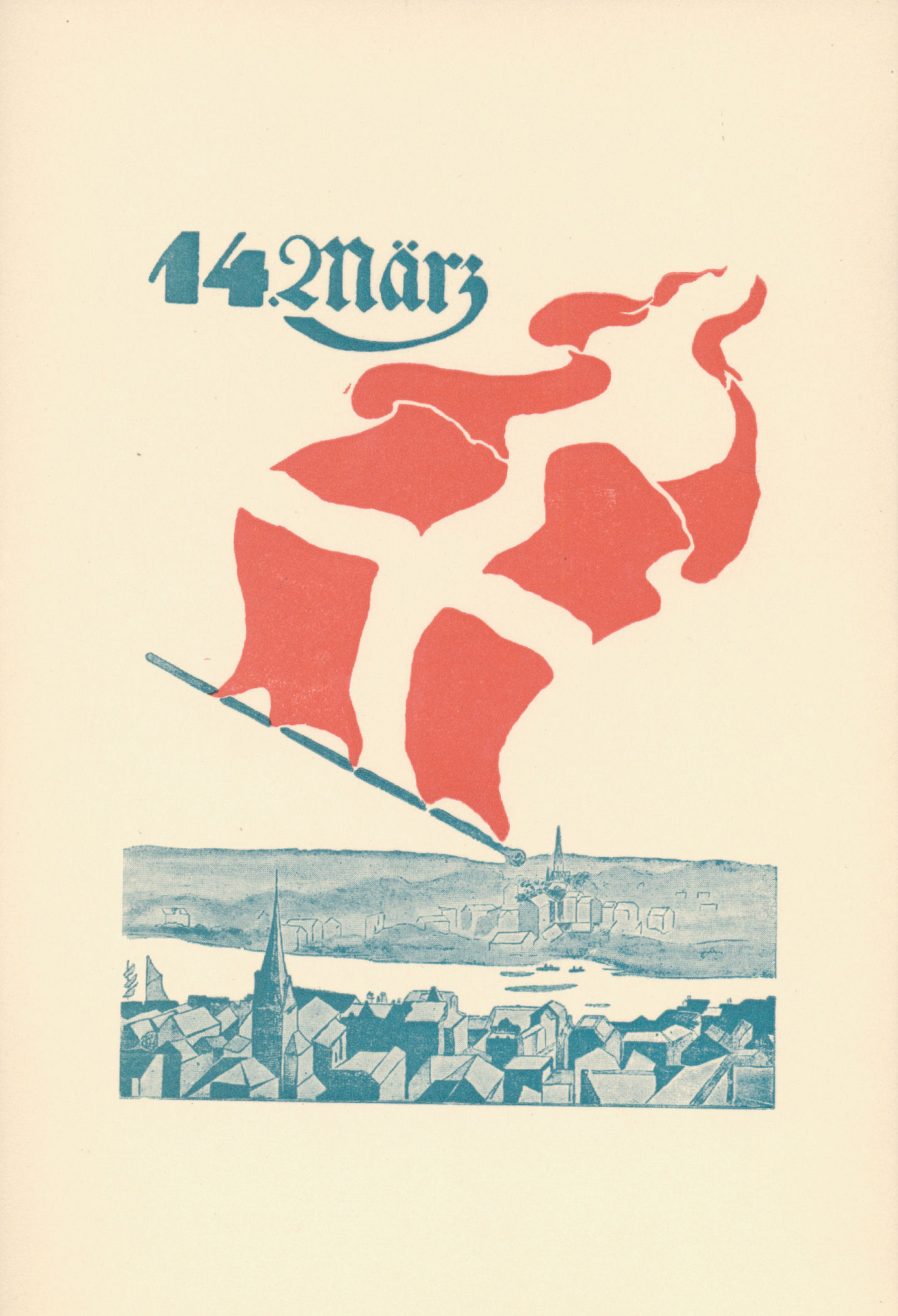
Dänisches Plakat zur Abstimmung in der 2. Zone zeigt die Flensburger Marienkirche
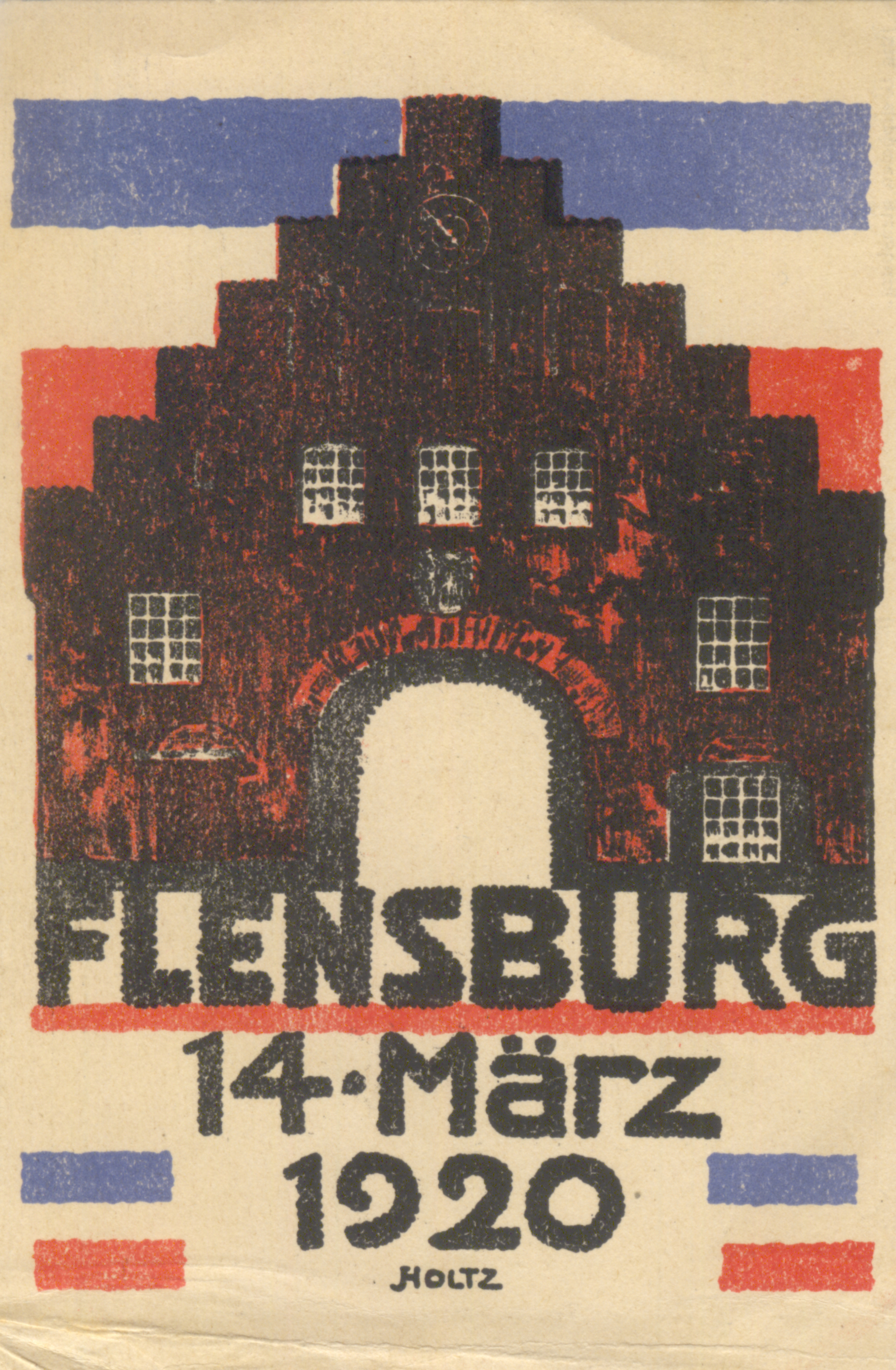
Pro-deutsche Postkarte zur Abstimmung in der 2. Zone zeigt das Flensburger Nordertor vor den Farben Schleswig-Holsteins
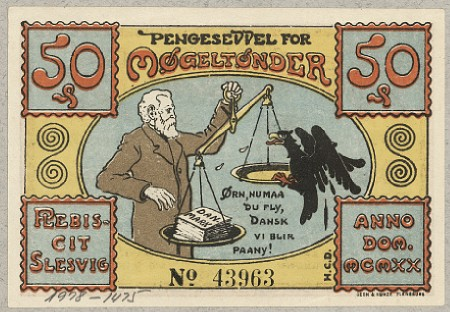
Pro-dänischer 50-Pfennig-Notgeldschein der Gemeinde Mögeltondern
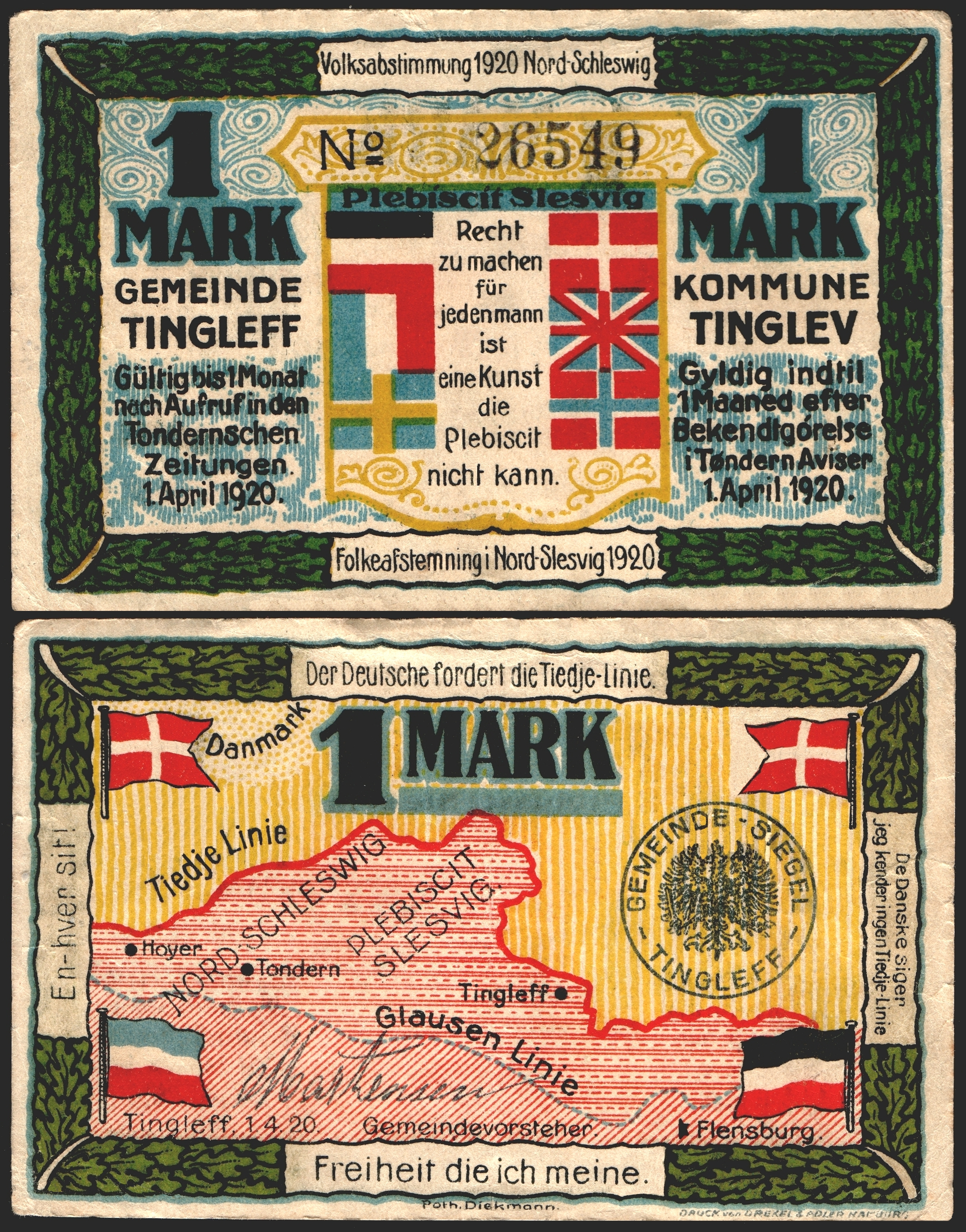
1-Mark-Notgeldschein der Gemeinde Tingleff, der die beiden Grenzziehungsvorschläge darstellt
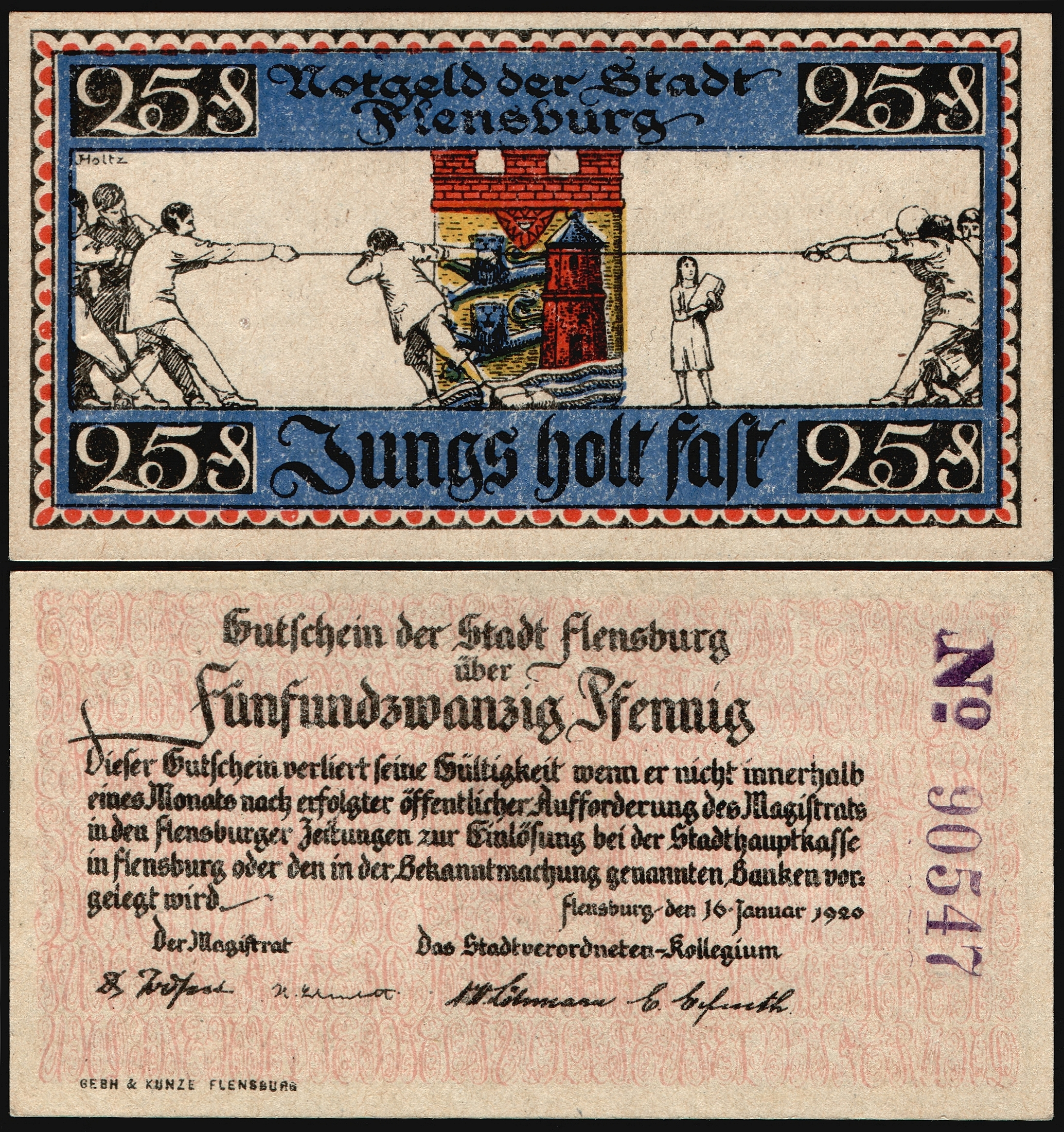
25-Pfennig-Notgeldschein der Stadt Flensburg: Tauziehen um Schleswig, links die deutsche Seite, rechts die dänische
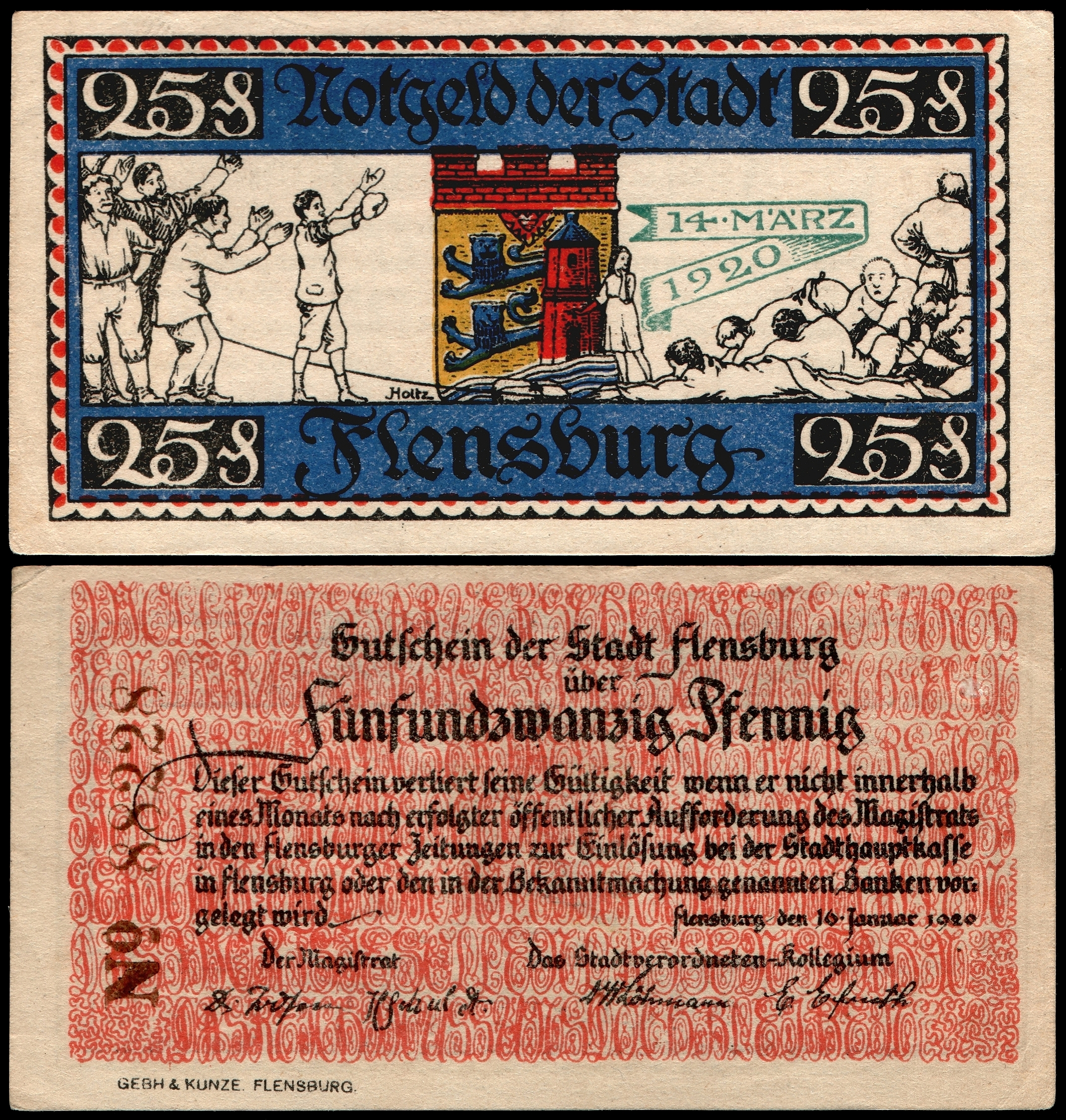
25-Pfennig-Notgeldschein der Stadt Flensburg: Die deutsche Seite hat das Tauziehen gewonnen

### Die Volksabstimmung und die Ergebnisse

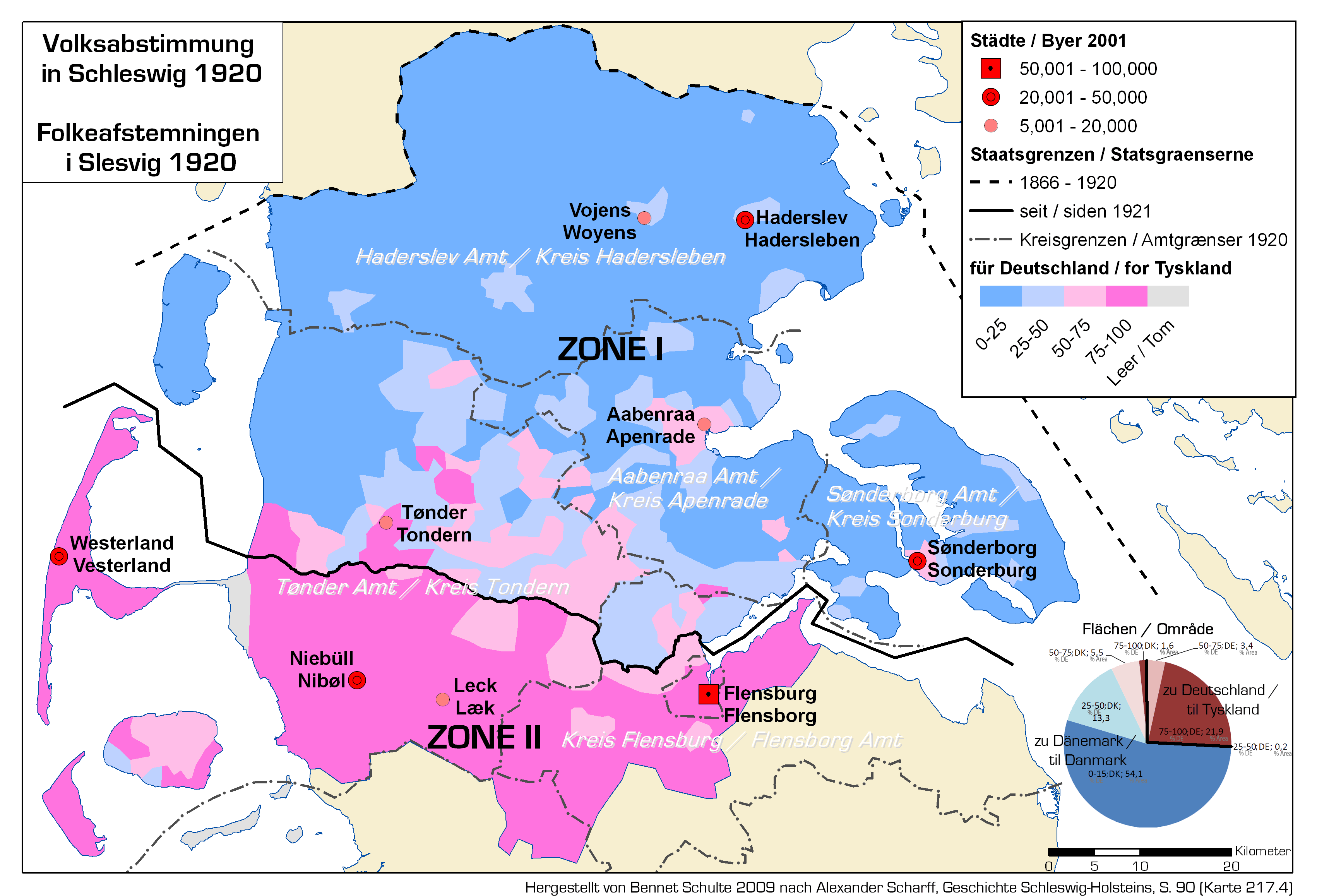
Abstimmungsergebnis in Schleswig 1920

Die vorläufigen Stimmlisten für die Abstimmung wurden von den verantwortlichen Komitees innerhalb der ersten sechs Tagen nach Übernahme der Regierungsverantwortung durch die Internationale Kommission zusammengestellt. Alle Stimmberechtigten waren in vier Gruppen eingeteilt:
1. im Abstimmungsgebiet geborene Personen die dort lebten,
2. im Abstimmungsgebiet geborene Personen mit einem auswärtigen Wohnsitz,
3. andernorts geborene Personen, die seit dem 1. Januar 1900 im Abstimmungsgebiet lebten,
4. andernorts geborene Personen, die von den deutschen Behörden vor 1900 ausgewiesen worden waren.

Die erste Gruppe wurde automatisch registriert, Mitglieder der drei anderen Gruppen mussten die Aufnahme in die Stimmlisten selbst beantragen und ihre Stimmberechtigung durch entsprechende Unterlagen glaubhaft machen. Alle erfolgreichen Antragsteller erhielten eine Bestätigung, mit der sie gegebenenfalls auch das Einreisevisum in den Plebiszit-Staat beantragen konnten. Die auswärtigen Stimmberechtigten reisten am 8. Februar 1920 mit Sonderzügen aus Deutschland und mit Schiffen aus Dänemark an. Am Tag der Abstimmungen und jeweils am Vortag durften mit Ausnahme von Bier kein alkoholischen Getränke ausgeschenkt werden.
Die Stimmabgabe erfolgte mittels vorgedruckter Zettel. Jede stimmberechtigte Person erhielt einen von der CIS gestempelten Briefumschlag. In den Wahlkabinen lagen vorbedruckte Zettel aus die entweder mit „Deutschland (Tyskland)“ oder mit „Danmark (Dänemark)“ beschriftet waren. Je nach Wunsch, wurde der entsprechende Zettel in der Stimmkabine in den Umschlag gesteckt, verschlossen und dann vor den Augen des Abstimmungsausschusses in eine Urne geworfen. Umschläge ohne den Stempel der CIS, mit Markierungen irgendwelcher Art, leere Umschläge oder solche mit zwei Zetteln darin wurden als ungültige Stimme gewertet. Auf Stimmfälschung oder -beeinflussung stand eine Geldstrafe von bis zu 10.000 Mark und bis zu sechs Monate Haft, allein der Versuch konnte mit bis zu 5000 Mark und drei Monate Haft geahndet werden. Das von einem Schweden geleitete Plebiszit-Büro der CIS in Flensburg hatte in allen Verfahrensfragen das Letztentscheidungsrecht.

#### Die Abstimmung in der 1. Zone am 10. Februar 1920

Ergebnisse nach Kirchspielgemeinden in der Zone I

Am Dienstag, den 10. Februar 1920, einem sehr regnerischen Tag, fand die Volksabstimmung in der 1. Zone des Abstimmungsgebiets statt. Das Stimmgebiet setzte sich zusammen aus den Landkreisen Hadersleben, Apenrade, Sonderburg, sowie dem nördlichen Teil des Kreises Tondern und dem nördlichen Teil des Kreises Flensburg. Die Stimmlokale öffneten um 9 Uhr morgens und schlossen abends um 20 Uhr. Das Auszählungsergebnis jedes Stimmlokals wurde zusammen mit der Urne noch am Abend der Abstimmung in die Kreisbüros transportiert. Dort wurden die Ergebnisse zusammengezählt und telefonisch oder mittels Telegraf an die zentrale Abstimmungsleitung in Flensburg übermittelt.
Das CIS gab das offizielle Endergebnis am Folgetag, dem 11. Februar 1920, bekannt. Von den 112.515 Stimmberechtigten, hatten sich 101.400 Personen (90,1 %) beteiligt. Darunter waren 28.247 Personen, die im Abstimmungsgebiet geboren, dort jedoch nicht mehr wohnhaft waren. Von diesen kamen 16.638 aus dem Norden und 11.609 aus dem Süden.
Insgesamt sprachen sich 75.431 (= 74,9 % der abgegebenen gültigen Stimmen) für einen Anschluss der 1. Zone an Dänemark aus, darunter etwa 17.500 Stimmen von für die Abstimmung angereisten Personen. Hingegen stimmten 25.329 Personen (= 25,1 % der abgegebenen gültigen Stimmen) für einen Verbleib bei Deutschland, darunter etwa 10.700 Stimmen von angereisten Personen. Nur 640 Stimmzettel wurden als ungültig gewertet. Von der Abstimmung ausgeschlossen waren etwa 7500 im Abstimmungsgebiet lebende Personen, die erst nach dem Stichtag 1. Januar 1900 dorthin gezogen waren.
Beide Seiten sahen sich durch das Abstimmungsergebnis gestärkt. Die pro-dänische Seite hoffte, dass von dem klaren Bekenntnis für Dänemark in der 1. Zone eine entsprechende Sogwirkung für die 2. Zone ausginge. Die pro-deutsche Seite hoffte weiterhin darauf, dass auch für die 1. Zone die Ergebnisse doch noch gemeindeweise gewertet würden. Sie hob der Deutsche Ausschuss die deutsche Stimmenmehrheit in der Stadt Tondern (76,5 %) und in Hoyer (72,5 %) hervor und betonte erneut die von ihr bevorzugte Tiedje-Linie.
| Ergebnis der Abstimmung in der 1. Zone am 10. Februar 1920 | Ergebnis der Abstimmung in der 1. Zone am 10. Februar 1920 | Ergebnis der Abstimmung in der 1. Zone am 10. Februar 1920 | Ergebnis der Abstimmung in der 1. Zone am 10. Februar 1920 | Ergebnis der Abstimmung in der 1. Zone am 10. Februar 1920 | Ergebnis der Abstimmung in der 1. Zone am 10. Februar 1920 | Ergebnis der Abstimmung in der 1. Zone am 10. Februar 1920 | Ergebnis der Abstimmung in der 1. Zone am 10. Februar 1920 | Ergebnis der Abstimmung in der 1. Zone am 10. Februar 1920 | Ergebnis der Abstimmung in der 1. Zone am 10. Februar 1920 | Ergebnis der Abstimmung in der 1. Zone am 10. Februar 1920 | Ergebnis der Abstimmung in der 1. Zone am 10. Februar 1920 | Ergebnis der Abstimmung in der 1. Zone am 10. Februar 1920 | Ergebnis der Abstimmung in der 1. Zone am 10. Februar 1920 |
| Gebiet                                                     | Stimmberechtigte (a)                                       | abgegebene Stimmen (b)                                     | abgegebene Stimmen (b)                                     | ungültige Stimmen                                          | ungültige Stimmen                                          | gültige Stimmen (c)                                        | gültige Stimmen (c)                                        | gültige Stimmen (c)                                        | gültige Stimmen (c)                                        | gültige Stimmen (c)                                        | gültige Stimmen (c)                                        | gültige Stimmen (c)                                        | gültige Stimmen (c)                                        |
| Gebiet                                                     | Stimmberechtigte (a)                                       | abgegebene Stimmen (b)                                     | abgegebene Stimmen (b)                                     | ungültige Stimmen                                          | ungültige Stimmen                                          | für Deutschland                                            | für Deutschland                                            | für Deutschland                                            | für Deutschland                                            | für Dänemark                                               | für Dänemark                                               | für Dänemark                                               | für Dänemark                                               |
| Gebiet                                                     | Anzahl                                                     | Anzahl                                                     | Anteil (an a)                                              | Anzahl                                                     | Anteil (an b)                                              | Anzahl                                                     | Anteil (an c)                                              | Anteil (an b)                                              | Anteil (an a)                                              | Anzahl                                                     | Anteil (an c)                                              | Anteil (an b)                                              | Anteil (an a)                                              |
| ---------------------------------------------------------- | ---------------------------------------------------------- | ---------------------------------------------------------- | ---------------------------------------------------------- | ---------------------------------------------------------- | ---------------------------------------------------------- | ---------------------------------------------------------- | ---------------------------------------------------------- | ---------------------------------------------------------- | ---------------------------------------------------------- | ---------------------------------------------------------- | ---------------------------------------------------------- | ---------------------------------------------------------- | ---------------------------------------------------------- |
| Hadersleben Haderslev                                      | 46.477                                                     | 41.562                                                     | 89,42 %                                                    | 324                                                        | 0,78 %                                                     | 6.585                                                      | 15,97 %                                                    | 15,84 %                                                    | 14,17 %                                                    | 34.653                                                     | 84,03 %                                                    | 83,38 %                                                    | 74,56 %                                                    |
| Tondern-Nord Tønder nord                                   | 19.208                                                     | 17.396                                                     | 90,57 %                                                    | 90                                                         | 0,52 %                                                     | 7.083                                                      | 40,93 %                                                    | 40,72 %                                                    | 36,88 %                                                    | 10.223                                                     | 59,07 %                                                    | 58,77 %                                                    | 53,22 %                                                    |
| Flensburg-Nord Flensborg nord                              | 1.431                                                      | 1.353                                                      | 94,55 %                                                    | 3                                                          | 0,22 %                                                     | 548                                                        | 40,59 %                                                    | 40,50 %                                                    | 38,29 %                                                    | 802                                                        | 59,41 %                                                    | 59,28 %                                                    | 56,04 %                                                    |
| Apenrade Aabenraa                                          | 21.025                                                     | 18.765                                                     | 89,25 %                                                    | 82                                                         | 0,44 %                                                     | 6.030                                                      | 32,28 %                                                    | 32,13 %                                                    | 28,68 %                                                    | 12.653                                                     | 67,72 %                                                    | 67,43 %                                                    | 60,18 %                                                    |
| Sonderburg Sønderborg                                      | 24.374                                                     | 22.324                                                     | 91,59 %                                                    | 141                                                        | 0,63 %                                                     | 5.083                                                      | 22,91 %                                                    | 22,77 %                                                    | 20,85 %                                                    | 17.100                                                     | 77,09 %                                                    | 76,60 %                                                    | 70,16 %                                                    |
| 1. Zone                                                    | 112.515                                                    | 101.400                                                    | 90,12 %                                                    | 640                                                        | 0,63 %                                                     | 25.329                                                     | 25,14 %                                                    | 24,98 %                                                    | 22,51 %                                                    | 75.431                                                     | 74,86 %                                                    | 74,39 %                                                    | 67,04 %                                                    |

#### Die Abstimmung in der 2. Zone am 14. März 1920
Am Sonntag, den 14. März 1920, fand die Volksabstimmung in der 2. Zone des Abstimmungsgebiets bei sonnigem Wetter statt. Ursprünglich war der 7. März als Abstimmungstag vorgesehen gewesen, jedoch hatte die dänische unmittelbar nach der Abstimmung in der 1. Zone um eine Verlängerung der Vorbereitungsfrist um eine Woche gebeten, die von der CIS gewährt worden war. Das Stimmgebiet setzte sich zusammen aus der Stadt Flensburg, dem südlichen Teil des Kreises Flensburg, dem südlichen Teil des Kreises Tondern sowie dem nördlichen Teil des Kreises Husum. Das Abstimmungsverfahren entsprach dem in der 1. Abstimmungszone. Am Abstimmungstag erreichten Schleswig die ersten Nachrichten des tags zuvor begonnenen Kapp-Putsches. Wenngleich dies für eine gewisse Verunsicherung sorgte, wurde die Abstimmung plangemäß abgehalten. Das CIS gab das offizielle Endergebnis noch am Abend des Stimmtages bekannt.
Insgesamt waren 71.094 Personen stimmberechtigt, von denen 64.524 Personen (90,8 %) eine gültige Stimme abgaben. Die Zahl der ungültigen Stimmen wurde in der 2. Zone nicht erfasst beziehungsweise ist in den überlieferten Quellen nicht verzeichnet. Insgesamt sprachen sich 51.724 (80,2 % der abgegebenen gültigen Stimmen) für einen Verbleib bei Deutschland aus. Hingegen stimmten 12.800 Personen (19,8 % der abgegebenen gültigen Stimmen) für einen Anschluss an Dänemark. Nur in drei kleinen Gemeinden auf Föhr stimmte die Mehrheit für Dänemark, in allen anderen Gemeinden bekam der Verbleib bei Deutschland die meisten Stimmen. In der Stadt Flensburg, in der mehr als die Hälfte der Stimmberechtigten lebte, sprach sich eine deutliche Dreiviertel-Mehrheit für den Verbleib bei Deutschland aus.
| Ergebnis der Abstimmung in der 2. Zone am 14. März 1920 | Ergebnis der Abstimmung in der 2. Zone am 14. März 1920 | Ergebnis der Abstimmung in der 2. Zone am 14. März 1920 | Ergebnis der Abstimmung in der 2. Zone am 14. März 1920 | Ergebnis der Abstimmung in der 2. Zone am 14. März 1920 | Ergebnis der Abstimmung in der 2. Zone am 14. März 1920 | Ergebnis der Abstimmung in der 2. Zone am 14. März 1920 | Ergebnis der Abstimmung in der 2. Zone am 14. März 1920 | Ergebnis der Abstimmung in der 2. Zone am 14. März 1920 | Ergebnis der Abstimmung in der 2. Zone am 14. März 1920 |
| Gebiet                                                  | Stimmberechtigte (a)                                    | abgegebene gültige Stimmen                              | abgegebene gültige Stimmen                              | gültige Stimmen (b)                                     | gültige Stimmen (b)                                     | gültige Stimmen (b)                                     | gültige Stimmen (b)                                     | gültige Stimmen (b)                                     | gültige Stimmen (b)                                     |
| Gebiet                                                  | Stimmberechtigte (a)                                    | abgegebene gültige Stimmen                              | abgegebene gültige Stimmen                              | für Deutschland                                         | für Deutschland                                         | für Deutschland                                         | für Dänemark                                            | für Dänemark                                            | für Dänemark                                            |
| Gebiet                                                  | Anzahl                                                  | Anzahl                                                  | Anteil (an a)                                           | Anzahl                                                  | Anteil (an b)                                           | Anteil (an a)                                           | Anzahl                                                  | Anteil (an b)                                           | Anteil (an a)                                           |
| ------------------------------------------------------- | ------------------------------------------------------- | ------------------------------------------------------- | ------------------------------------------------------- | ------------------------------------------------------- | ------------------------------------------------------- | ------------------------------------------------------- | ------------------------------------------------------- | ------------------------------------------------------- | ------------------------------------------------------- |
| Flensburg (Stadt) Flensborg (By)                        | 39.688                                                  | 36.025                                                  | 90,77 %                                                 | 27.081                                                  | 75,17 %                                                 | 68,23 %                                                 | 8.944                                                   | 24,83 %                                                 | 22,54 %                                                 |
| Flensburg-Süd Flensborg syd                             | 8.842                                                   | 8.093                                                   | 91,53 %                                                 | 6.688                                                   | 82,64 %                                                 | 75,64 %                                                 | 1.405                                                   | 17,36 %                                                 | 15,89 %                                                 |
| Tondern-Süd Tønder syd                                  | 21.756                                                  | 19.659                                                  | 90,36 %                                                 | 17.283                                                  | 87,91 %                                                 | 79,44 %                                                 | 2.376                                                   | 12,09 %                                                 | 10,92 %                                                 |
| Husum-Nord Husum nord                                   | 808                                                     | 747                                                     | 92,45 %                                                 | 672                                                     | 89,96 %                                                 | 83,17 %                                                 | 75                                                      | 10,04 %                                                 | 9,28 %                                                  |
| 2. Zone                                                 | 71.094                                                  | 64.524                                                  | 90,76 %                                                 | 51.724                                                  | 80,16 %                                                 | 72,75 %                                                 | 12.800                                                  | 19,84 %                                                 | 18,00 %                                                 |

### Entscheidung über die Aufteilung Schleswigs

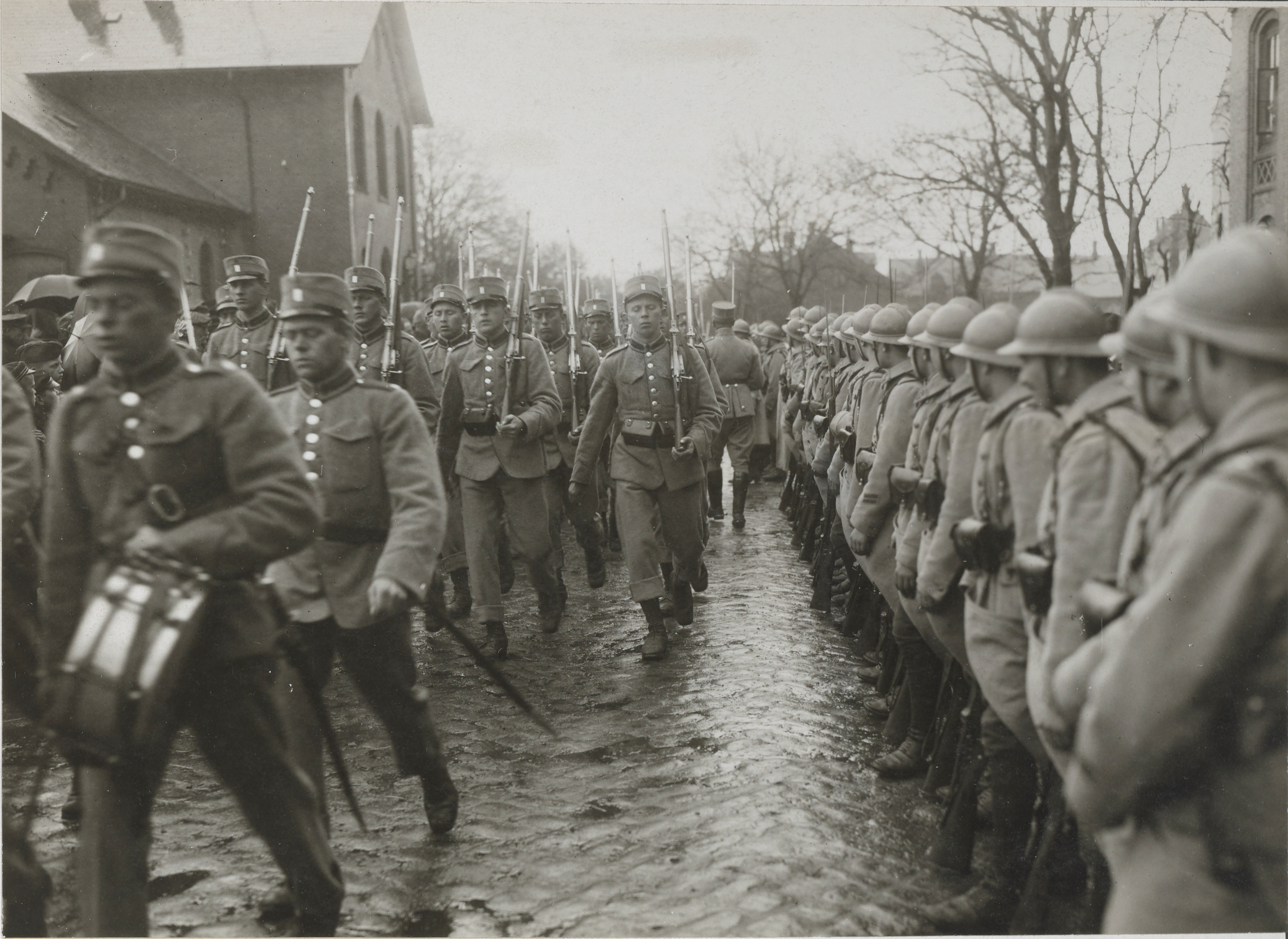
Am 5. Mai 1920 rückt das dänische Militär vorzeitig in die Zone 1 ein und wird von den französischen Plebiszit-Truppen begrüßt

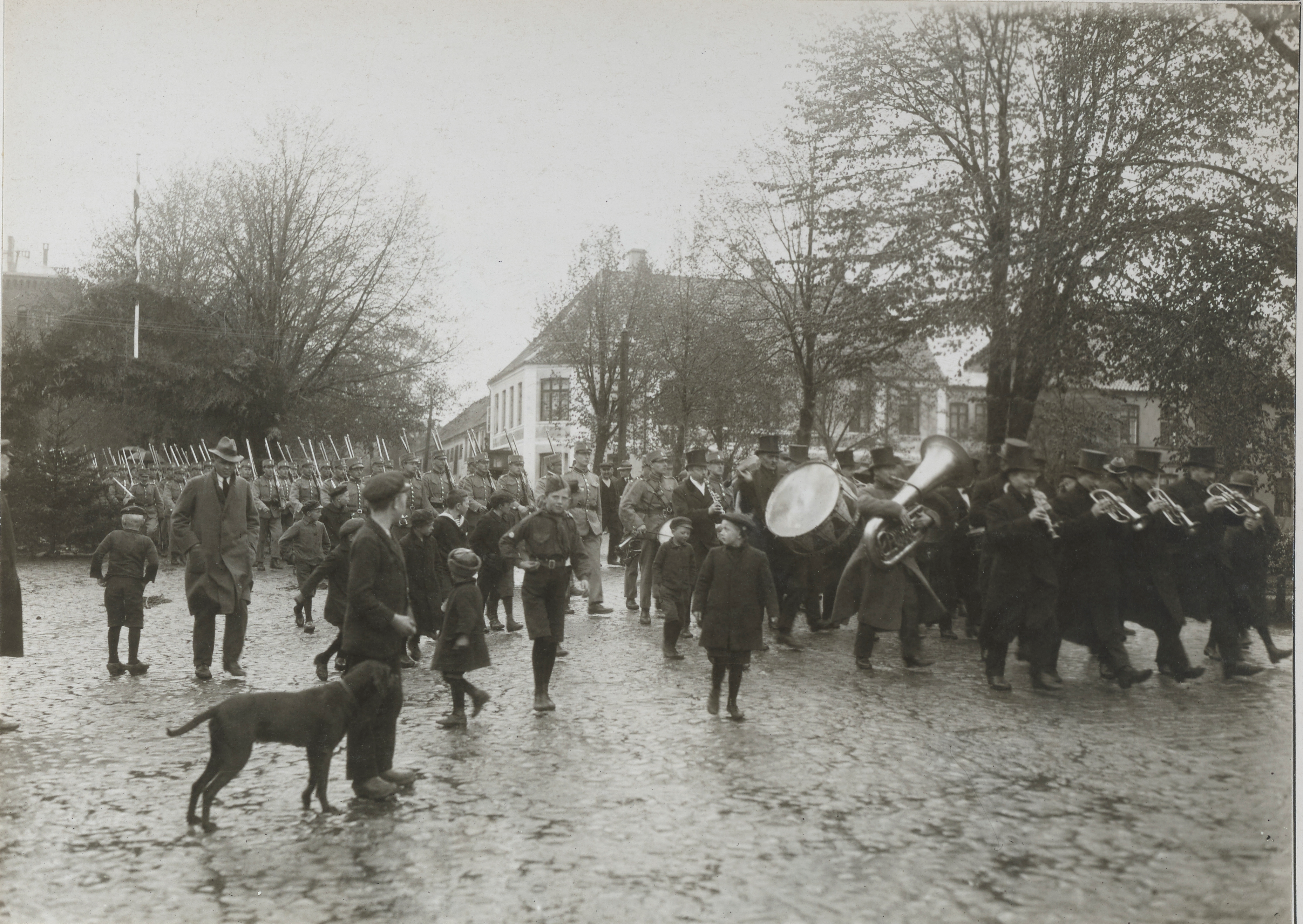
Einrücken der dänischen Armee in Hadersleben am 5. Mai 1920

Gemäß Artikel 111 des Versailler Vertrages erfolgte die Festlegung des Grenzverlaufes durch eine Kommission:

„Ein Ausschuß von sieben Mitgliedern, von denen fünf von den alliierten und assoziierten Hauptmächten und je eines von Dänemark und Deutschland ernannt werden, tritt binnen zwei Wochen nach der Feststellung des endgültigen Abstimmungsergebnisses zusammen, um an Ort und Stelle den Lauf der Grenzlinie festzulegen. Der Ausschuß entscheidet mit Stimmenmehrheit. Seine Entscheidungen sind für die Beteiligten bindend.“

Während sich die gemäßigten Kräfte in Deutschland und Dänemark auf Basis der beiden Abstimmungen eine einvernehmliche Teilung entlang der Clausen-Linie vorstellen konnten, lehnten die nationalistischen Lager beider Länder diesen Vorschlag ab. Staatskommissar Adolf Köster übermittelte im Namen der Reichsregierung am 22. März 1920 der CIS ein Papier, dass sich erneut nachdrücklich für eine Teilung entlang der Tiedje-Linie einsetzte. Allerdings wurde recht schnell deutlich, dass sich weder der CIS noch die Regierungen der dort vertretenen Staaten auf den deutschen Teilungsvorschlag einlassen würden. Dabei war bereits die Tiedje-Linie ein Kompromiss innerhalb des pro-deutschen Lagers, auf den sich die nationalistischen deutschen Parteien nur äußerst widerwillig eingelassen hatten, lehnten sie doch grundsätzlich die Volksabstimmung und die Abgabe von Territorium an Dänemark ab.
Weit dramatischer verliefen die Ereignisse in Dänemark. Ein Verzicht auf Flensburg und Mittelschleswig schien den verschiedenen nationalistischen Strömungen in Dänemark nicht hinnehmbar. Nachdem sie mit dem Vorschlag einer dritten Abstimmungszone gescheitert waren, im Plebiszit am 14. März nur in einigen wenigen unmaßgeblichen Gemeinden eine Mehrheit erringen konnten, brachten sie nun den Vorschlag einer Internationalisierung vor. So sollte Mittelschleswig, ähnlich wie die Freie Stadt Danzig, zu einem vom Deutschen Reich abgetrennten, teilsouveränen Freistaat umgewandelt werden. Zur Durchsetzung dieser Position, die die Regierung Zahle ablehnte, suchten die Nationalkonservativen die Unterstützung König Christians X. Tatsächlich entließ dieser am 29. März 1920 die Regierung und löste damit die sogenannte Osterkrise aus. Diese – letztmalige – Einmischung eines dänischen Königs in die Abläufe des Parlaments führte zu massivem Protest seitens der Sozialdemokraten und der anderen linken und liberalen Parteien. Nachdem sie mit einem Generalstreik und der Ausrufung der Republik drohten, gab Christian X. bereits nach wenigen Tagen nach und berief zum 5. April 1920 eine Übergangsregierung und machte den Weg für Neuwahlen frei. Auch wenn aus diesen die rechtsliberale Venstre als Siegerin hervorging, kamen die Forderungen der nationalkonservativen Kräfte bezüglich Schleswig damit nicht mehr zum Tragen.
In den Wochen nach der Abstimmung in der 2. Zone diskutierte die CIS die Frage der endgültigen Grenzziehung und hörte beide Seiten ein letztes Mal dazu an. Während sich in der Kommission der Brite Marling und der Schwede von Sydow für eine Trennung an der Clausen-Linie aussprachen, forderten der Franzose Claudel und der Norweger Heftye, dass aus der 2. Zone auch die grenznahen Gemeinden Aventoft, Süderlügum, Ladelund und Medelby Dänemark zugeschlagen werden sollten. Sie übermittelten das Ergebnis ihrer Beratung am 22. April 1920 an die Pariser Botschafterkonferenz. Diese entschied schließlich am 28. Mai 1920, dass Schleswig entlang der Clausen-Linie geteilt werden solle, die 1. Zone also vollständig an Dänemark fiele und die 2. Zone vollständig bei Deutschland verbleibe.
Noch während die CIS beriet, nahm H. P. Hanssen als zuständiger Minister Dänemarks am 18. April die Verhandlungen mit dem Staatskommissar Adolf Köster zur Übergabe der Gebiete auf. Bereits am 5. Mai, also noch vor der abschließenden Entscheidung in Paris und unter deutschem Protest, rückte dänisches Militär in die 1. Abstimmungszone ein. Ein völkerrechtlicher Vertrag zwischen Deutschland, Dänemark und der Entente zur Abgabe Nordschleswigs wurde der Reichsregierung am 1. Juni vorgelegt, und von dieser schließlich am 15. Juni 1920 unter Protest unterzeichnet.

## Die Abtretung und Wiedervereinigung Nordschleswigs

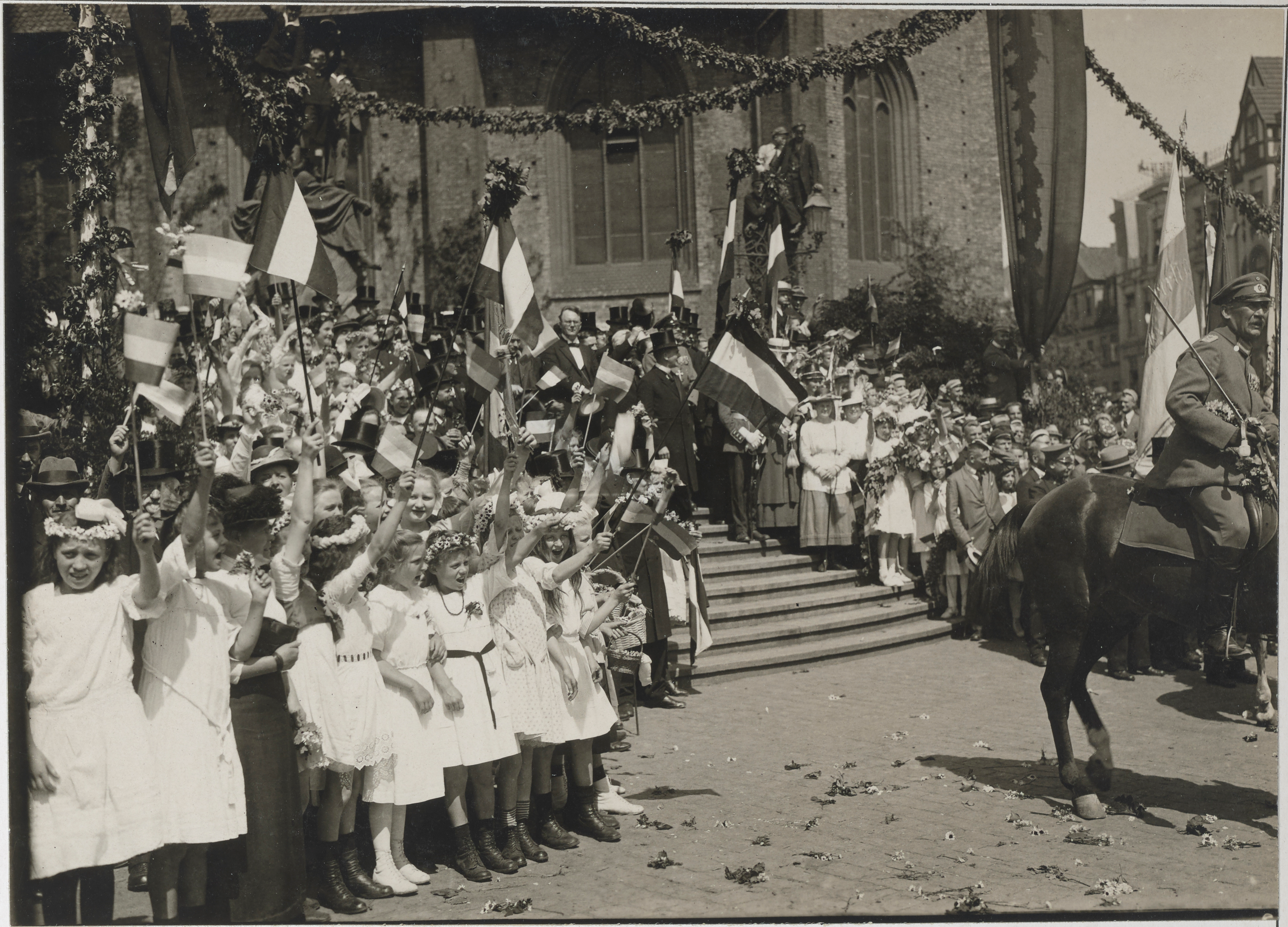
Die Bevölkerung in Flensburg begrüßt im Juni 1920 die zurückkehrende deutsche Armee

Die formelle Übergabe der ersten Abstimmungszone erfolgte mit Unterzeichnung des entsprechenden Vertrags durch die Reichsregierung am 15. Juli 1920. Schleswig war damit erstmals in seiner Geschichte in ein zu Dänemark gehörendes Nordschleswig und ein zu Deutschland gehörendes Südschleswig geteilt. Die gesamte Provinz Schleswig-Holstein umfasste vor der Teilung etwa 14.000 km², das abgetretene Gebiet Nordschleswig umfasste 3993 km², mit Südschleswig verblieben etwa 5300 km² Fläche in der Provinz. Die Grenze zwischen Dänemark und Deutschland ist etwa 67 km lang. Die Fläche zwischen der Clausen- und Tiedje-Linie beträgt etwa 1376 km². Von den etwa 1,4 Millionen Einwohnern der Provinz lebten etwa 163.000 im an Dänemark abgetretenen Nordschleswig.
Während in Deutschland der Vorgang als „Abtretung“ bezeichnet wird, ist in Dänemark der Ausdruck „Genforening“ ‚„Wiedervereinigung“‘ üblich. Entsprechend wird auf Dänisch vom Genforeningsdag ‚Wiedervereinigungstag‘ gesprochen, zu dessen Anlass in Nordschleswig bis heute Genforeningsfestte ‚Wiedervereinigungsfeiern‘ abgehalten werden.

### Die Wiedervereinigung mit Dänemark

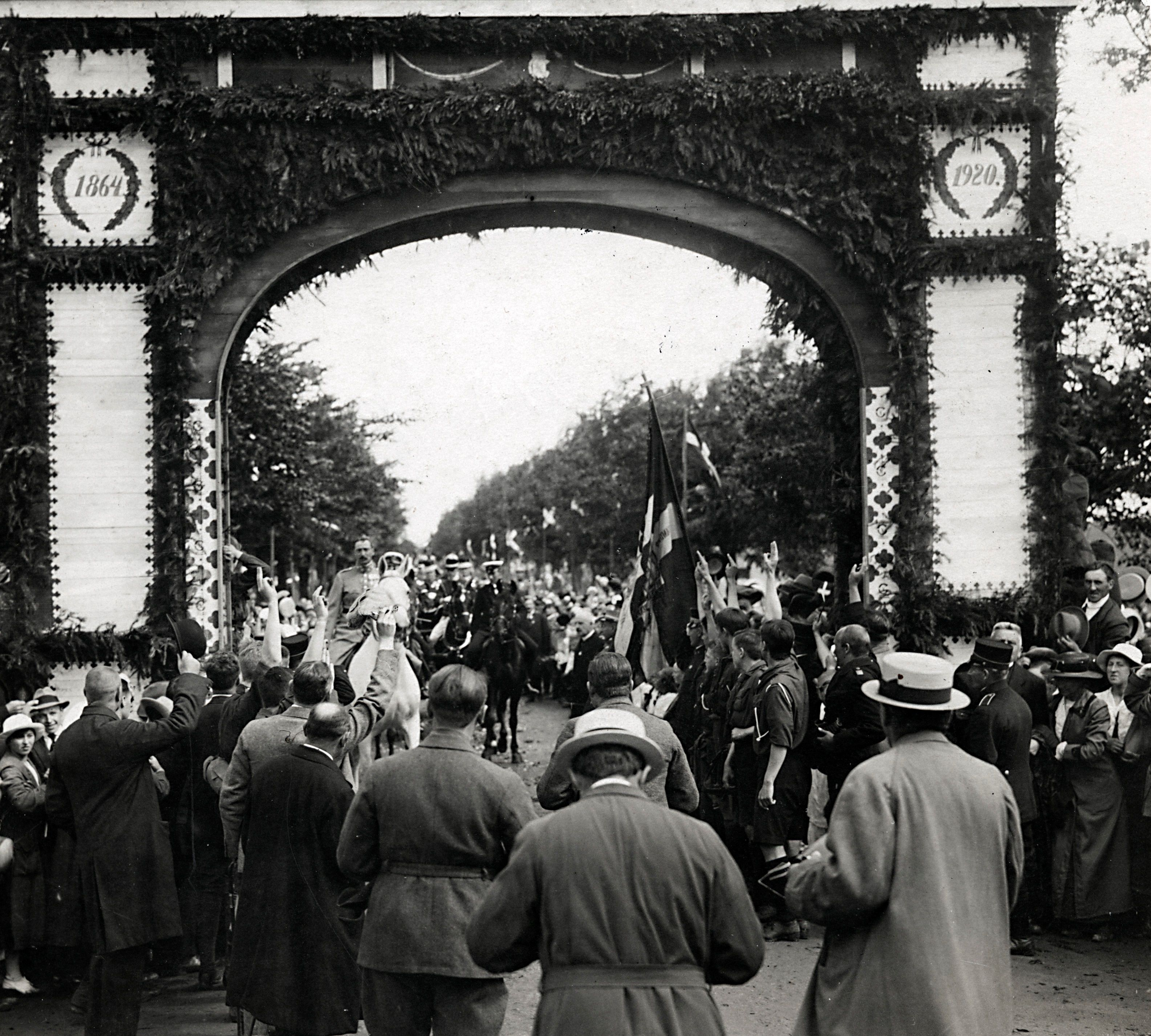
König Christian X. überschreitet die alte Grenze bei Taps und Christiansfeld

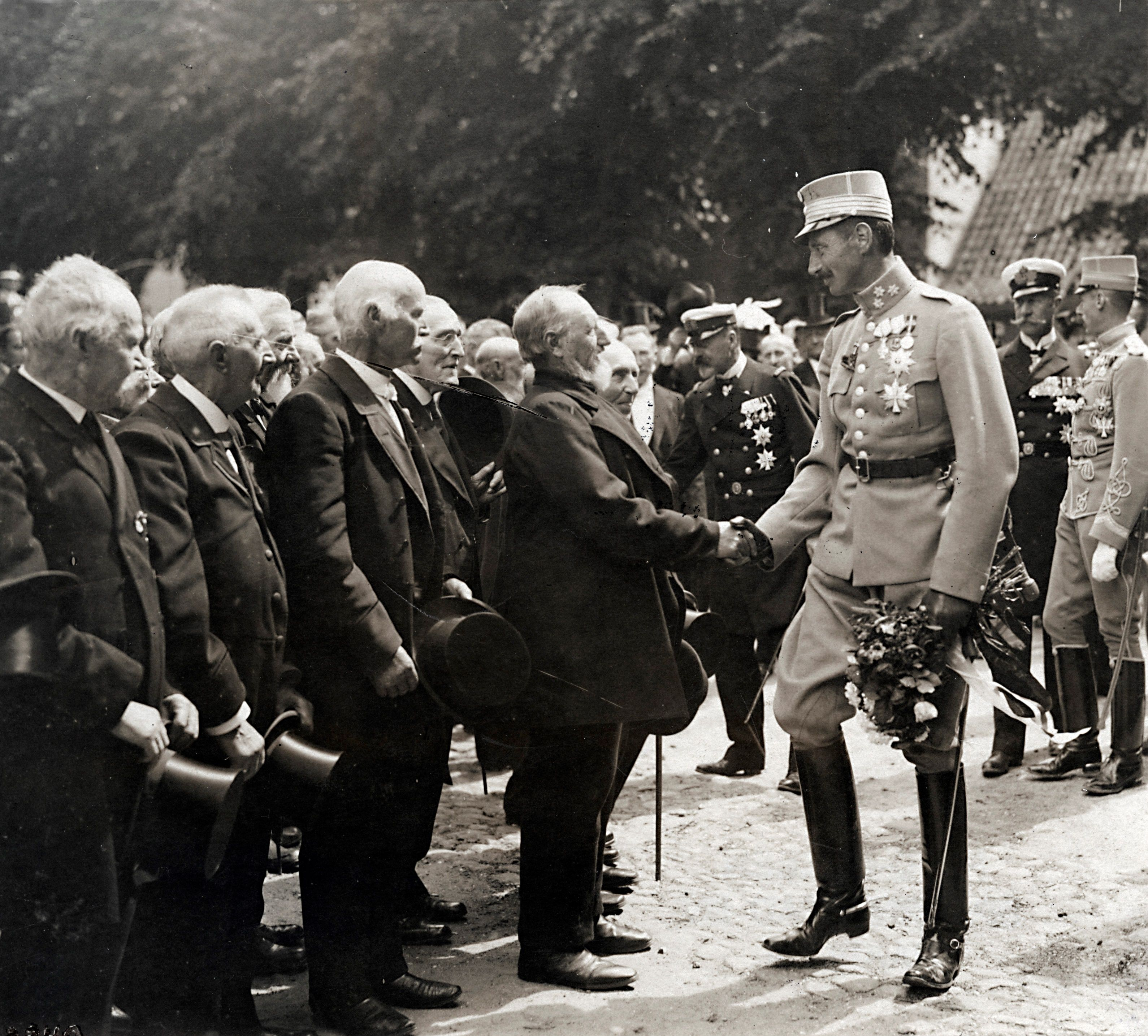
Veteranen des Kriegs von 1864 begrüßen König Christian X

Die Inbesitznahme Nordschleswigs wurde am 10. Juli 1920 durch den Einzug des Königs begangen. Christian X. überquerte an diesem Tag auf einem Schimmel mit dem Namen Malgré Touts ‚Trotz Alledem‘ bei Taps und Christiansfeld die ehemalige Grenze. Am Folgetag fand bei Dybbøl, dem symbolträchtigen Ort der Niederlage von 1864, an dem noch wenige Jahre zuvor das 50-jährige Jubiläum des österreichisch-preußischen Sieges begangen worden war, eine große Wiedervereinigungsfeier statt. In Anwesenheit von etwa 50.000 Menschen, vor Vertretern des Folketings, der Regierung und des Königshauses, überreichte ein dänischer Veteran des Deutsch-Dänischen Krieges dem König einen Danebrog.
Den Umstand, dass Nordschleswig nun tatsächlich das erste Mal in der Geschichte unmittelbarer Teil des Königreichs wurde, benannte auch der damaligen Staatsministers Niels Neergaard in seiner Rede:

„Vi taler om Genforening. Sagen er, at aldrig i vor tusindaarige Historie har Sønderjylland været et med Danmark. Først nu sker det efter Sønderjydernes egen lykkelige Vilje. Det er en Æresforpligtelse at hævde vort danske Sprog i Grænselandet.“

„Wir sprechen über die Wiedervereinigung. Tatsache ist, dass Südjütland in unserer tausendjährigen Geschichte noch nie mit Dänemark vereint war. Erst jetzt geschieht dies durch den glücklichen Willen der Südjütländer selbst. Es ist eine Ehrenpflicht, unsere dänische Sprache im Grenzland aufrechtzuerhalten.“

Am 12. Juni traf sich Christian X. in Kruså mit Vertretern der dänisch-gesinnten Bevölkerung aus der bei Deutschland verbliebenen Abstimmungszone. Diese sogenannten „Zurückgelassenen“ empfanden das Ergebnis des Plebiszits als bitter, denn die Möglichkeit eines Anschlusses auch der zweiten Abstimmungszone an Dänemark war nun in weite Ferne gerückt.

### Der deutsch-dänische Grenzvertrag
Nicht alle offenen Fragen konnten im Abtretungsvertrag abschließend geklärt werden. So sah noch der Versailler Vertrag die Einsetzung einer Grenzfeststellungskommission durch den Völkerbund vor. Ihre Aufgabe war es, die zunächst einmal auf einer Karte gezogene Clausen-Linie durch eine an die tatsächlichen Landschaftsverhältnisse vor Ort angepasste Grenzziehung zu präzisieren. Die sechsköpfige Kommission bestand ausschließlich aus Militärs: den Vorsitz führte der französische Oberstleutnant Rollet, ihm zur Seite standen die Oberstleutnants Ager (Großbritannien), Emilio Marchiafava (Italien), Tutsui, später abgelöst von Toshinari Maeda (Japan), Axel Ramm (Dänemark) sowie der deutsche Generalmajor Detlof von Schwerin. Sie beendeten ihre Arbeit im Dezember 1920 und legten einen Vorschlag für den Verlauf der 67 km langen Grenze vor. Der neue Grenzverlauf galt offiziell zum 1. Januar 1921. Da sich in der Flensburger Förde und in einigen Marschgebieten die Geländeverhältnisse natürlich bedingt verändern, wird bis heute regelmäßig eine gemeinsame deutsch-dänische Grenzbegehung vorgenommen, bei denen im Bedarfsfall der exakte Grenzverlauf den geänderten Verhältnissen angepasst wird.
Zuletzt begannen am 23. Mai 1921 weitere deutsch-dänische Verhandlungen, in denen noch offene Fragen rund um den Grenzverkehr, die Wasserbewirtschaftung und der Finanzen geregelt wurden. Weiterhin waren einige Gemeinden durch die neue Grenze zerteilt worden, sodass deren Angelegenheiten und Finanzen nun auf zwei Gebietskörperschaften aufgeteilt werden mussten. Weitere und kompliziertere Verhandlungen drehten sich um die Übergabe von Kulturgütern, wobei insbesondere der Idstedt-Löwe und das Nydamboot im Mittelpunkt des Interesses standen, deren Rückgabe die deutsche Seite beharrlich verweigerte. Zuletzt wurde über den Umgang mit verschiedenen deutschen Denkmälern gestritten. So forderte die dänische Seite die Zustimmung Deutschlands zur Entfernung des preußischen Siegesdenkmals an den Düppeler Schanzen, was diese jedoch verweigerte und letztlich von der dänischen Regierung respektiert wurde. Ebenfalls nicht angetastet wurde der Bismarckturm auf dem Knivsberg, wobei die zentrale Bronzestatue Bismarcks von den deutsch-gesinnten Nordschleswigern bereits 1919 abmontiert und in Südschleswig eingelagert wurde. Der Bismarck-Turm sowie das Denkmal in Düppel wurden 1945 von dänischen Widerstandskämpfern gesprengt. Die deutsche Seite hatte sich für den Grenzvertrag bilaterale Vereinbarungen zum Minderheitenschutz gewünscht, worauf sich die wiederum die dänische Seite – zumindest in dieser Form – nicht einlassen wollte.
Die Verhandlungen fanden am 10. April 1922 mit der Vertragsunterzeichnung sowie der anschließenden Ratifizierung in den Parlamenten am 3./4. Juni 1922 ihren Abschluss. Auch wenn er beide Seiten angesichts der harten Verhandlungen mit einer gewissen Bitterkeit zurückließ, konnten im deutsch-dänischen Grenzvertrag letztlich die meisten Fragen geklärt werden und er wurde von der Öffentlichkeit verhalten positiv aufgenommen.

## Die weitere Entwicklung in Schleswig nach 1920

### Die politische Entwicklung der Schleswig-Frage
Die 1920 neu gezogene Grenze zwischen Dänemark und Deutschland wurde fortan von den Regierungen beider Länder respektiert. Das gilt auch für die Zeit des Nationalsozialismus, selbst nachdem Dänemark im Zweiten Weltkrieg im Unternehmen Weserübung von Deutschland militärisch besetzt wurde. Da Dänen in der nationalsozialistischen Rassenideologie als gleichwertig eingestuft wurden, verfolgte die nationalsozialistische Regierung eine Politik der Anerkennung gegenüber dem dänischen Staatsgebiet.
Lediglich nach der Niederlage Deutschlands verfolgte die erste demokratisch gewählte Regierung des liberalen dänischen Ministerpräsidenten Knud Kristensen (Venstre) ab November 1945 das Ziel einer Angliederung weiterer Teile Schleswigs. Die Minderheitsregierung sah sich dabei einer vehementen Ablehnung der Sozialdemokratischen Partei, der Radikalliberalen Partei sowie der Kommunistischen Partei im Folketing gegenüber, konnte sich jedoch zugleich auf eine von 500.000 Personen unterzeichneten Petition an König Christian X. stützen, die eine weitere Volksabstimmung forderten. Zur allgemeinen Überraschung zeigten sich die Briten, zu deren Besatzungszone Schleswig gehörte, durchaus offen. Sie forderten Dänemark im Juli 1947 auf, sich zwischen drei möglichen Vorgehensweisen zu entscheiden: Erstens die Schleswig-Frage ohne Volksabstimmung zu regeln, zweitens eine Volksabstimmung abzuhalten und das Ergebnis zu respektieren oder drittens den Grenzverlauf zu belassen, jedoch die Minderheiten beider Seiten umzusiedeln. Wenige Wochen später ließ die dänische Regierung, gegen den ausdrücklichen Willen des Ministerpräsidenten Kristensen, verlautbaren, dass sie keine der drei Optionen wünsche. Der Grenzverlauf solle beibehalten werden, die Bewohner im deutschen Teil Schleswigs aber die Möglichkeit erhalten, sich für die dänische Staatsbürgerschaft zu entscheiden, so sie dies wünschten.
Von dieser kurzen Episode abgesehen, respektierten die dänischen Regierungen, diejenigen des 1946 gegründeten Landes Schleswig-Holstein sowie ab 1949 die Bundesregierungen der Bundesrepublik Deutschland die Grenzvereinbarung von 1920.
Diese fast durchweg klare Haltung der Grenzanerkennung durch die Regierungen wurde jedoch von den beiden entstandenen Minderheiten in Schleswig nicht immer geteilt. So lehnten in den 1920er Jahren viele Angehörige der deutschen Minderheit in Nordschleswig die neuen politischen Realitäten zunächst ab. Die deutsch-gesinnten Nordschleswiger hatten keine Erfahrung darin, sich als Minderheit für ihre Interessen zu organisieren. Zugleich war der dänische Staat in den ersten Jahren noch im Begriff, eine angemessene Minderheitenpolitik für Nordschleswig zu formulieren. Nach 1920 wanderten rund 12.000 Personen aus Nordschleswig nach Deutschland aus, teilweise erfolgte die Auswanderung auch in Folge von Ausweisungen. Im Kreis Südtondern wuchs die Bevölkerung in Folge des Zuzugs aus Nordschleswig zwischen 1919 und 1925 um 27,8 % an. Damit gehörte der Landkreis Südtondern zu den wachstumsstärksten Landkreisen im Deutschen Reich.
Noch 1920 gründete sich der Schleswigsche Wählerverein als Interessenvertretung der deutschen Nordschleswiger. Sein Vorsitzender wurde Pastor Johannes Schmidt-Wodder, der während der Kaiserzeit den auf Verständigung ausgerichteten Friedensverein mitbegründet hatte. Der Schleswigsche Wählerverein machte sich einerseits für den Minderheitenschutz stark, trat zum anderen aber auch ausdrücklich für erneute Grenzverhandlungen ein. Eine Position, die sowohl von der dänischen als auch der Reichsregierung klar abgelehnt wurde. Anfang der 1930er Jahre gründeten sich gleich zwei nationalsozialistische Parteien in Nordschleswig, die Nationalsozialistische Arbeitsgemeinschaft Nordschleswig (NSAN) und die vom schleswig-holsteinischen Gauleiter Hinrich Lohse gegründete Nationalsozialistische Deutsche Arbeiterpartei - Nordschleswigs (NSDAP-N), die miteinander konkurrierten, sich jedoch beide für eine Revision der deutsch-dänischen Grenze starkmachten. Diese Haltung widersprach jedoch den übergeordneten Zielen der deutschen Reichsregierung, die entsprechend beide Gruppen aufforderte, solche Forderungen nicht weiter zu erheben.
Erst während der deutschen Besetzung Dänemarks und unter dem Eindruck der NS-Verbrechen formierte sich unter den deutsch-gesinnten Nordschleswigern allmählich ein klares Bekenntnis zum dänischen Staat und seiner territorialen Ausdehnung in Schleswig. So formulierte der Haderslebener Kreis, ein Zusammenschluss demokratisch eingestellter deutscher Nordschleswiger am 11. November 1943 in die sogenannten Haderslebener Erklärung:

„[D]er alte Grenzstreit, das alte ‚up ewich ungedeelt‘ […] hört ein für alle mal auf, weil wir das Lebens- und Bestimmungsrecht des dänischen Volkstums (85 Prozent Dänen und 15 Prozent Deutsche) im Raum zwischen der alten Königsaugrenze und der jetzigen Grenze anerkennen. Die jetzige Grenze besteht zu Recht. Ein Grenzproblem gibt es nicht mehr.“

Das Schreiben wurde am 5. Mai 1945, nach Rückzug der Wehrmacht aus Dänemark veröffentlicht und markiert einen wichtigen Wendepunkt im Verhältnis der deutschen Minderheit in Nordschleswig und dem dänischen Staat.
In Südschleswig stellte sich diese Situation vergleichsweise einfacher dar. Die während der Kaiserzeit geschaffenen Organisationen der dänisch-gesinnten Südschleswiger wurden fortgeführt und die preußische Provinzialverwaltung blickte immerhin auf mehrere Jahrzehnte Erfahrung im Umgang mit der dänischen Minderheit zurück. In der Weimarer Reichsverfassung wurde mit dem Artikel 113 erstmals der Minderheitenschutz als Staatsaufgabe definiert, wenngleich die konkrete Ausgestaltung große Lücken aufwies. In der Zeit des Nationalsozialismus erhöhte sich der Druck auf die dänisch-gesinnte Minderheit, blieb insgesamt jedoch weit hinter dem Ausmaß an Diskriminierung zurück, das andere Minderheiten in Deutschland erfuhren. Selbst der Flensborg Avis, das zentrale Presseorgan der dänisch-gesinnten Südschleswiger, konnte weiterhin erscheinen.
Die Frage nach einer Grenzrevision stand gegen Ende des Zweiten Weltkriegs und bis in den frühen 1950er noch einmal im Raum. Unter dem Eindruck des Zusammenbruchs Deutschlands versuchte die Südschleswigsche Bewegung den Anschluss an Dänemark politisch durchzusetzen, und auch in Dänemark gab es in Teilen der Bevölkerung eine Offenheit hierfür. Nachdem die dänische Regierung 1947 diese Möglichkeit jedoch klar ausgeschlossen hatte, bestand keine realistische Option mehr auf politische Umsetzung. Gleichwohl engagierte sich der Sydslesvigsk Forening noch einige weitere Jahre für dieses Ziel. Mit der Gründung der Bundesrepublik Deutschland und der allgemeinen Konsolidierung der Verhältnisse wurden die Rufe nach Grenzrevision in Südschleswig jedoch immer leiser.

### Umgang mit Minderheiten

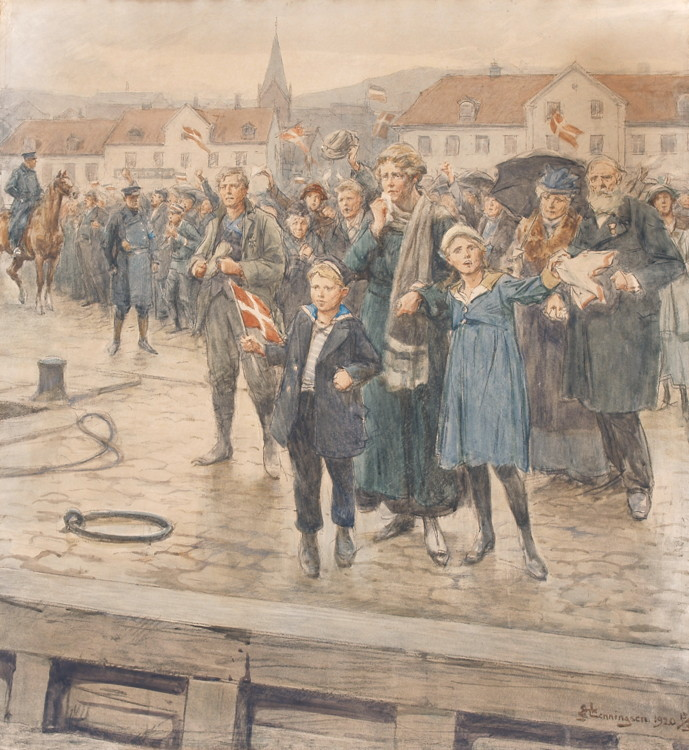
Das Gemälde De som blev tilbage des dänischen Malers Erik Henningsen von 1920 erinnert an die in Südschleswig verbliebene dänische Minderheit.

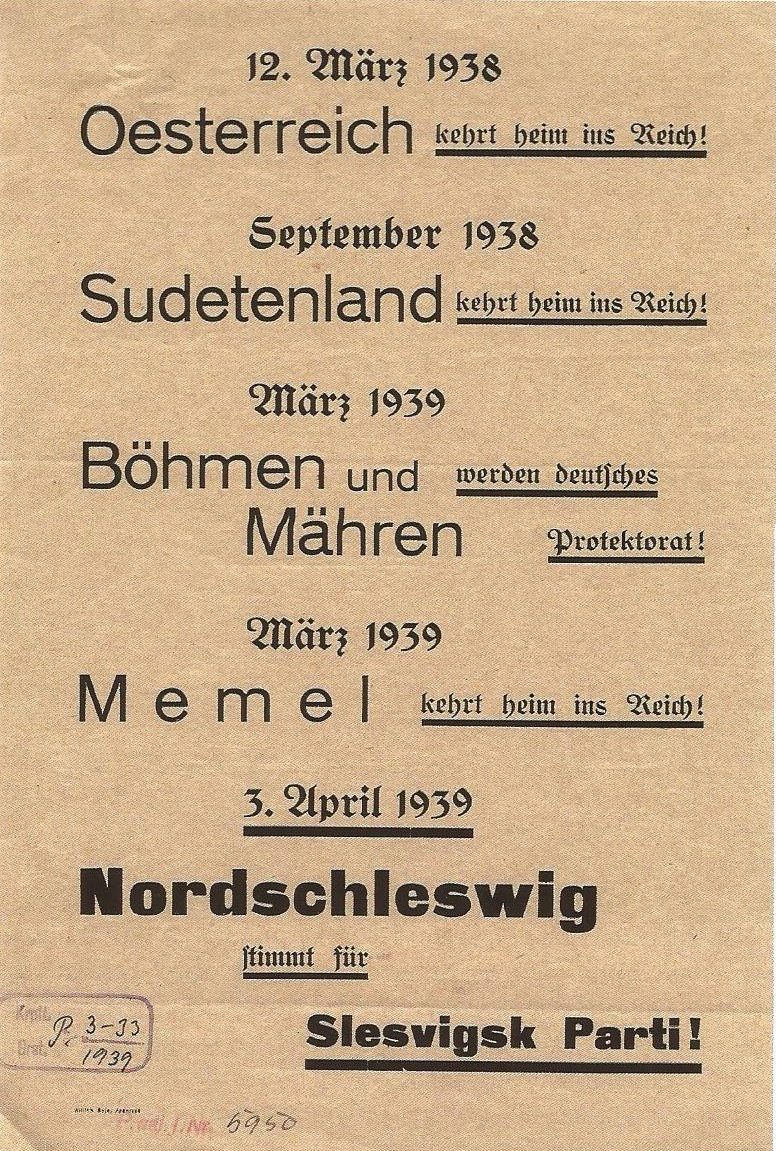
Wahlplakat der Schleswigschen Partei in Nordschleswig im Jahr 1939

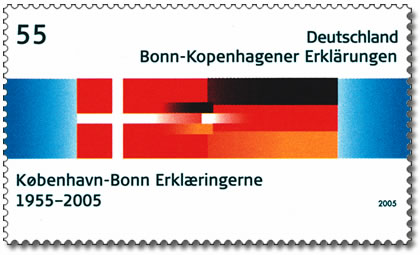
Briefmarke der Deutschen Post von 2005 zum Gedenken an 50 Jahre Bonn-Kopenhagener Erklärungen

Der im 19. Jahrhundert aufkommende Nationalismus brachte mit sich auch die Frage nach dem Umgang mit nationalen Minderheiten. Nach dem Deutsch-Dänischen Krieg 1864 gab es in Schleswig eine dänische Minderheit, zu denen Preußen und dann das Deutsche Reich eine wechselnde Minderheitenpolitik entwickelte. Zu den zentralen Fragen in Schleswig gehörte dabei, wie mit einer fehlenden deutschen Staatsangehörigkeit umzugehen sei, welche Gestaltungsmöglichkeiten der Minderheit beim Schulunterricht zugemessen wurde und wie viel Akzeptanz die dänische Sprache genoss. Da sich die ganz überwiegende Zahl der in Schleswig lebenden Menschen zum lutheranischen Christentum bekannten, spielten hingegen Fragen der Religion nur mit Blick auf die Kirchensprache und die Priesterwahl eine Rolle. Der Umgang mit der friesischen Minderheit in Schleswig ist insofern zu unterscheiden, da es hier keinen Nationalstaat gab, der von außen die friesischen Interessen vertrat oder politische Ansprüche formulierte. Mit der Teilung Schleswigs 1920 in ein dänisches Nordschleswig und ein deutsches Südschleswig fanden sich nun auf beiden Seiten der neuen Grenze Minderheiten. Die zwischen Eider und Vidå an der Nordsee lebende nordfriesische Volksgruppe verblieb infolge der Volksabstimmung 1920 auf deutscher Seite.
In Dänemark bereitete man sich bereits sehr früh auf den Umgang mit der zu erwartenden deutschen Minderheit vor. So verfasste der dänische Historiker Aage Friis bereits am 9. Oktober 1918 ein Memorandum zur Minderheitenfrage. Die darin ausgeführten Überlegungen bildeten später die zentralen Säulen der dänischen Minderheitenpolitik in Nordschleswig. So sollte die deutsche Minderheit eigene Schulen einrichten können, in denen vorrangig in Deutsch unterrichtet würde. Weiterhin sollte die deutsche Gemeinschaft in Nordschleswig vor Gerichten und bei dänischen Behörden ihre Angelegenheiten in deutscher Sprache erledigen, deutschsprachige Gottesdienste besuchen und ihre eigenen Pastoren wählen können. Bei der Zuerkennung der dänischen Staatsbürgerschaft für deutsche Nordschleswiger ging Dänemark jedoch zunächst eher restriktiv vor. Nur Personen, die in Nordschleswig geboren waren oder dort seit dem 1. Januar 1900 lebten, konnten die dänische Staatsbürgerschaft erlangen. Weiterhin wurden der Erhalt von Pensionszahlungen und Invalidenrenten von der dänischen Staatsbürgerschaft abhängig gemacht. Wer diese nicht annehmen konnte oder wollte, musste sich für seine Versorgung an die entsprechenden deutschen Behörden wenden.
Die deutsche Minderheit in Dänemark konzentrierte sich in den ersten Jahren auf den Aufbau eigener Schulen und Organisationen. Mit der Gründung des Schleswigschen Wählervereins am 18. August 1920 wurde die politische Interessenvertretung gebündelt. Der Wählerverein konnte seinen Stimmenanteil bei den Wahlen zum Folketing dabei langsam aber stetig ausbauen, von 7505 Stimmen im Jahr 1920 auf schließlich 15.016 Stimmen im Jahr 1939, was stets für einen Sitz im dänischen Parlament reichte. Das friedliche Hineinwachsen der Minderheit in den dänischen Staat wurde dabei durch das vielfach starre Festhalten an der Forderung nach einer Grenzrevision erschwert.
Während Deutschland nach 1920 eigentlich an die in den Jahrzehnten zuvor gemachten Erfahrungen mit der Minderheitenpolitik hätte anknüpfen können, tat sich jedoch die Weimarer Republik im Umgang mit der dänischen Minderheit in den ersten Jahren schwer. So wurde die Gründung dänischer Schulen vielfach behindert und der Besuch zunächst von Sprachtests abhängig gemacht. Erst als 1924 auch die Minderheitenkommission des Völkerbundes die unbefriedigende Situation in den Blick nahm, begann Deutschland die Bedingungen zu erleichtern. Der 1920 gegründete Schleswigsche Verein wurde die politische Interessenvertretung der dänischen Schleswiger. Zusammen mit den Interessenvertretungen der anderen nationalen Minderheiten (dem Bund der Polen in Deutschland, der Wendischen Volkspartei, dem Friisk Foriining und der Vereinigung der Litauer in Deutschland), schloss man sich zum Verband der nationalen Minderheiten in Deutschland zusammen, und konnte so zwei Sitze im Preußischen Landtag erringen.
Die Besonderheit an der von Deutschland und Dänemark ab 1920 in Schleswig verfolgten Minderheitenpolitik ist, dass diese getrennt und zugleich voneinander bedingt erfolgte. Beide Staaten gestalteten in ihrem Teil von Schleswig eigenständig die Minderheitenpolitik, beobachteten dabei jedoch die Politik des Nachbarlandes und reagierten auf diese. So ließ sich Deutschland beispielsweise 1924 von Pastor Schmidt-Wodder, dem Vertreter der deutschen Minderheit in Nordschleswig, bei der Anpassung seiner Schulpolitik für die dänische Minderheit in Südschleswig beraten. Während Deutschland statt des wechselseitigen Reagierens lieber Staatsverträge mit Dänemark ausgehandelt hätte, verweigerte sich Dänemark jedoch diesem Wunsch. Dänemark war durchaus an einer gedeihlichen Minderheitenpolitik interessiert, wollte sich allerdings seine souveräne Entscheidungsmacht in Schleswig nicht durch formale Übereinkünfte mit Deutschland geschmälert sehen.
Diese in den 1920er Jahren entstandene Linie einer abgestimmt getrennten Minderheitenpolitik ist bis heute die Grundlage für die deutsche und dänische Politik in Schleswig. Beispielhaft hierfür sind die Bonn-Kopenhagener Erklärungen von 1955, mit denen nach dem Zweiten Weltkrieg die Verständigung über die Minderheitenpolitik in Schleswig aufgenommen und fortgeführt wurde.
Heute unterhalten sowohl die deutsche als auch die dänische Minderheit mehrere Vereine, Büchereien, Schulen und Kindergärten zur Förderung der eigenen Kultur. Beide Minderheiten sind sogenannte Gesinnungsminderheiten, das heißt, dass ausschließlich das persönliche Bekenntnis darüber entscheidet, wer zu den Minderheiten hinzugerechnet wird. Die staatlichen Behörden beider Länder haben kein Recht, dieses Bekenntnis mit Sprachtests oder aus sonstigen Gründen in Zweifel zu ziehen.

### Die Volksabstimmung und die Wiedervereinigung in der Erinnerungskultur
Die Teilung Schleswigs im Jahr 1920 vollzog sich auf Basis der Volksabstimmung. Dementsprechend kommt dem Plebiszit in der Erinnerungs- und Gedenkkultur der Region eine gewisse Bedeutung zu. So ist die Volksabstimmung Teil der Dauerausstellung im Deutschen Museum in Nordschleswig.
In Dänemark erinnern insbesondere in Sønderjylland ‚Süderjütland‘ eine Vielzahl an Gedenksteinen an die Wiedervereinigung Schleswigs mit Dänemark. In Kopenhagen wurde 1930 im Fælledparken ein Wiedervereinigungsmonument (Genforeningsmonumentet) eröffnet.
Anlässlich des 100-jährigen Jubiläums der Abstimmung rückte diese erneut in den Mittelpunkt der Öffentlichkeit. So organisierte das Deutsche Museum Nordschleswig zusammen mit dem Danevirke Museum, das von der dänischen Minderheit in Südschleswig betrieben wird, vom 14. September bis 17. Oktober 2021 eine gemeinsame Ausstellung im Landeshaus Kiel. Die Landesregierung Schleswig-Holsteins feierte das Jubiläum mit einem Freundschaftsjahr. Die Abteilung für Regionalgeschichte der Christian-Albrechts-Universität zu Kiel begleitete das Jubiläum mit einer Vortragsreihe. Auch die Evangelisch-Lutherische Kirche in Norddeutschland erinnerte an die Volksabstimmung mit einem zweisprachigen Festprogramm.

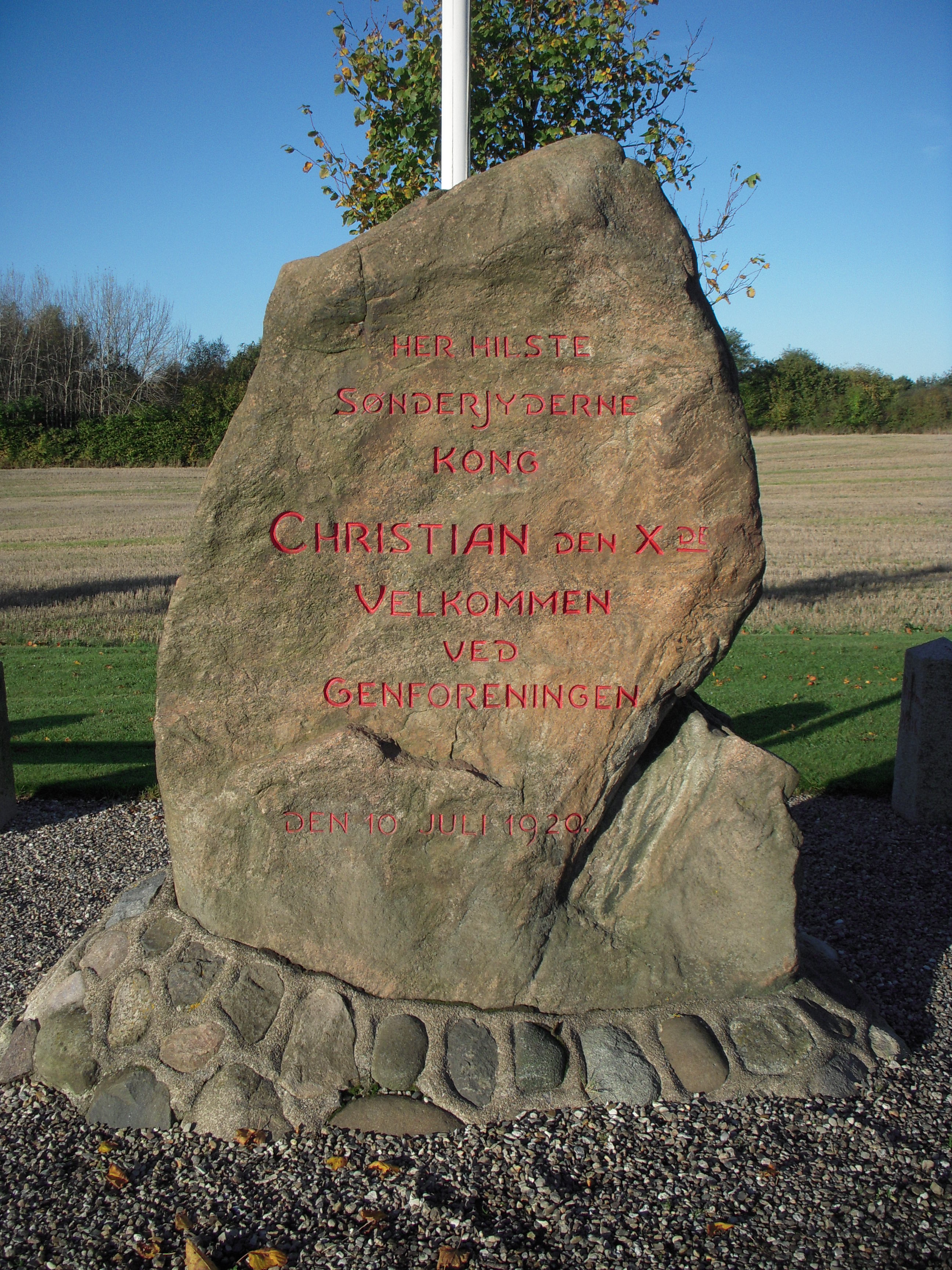
Gedenkstein bei Christiansfeld, der an den Einritt König Christian X. am 10. Juli 1920 in Nordschleswigs erinnert
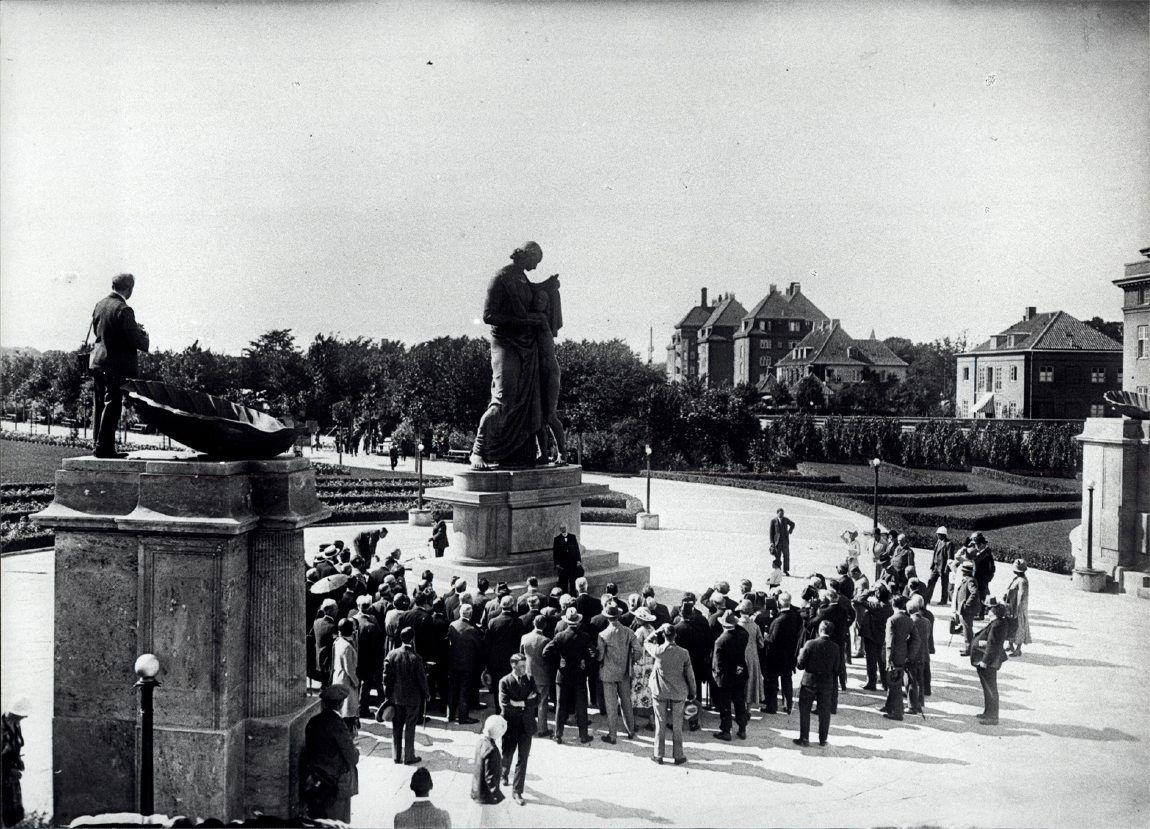
Das Denkmal für die Wiedervereinigung im Kopenhagener Fælledparken
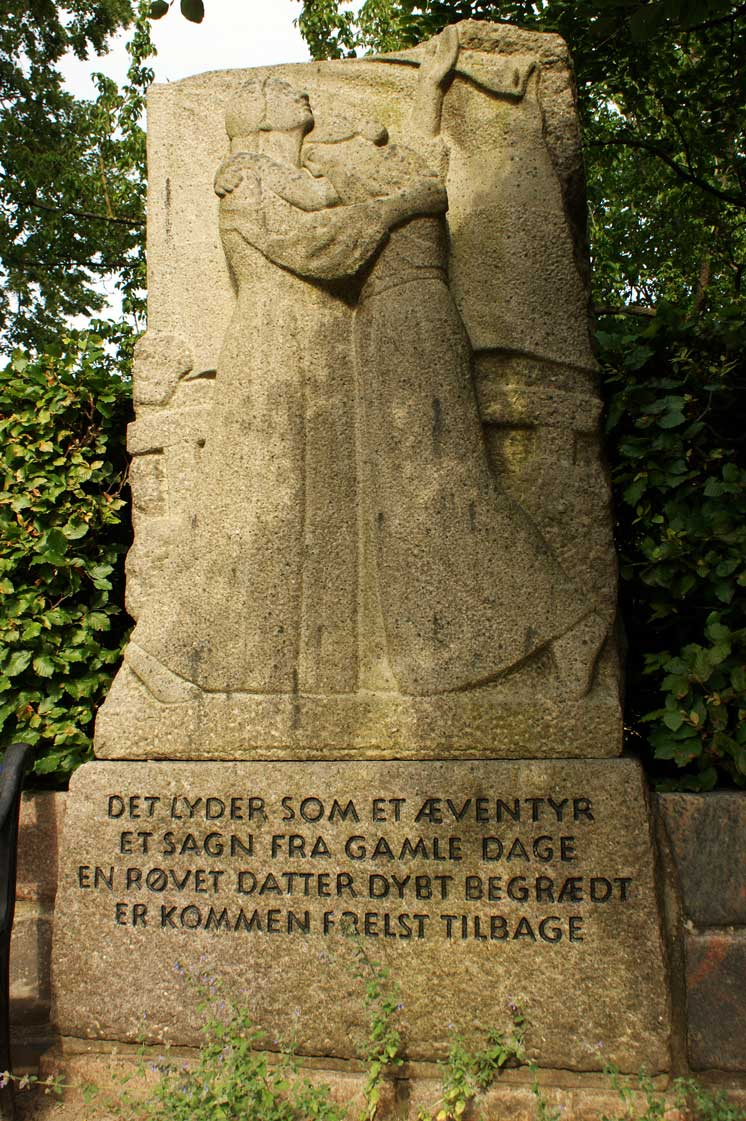
Denkmal für die Wiedervereinigung in Haderslev (Hadersleben)
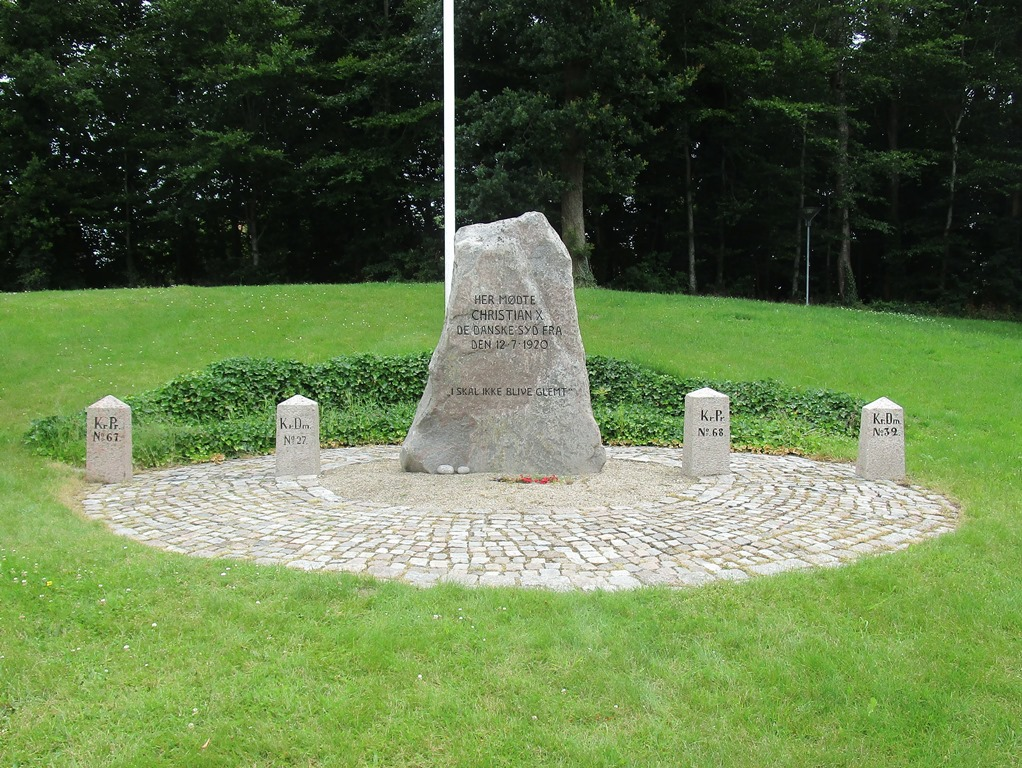
Denkmal mit alten Grenzsteinen in Kruså (Krusau)
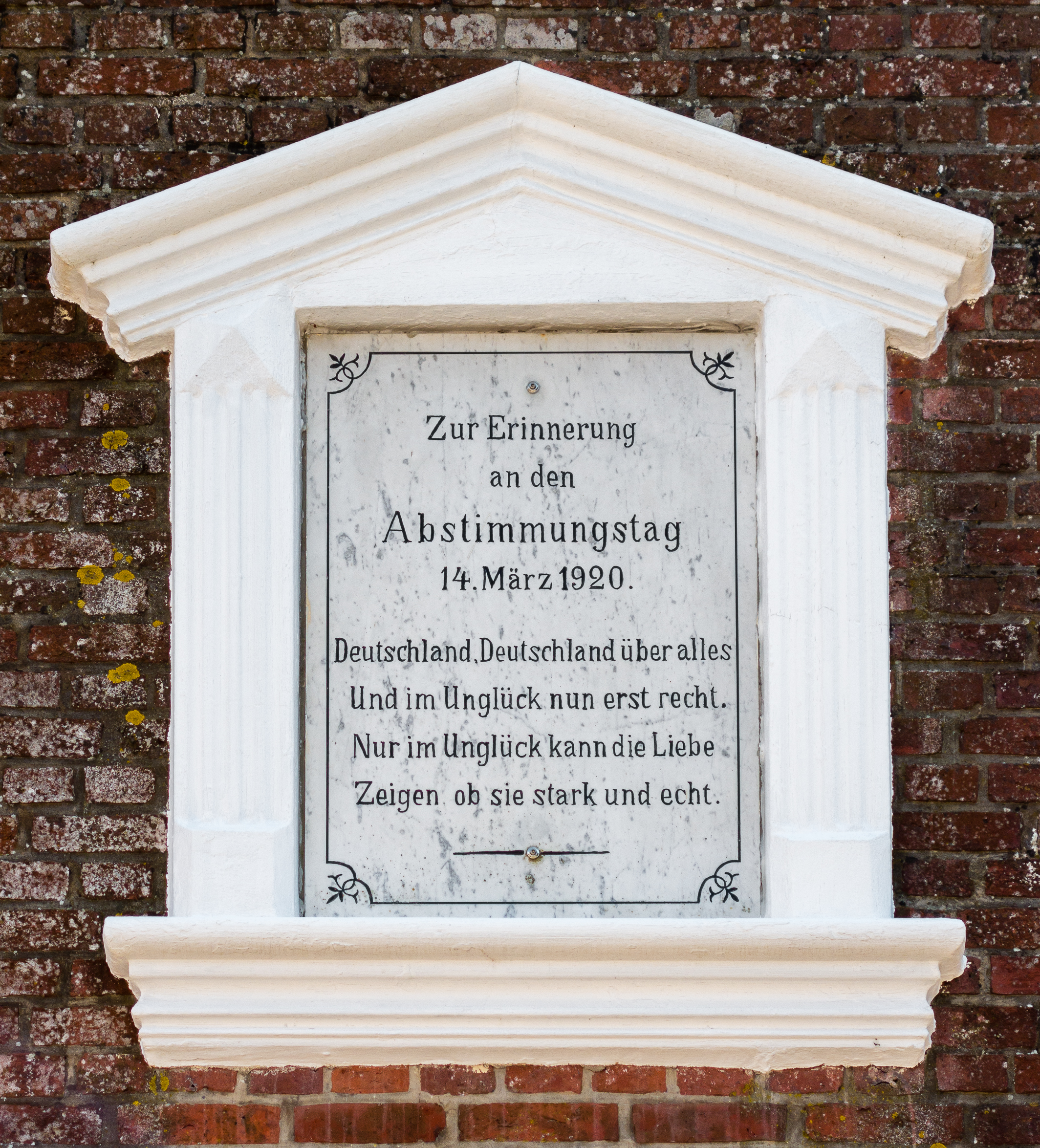
Erinnerungstafel am Glockenturm in Wyk
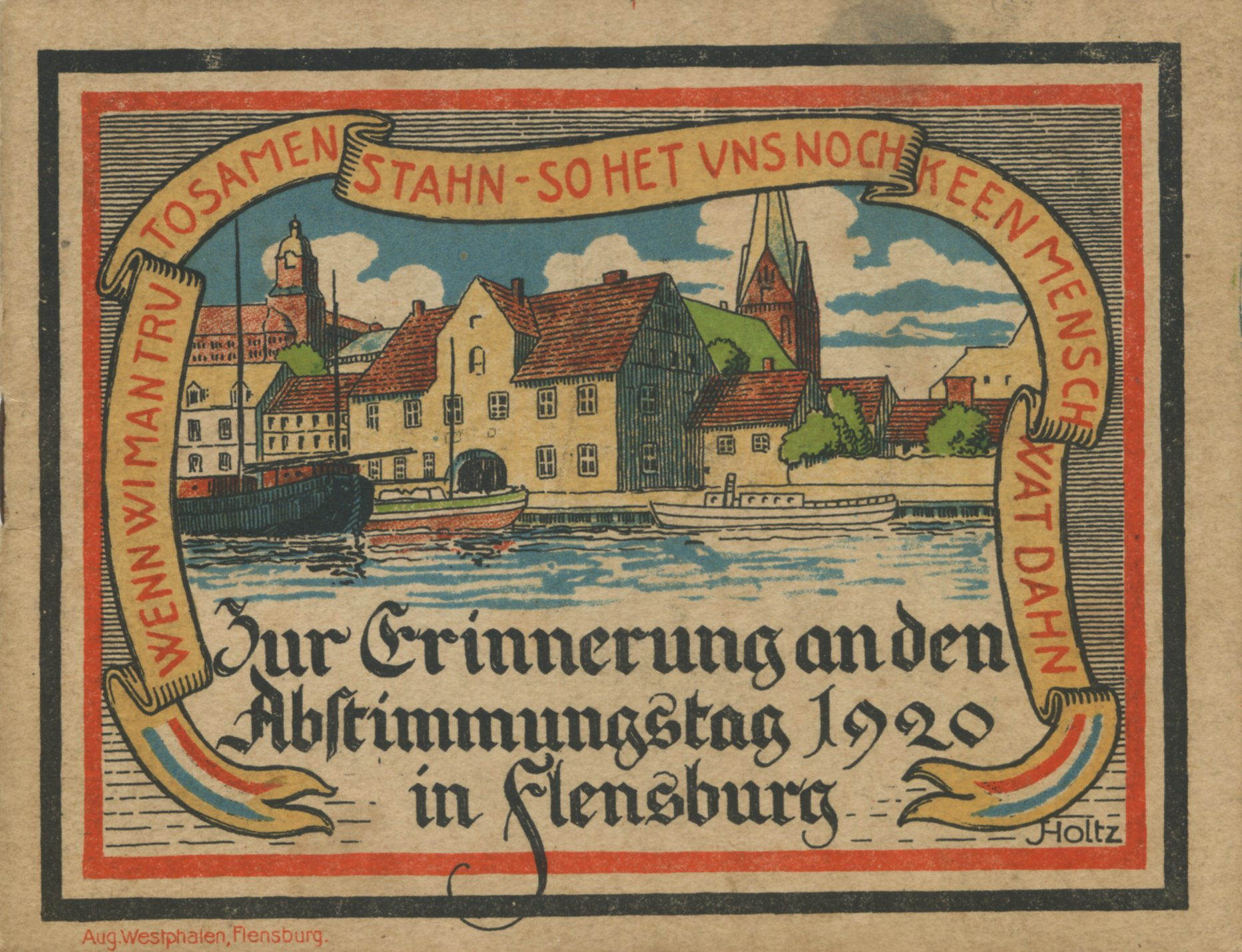
Titelblatt einer noch 1920 in Flensburg herausgegebenen Broschüre
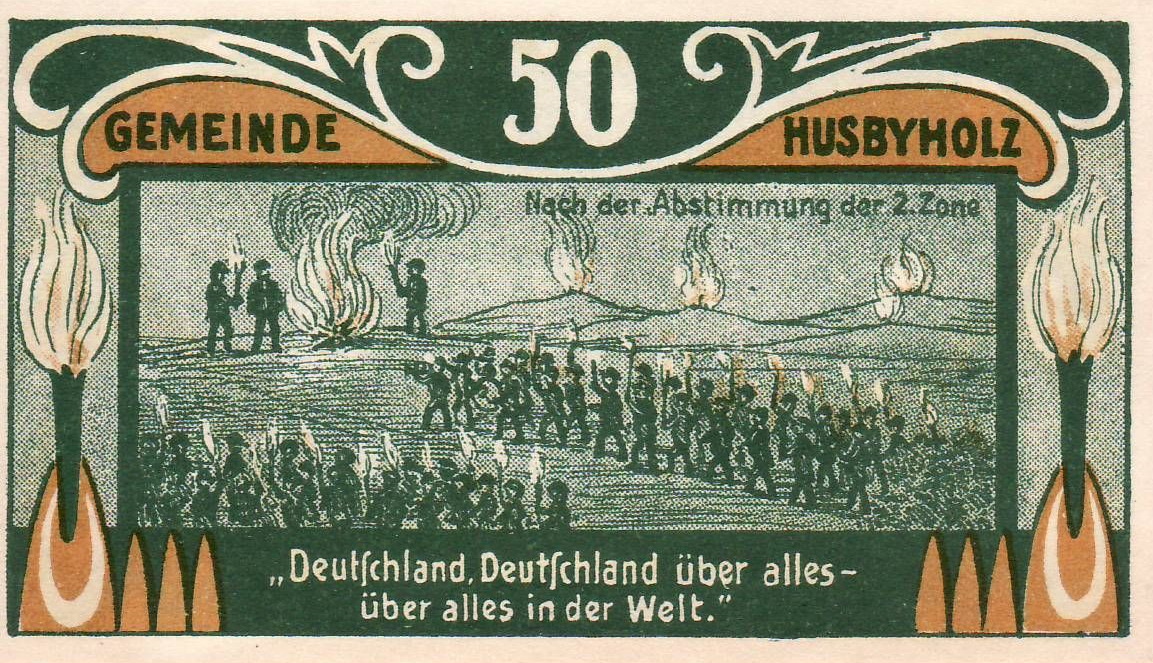
Nach der Volksabstimmung herausgegebener 50-Pfennig-Notgeldschein der Gemeinde Husbyholz